# Wiener Ringstraße
Die Ringstraße, die mit dem Franz-Josefs-Kai rund um das historische Zentrum Wiens führt, und ihre zahlreichen Bauwerke des Historismus zählen zu den Hauptsehenswürdigkeiten der österreichischen Bundeshauptstadt. Die Gesamtlänge des annähernd kreisförmigen Straßenzugs beträgt 5,2 km. Die Ringstraße selbst nimmt etwa drei Viertel davon ein; sie wird häufig nur der Ring genannt, obwohl dieser Ring, was die offiziellen Straßennamen betrifft, in neun Abschnitte geteilt ist.
Der Ringstraßenstil als besondere Ausprägung des Historismus war stilbildend für die österreichische Architektur im Zeitraum der 1860er bis 1890er Jahre, der so genannten Ringstraßenzeit.

Heute gehört der gesamte Straßenzug zum Weltkulturerbe Historisches Zentrum von Wien.

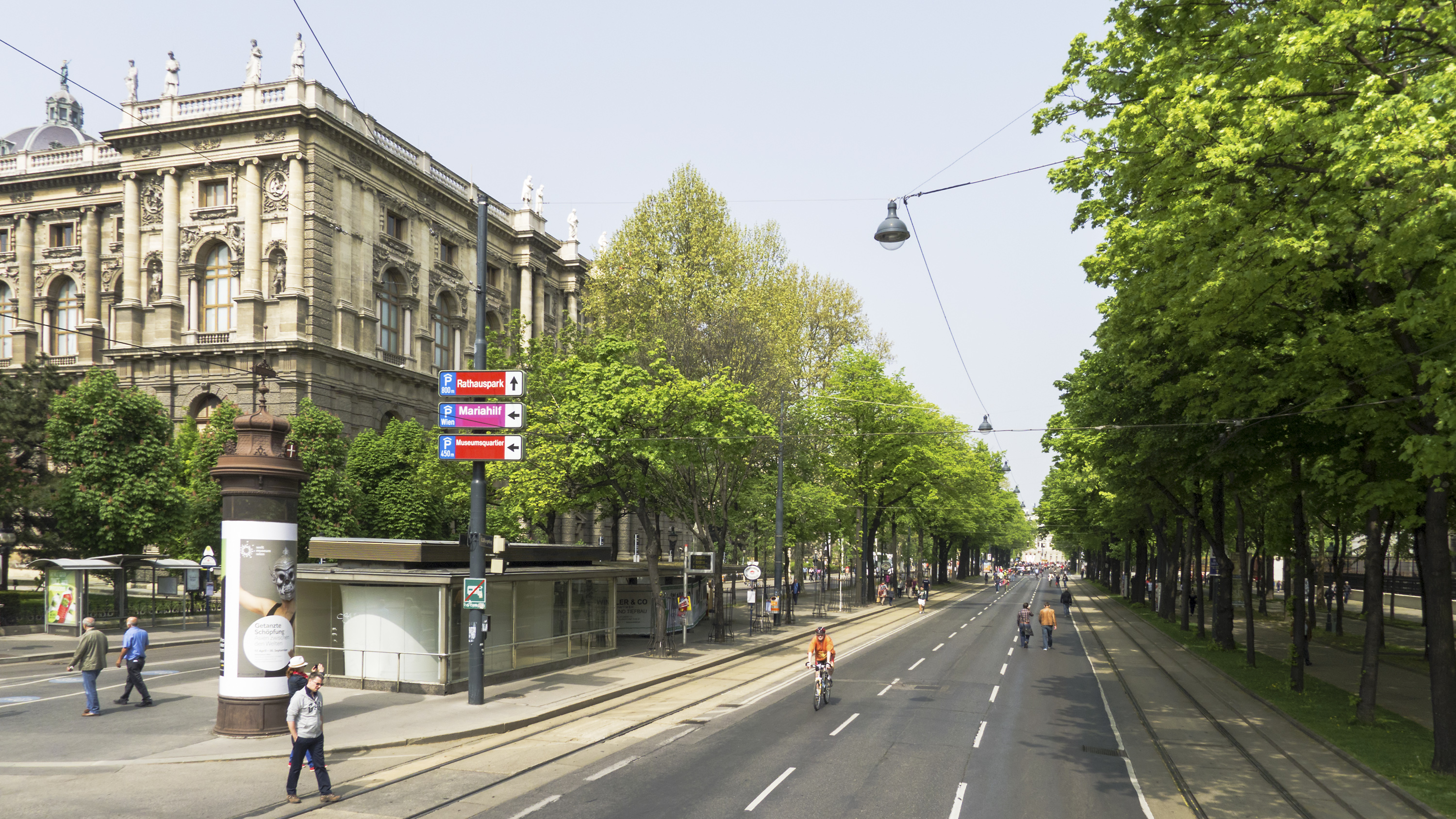
Der Burgring (hier am 1. Mai 2013 ausnahmsweise für Autos gesperrt); links das Kunsthistorische Museum und die Abzweigung der Babenbergerstraße

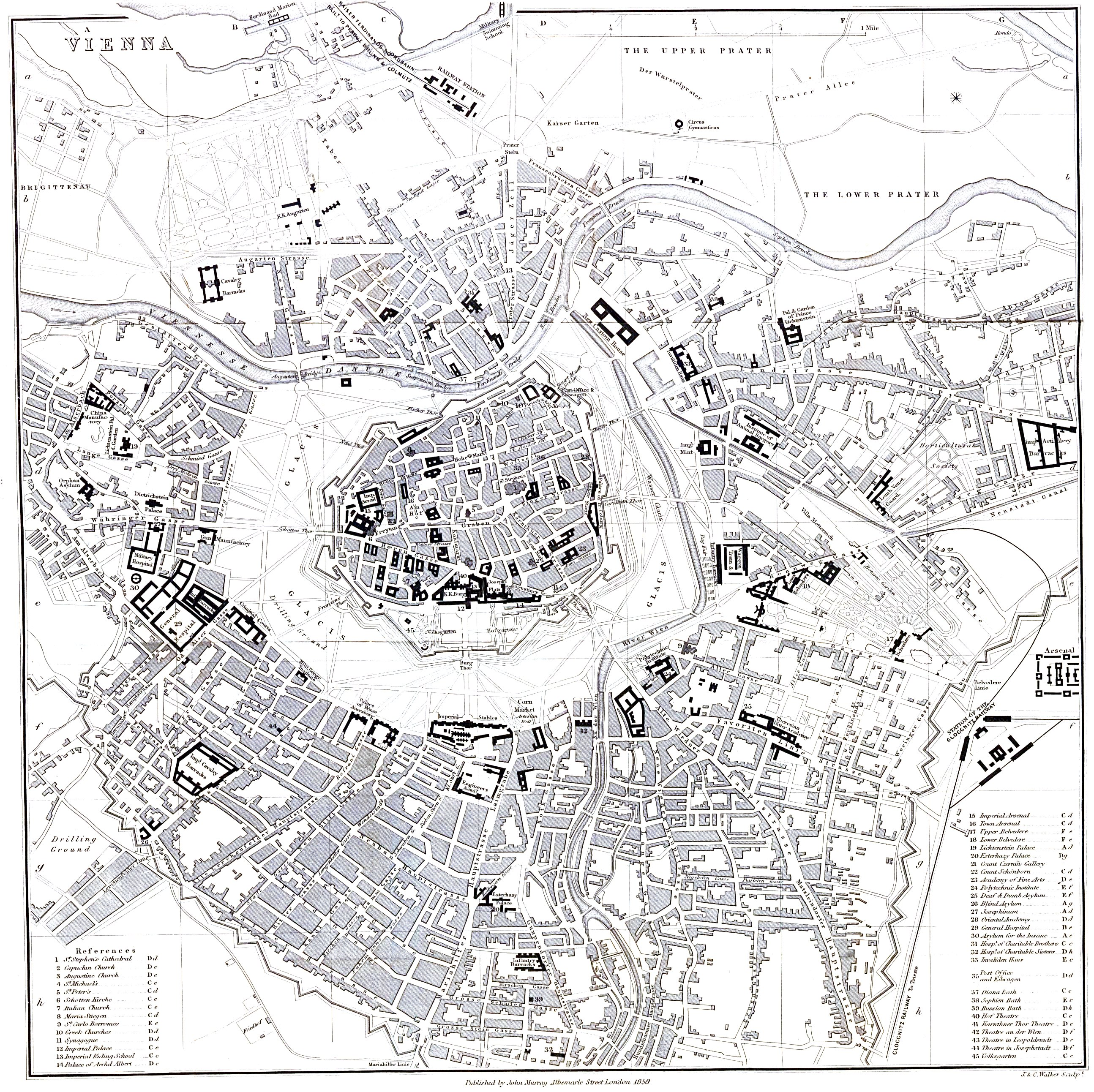
Der Wiener Stadtplan von 1858 verdeutlicht die Lage der Stadtmauern und des Glacis, des freien Festungsvorfelds zu den Vorstädten, rings um die Innere Stadt, ein noch dem ausgehenden Mittelalter verhaftetes Stadtkonzept.

In Wien erreichten Juden ab 1860 die Realbesitzfähigkeit und waren als Bauherren an der Ringstraße vertreten. Sie nahmen den Historismus als Möglichkeit wahr, ihrem Bedürfnis nach Zugehörigkeit zur europäischen Geschichte Ausdruck zu verleihen.

## Entwicklung

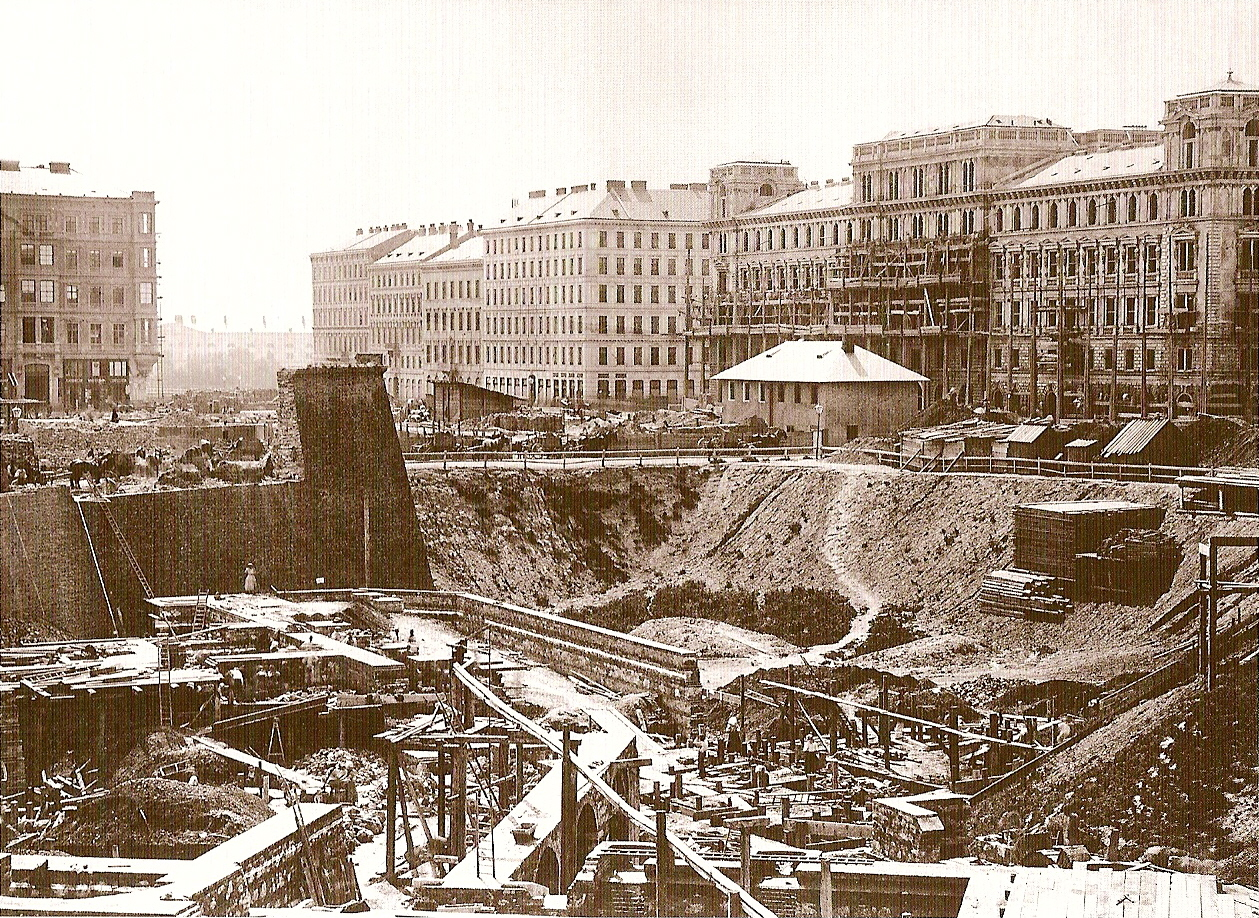
Opernring mit Heinrich(s)hof kurz vor dessen Fertigstellung 1863.

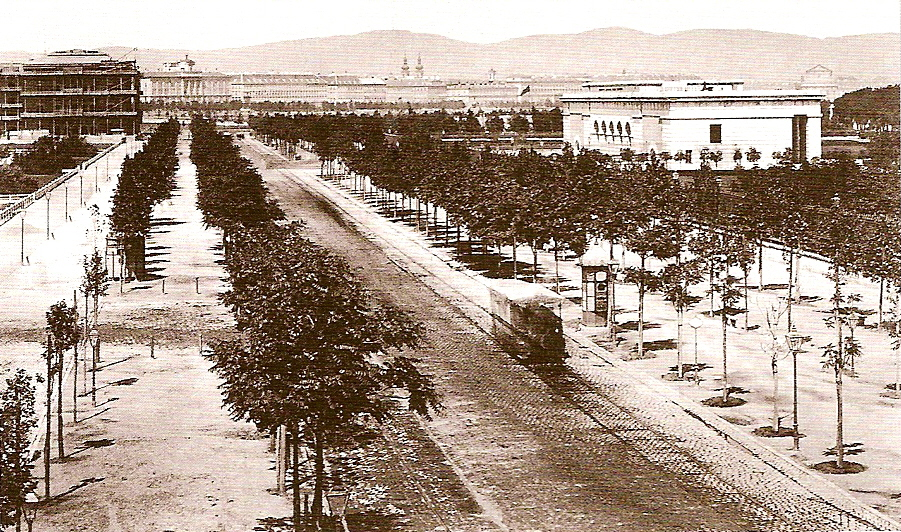
Der Burgring im Jahr 1872; rechts das äußere Burgtor. Das Naturhistorische Museum (links) ist noch in Bau. Parlamentsgebäude und Rathaus fehlen noch, so dass im Hintergrund die Landesgerichtsstraße als Grenze zum 8. Bezirk zu sehen ist.

### Vorgeschichte
Vom 13. Jahrhundert an umgab eine Mauer die Stadt. Nach der ersten Türkenbelagerung 1529 und dem Dreißigjährigen Krieg (1618–1648) wurde diese Wehranlage weiter ausgebaut und verstärkt. Darüber hinaus wurde außen um die Festungsanlagen ein Glacis, ein Wiesenstreifen, angelegt, der nicht verbaut werden und keinen die Verteidigung behindernden Bewuchs aufweisen durfte. Der Streifen mit Bauverbot war ursprünglich 95 Meter breit und wurde bis 1683 auf 450 Meter Breite erweitert. Die mit vorspringenden Geschützterrassen – sogenannten Basteien – versehene Stadtmauer bewährte sich während der zweiten Türkenbelagerung 1683 sehr, verlor dann aber an Bedeutung und war ab dem späten 18. Jahrhundert militärtechnisch veraltet.
Kaiser Joseph II. ließ daher ab 1770 Fußgängerwege und Fahrstraßen über das Glacis anlegen, 1776 Laternen aufstellen und ab 1781 etwa 3000 Alleebäume pflanzen. Das Glacis diente nun auch als Freiluftwerkstätte für Handwerker. Verkaufsstände wurden aufgestellt. 1809 wurde die Burgbastei von den Truppen Napoleons gesprengt, 1820 in diesem Bereich das Äußere Burgtor errichtet, das der Repräsentation diente.
Nach der Revolution 1848 waren die – gegen innere Bedrohungen als nutzlos erkannte – Stadtmauer und die vorgelagerten Festungswerke außerdem der Stadtentwicklung der rasch wachsenden Metropole im Weg: Denn 1850 wurden die Vorstädte als Bezirke II bis VIII (ab 1861 II–IX) eingemeindet, so dass die Befestigungsanlagen ein merkliches Verkehrshindernis darstellten. Das parkartige Glacis mit seinen Erfrischungspavillons wurde allerdings als Erholungsraum allseits geschätzt.

### Schleifung der Stadtmauer und Anlage der Ringstraße
Am 20. Dezember 1857 traf Kaiser Franz Joseph I. die Entscheidung zur „Auflassung der Umwallung und Fortifikationen der inneren Stadt, so wie der Gräben um dieselbe“ und ordnete den Bau eines Boulevards an dieser Stelle an. In seinem Allerhöchsten Handschreiben an Innenminister Alexander von Bach, das mit den oft zitierten Worten „Es ist Mein Wille“ beginnt und am 25. Dezember in vollem Wortlaut auf Seite 1 der amtlichen Wiener Zeitung veröffentlicht wurde, verfügte der Kaiser über die genaue Größe und Verwendung des neu gewonnenen Areals und kündigte einen Planungswettbewerb an. Im März 1858 begannen beim Rotenturmtor am Donaukanal die Abbrucharbeiten, die erst 1874 abgeschlossen waren. Bis zum Sommer 1858 waren 85 Projekte für den Grundplan der Ringstraße eingelangt. Mitte September 1859 erhielt die „dreißig Klafter breite, mit doppelten Baumreihen besetzte Straße, welche nach dem Stadterweiterungs-Plane gleich einem regelmäßigen Gürtel um die Stadt gezogen werden wird, […] den officiellen Namen Ringstraße“.
Die neue Straße wurde als Repräsentationsboulevard geplant, der nicht zuletzt aus militärischen Überlegungen eine unregelmäßig achteckige Form bekam. Im Falle eines etwaigen erneuten Aufstandes der Bevölkerung (nach dem Wiener Oktoberaufstand 1848) hätten die geraden Straßenabschnitte den kaiserlichen Truppen eine freiere Schusslinie ermöglicht und die Breite der Straße einen Barrikadenbau erschwert.
Für Lastfuhrwerke wurde die parallel verlaufende „Lastenstraße“ vorgesehen. Diese Verkehrsregelung besteht bis heute. Die offiziell verschiedene Namen tragende Lastenstraße ist heute als Zweierlinie bekannt; der dem Straßenbahnbetrieb entlehnte Name verwies auf die hier bis 1980 verkehrenden Straßenbahnlinien E2, G2 und H2 und bezieht sich seither auf die zwischen U-Bahn-Karlsplatz und Alser Straße unter der Straße verlaufende U-Bahn-Linie U2.
Nach Kompetenzstreitigkeiten zwischen Regierung und Stadtverwaltung wurde 1858 der Stadterweiterungsfonds geschaffen, der zum Ärar, von der Regierung verwaltetem Staatsvermögen, zählte. Er erhielt 1859 den Auftrag, das Projekt zu übernehmen, verkaufte die durch die Schleifung der Stadtmauer und den Wegfall des Verteidigungszwecks frei gewordenen Grundstücke an private Investoren und finanzierte damit die staatlichen Repräsentationsbauten. Nur das Neue Rathaus, wie es bis 1960 hieß, wurde von der Stadtverwaltung geplant. Weil die Stadt bei dieser groß angelegten Immobilienoperation leer ausging, vertrat sie mit umso größerer Entschiedenheit die teilweise Erhaltung der vorhandenen Erholungsräume. Bis zur Gegenwart existieren mit Stadtpark, Burggarten, Volksgarten, Rathauspark und Sigmund-Freud-Park entlang der Ringstraße vergleichsweise große Grünflächen.
Dem Ausbau des Stubenrings stand lang die Franz-Josephs-Kaserne im Wege. Sie sollte, gemeinsam mit der 1865–1869 errichteten, nördlich der Altstadt gelegenen Rossauer Kaserne und dem Arsenal, das Stadtzentrum militärisch kontrollieren. Der Bau der Franz-Josephs-Kaserne begann 1854. Sie wurde 1857 fertiggestellt; im gleichen Jahr entschied der Kaiser die Auflassung der Befestigungsanlagen. Die Aspernbrücke als Verbindung vom Stubenring in die Leopoldstadt, den 2. Bezirk, wurde zwar bereits 1864 eröffnet, aber erst 1900/1901 wurde die Franz-Josephs-Kaserne abgerissen. Auf ihrem einstigen Areal steht das bis 1913 erbaute Viertel um das ehemalige k.k. Postsparkassenamt (gebaut 1904–1906, später erweitert); 1909/1910 wurde die Urania als Abschluss der Ringstraße neben die Aspernbrücke gestellt, erst 1913 vis-à-vis der Postsparkasse das neue k.u.k. Kriegsministerium eröffnet und der Stubenring damit komplettiert.
Die Ringstraße wurde am 1. Mai 1865 von Kaiser Franz Joseph in Anwesenheit von Kaiserin Elisabeth, zahlreicher Erzherzöge, Minister und Vertreter der Stadt Wien mit Bürgermeister Andreas Zelinka an der Spitze feierlich eröffnet. Zuvor waren die öffentlichen sowie privaten Gebäude mit Reisig, Wappen, Fahnen sowie Girlanden geschmückt worden; außerdem wurde am 1. Mai die Gasbeleuchtung auf dem westlichen Teil der Ringstraße in Betrieb genommen. Der Festakt fand vor dem Äußeren Burgtor auf dem Burgring statt; an der anschließenden Fahrt der Ehrengäste zur Hoftafel im Prater waren mehr als 100 Equipagen beteiligt.

„Euere Majestät haben am 20. December 1857 durch den hochherzigen Entschluß, daß die Wälle Wiens fallen, und die Stadt erweitert werden solle, der Gesammtbevölkening Ihrer treuen Residenzstadt das schönste Christgeschenk gebracht, denn Wien sollte eine der schönsten und gesundesten Städte Europas werden. Der größte Theil der von Eurer Majestät gestellten Aufgabe ist gelöst, die beengenden Ringmauern sind verschwunden, eine Straße mit den schönsten Palästen und Häusern vollendet, Gärten und Anlagen geschaffen, welche der Residenz zur Zierde, und den Bewohnern zur Erholung gereichen. Die so sehnlichst erwartete Wasserleitung, welche die Bedingung für die Reinlichkeit der Stadt und für die Gesundheit ihrer Bewohner ist, wird das große Werk der Stadterweiterung krönen, und Eure Majestät als der Gründer derselben, werden selbst die kommenden Geschlechter zu dem tiefsten Dank verpflichten. Genehmigen Eure Majestät, daß ich im Namen der Vertreter der Stadt Wien meinen ehrfurchtsvollsten Dank ausspreche, daß Allerhöchst dieselbe heute die Ringstraße zu eröffnen die Gnade haben.“

„Ich betrachte die Vollendung der Ringstraße als einen besonders wichtigen Abschnitt im Werke der Stadterweiterung. Ich habe dieser Angelegenheit stets meine besondere Fürsorge zugewendet, und spreche Ihnen, Herr Bürgermeister, und dem Gemeinderathe meine Anerkennung und meinen Dank aus dafür, daß Sie der Verschönerung meiner Residenz eine besondere Sorgfalt angedeihen ließen. Ich werde auch in Zukunft dem weiteren Fortschritt in der Stadterweiterung mein Augenmerk zuwenden, und die Wünsche der Gemeinde in Bezug auf die Erlangung von Baugründen zur Errichtung von Schulen, Waarenhallen und Parkanlagen um sehr billige Preise möglichst berücksichtigen. Um eine der wichtigsten Fragen der baldigen Lösung zuzuführen, habe ich die Anordnung getroffen, daß der Gemeinde zur Durchführung der Wasserversorgung der Kaiserbrunnen unentgeltlich überlassen werde, und ich hoffe, daß hiemit die Wasserversorgung einen baldigen und glücklichen Abschluß erlangen wird.“

Zum Zeitpunkt der Eröffnung der Straße waren (heutige Namen) Stubenring, Burgring, Dr.-Karl-Renner-Ring, Universitätsring und Schottenring noch größtenteils unverbaut. Von der Wollzeile bis zur Babenbergerstraße hatten hingegen Bauherren aus Aristokratie und Großbürgertum bereits viele „hochherrschaftliche“ Wohnhäuser errichtet.

### Bauten

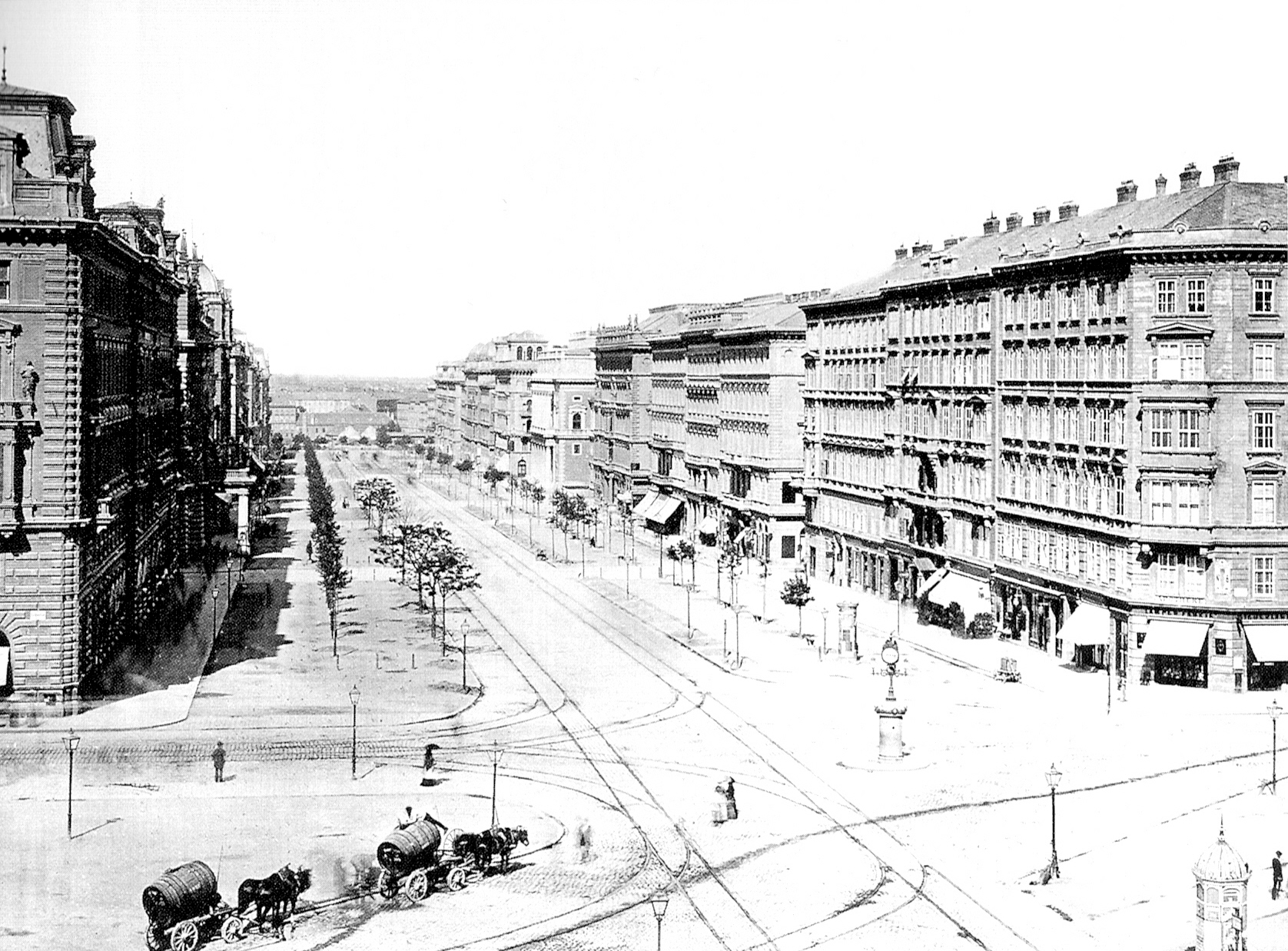
Der Schottenring um 1875, Blick vom Schottentor Richtung Donaukanal

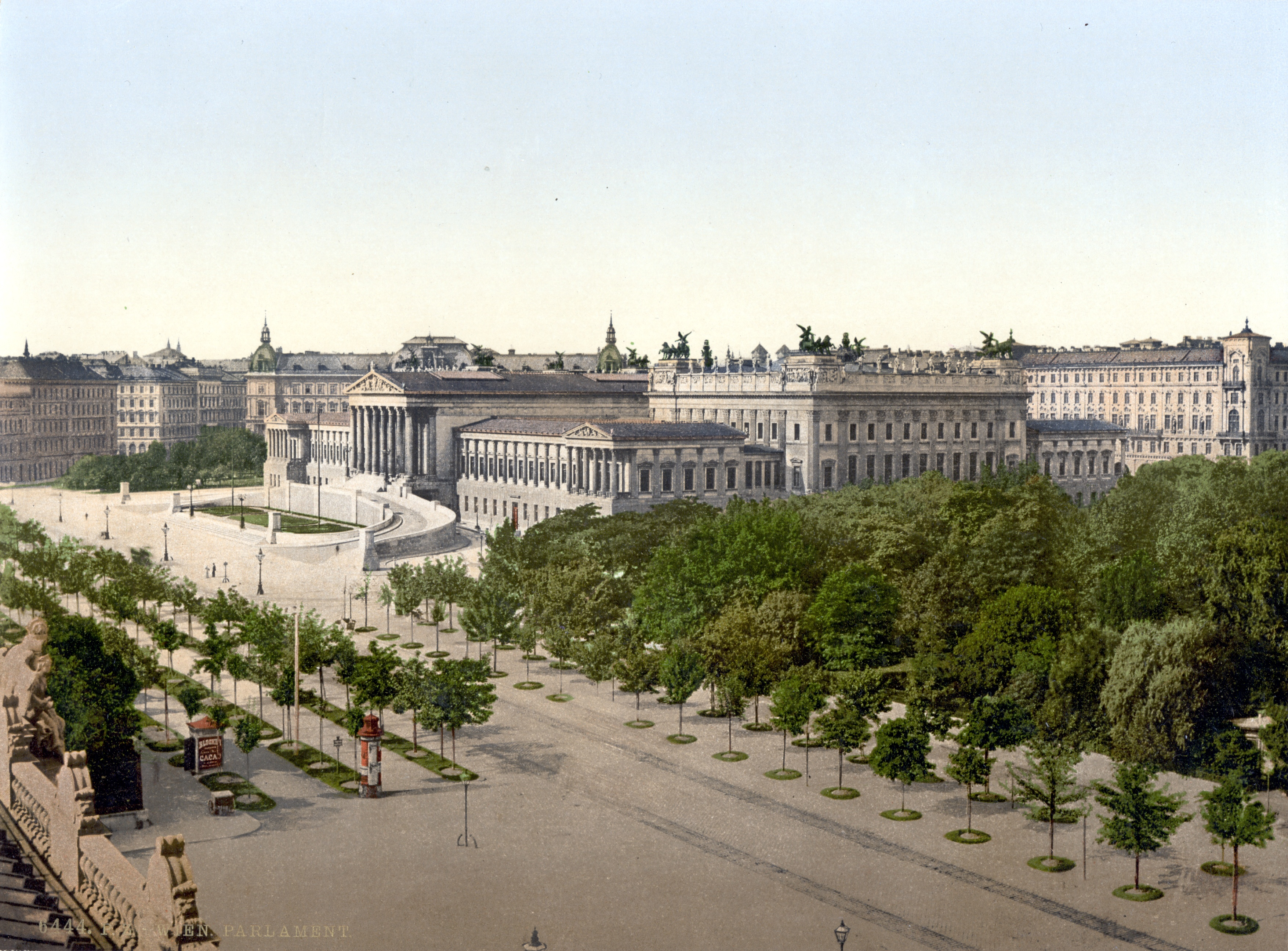
Parlamentsgebäude vor 1898 am damaligen Franzensring, nach mehreren Umbenennungen seit 1956 beim Parlament Dr.-Karl-Renner-Ring, beim Rathauspark (vorne rechts) seit 2012 Universitätsring

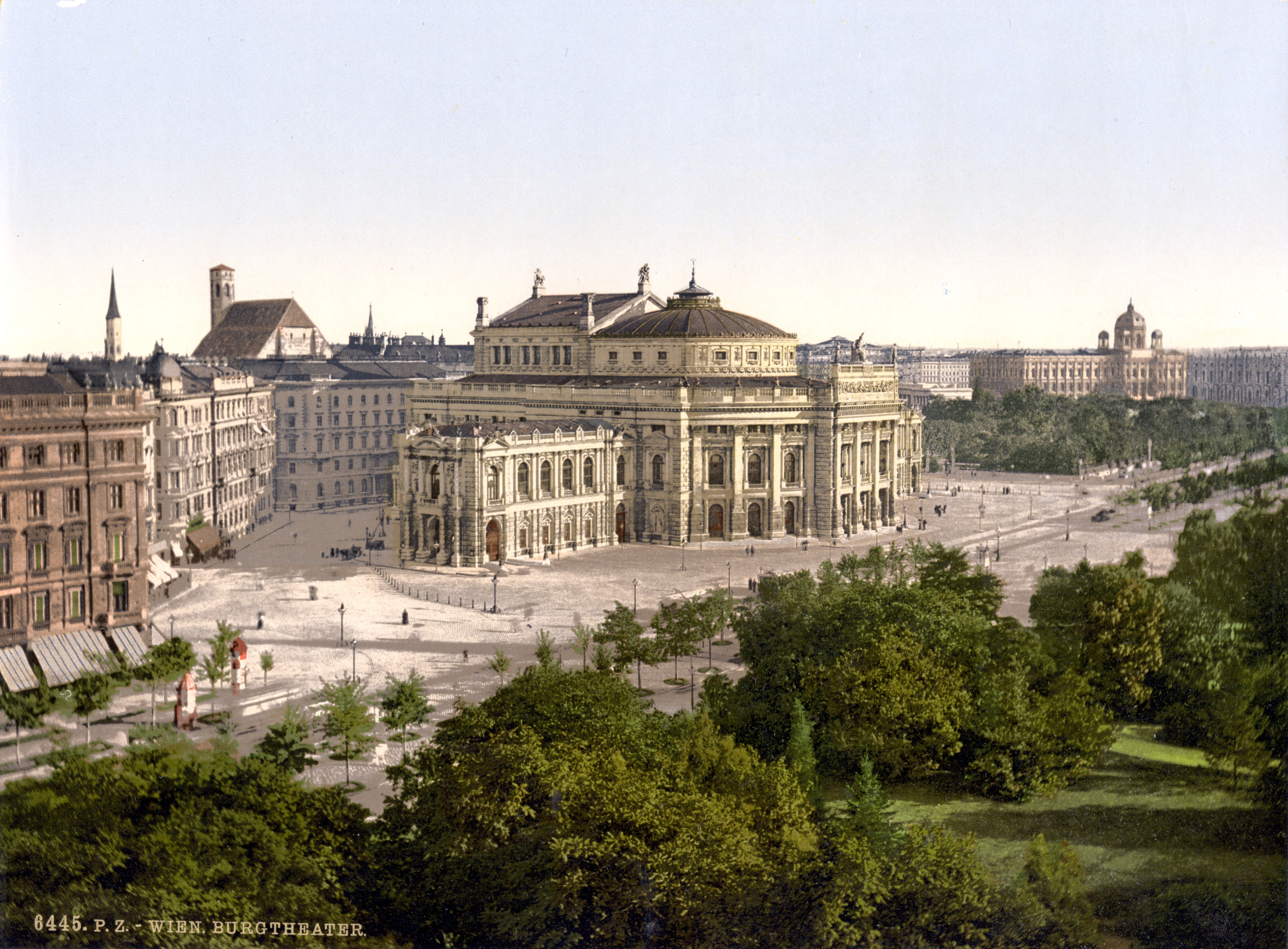
Der heutige Universitätsring mit dem Burgtheater um 1900, im Vordergrund der Rathauspark

Entlang der gesamten Ringstraße wurden zahlreiche öffentliche und private Bauten errichtet. Adelige und andere wohlhabende Privatleute beeilten sich, repräsentative Palais (Ringstraßenpalais) im monumentalen historistischen Stil bauen zu lassen.
Eines der ersten Gebäude war der Heinrichhof (historische Schreibung ohne s) des Ziegelfabrikanten Heinrich von Drasche-Wartinberg, der, zuletzt kriegsbeschädigt, bis 1954 gegenüber der Oper stand.
Bemerkenswert sind vor allem das k.k. Hof-Operntheater (nunmehr Staatsoper) im Stil der Neorenaissance von August Sicard von Sicardsburg und Eduard van der Nüll, das Parlament im neo-attischen Stil (ein Verweis auf die altathenische Demokratie) und das Palais Epstein von Theophil von Hansen, das Rathaus im Stil der flämischen Gotik von Friedrich von Schmidt, das Burgtheater von Karl von Hasenauer und Gottfried Semper sowie das neue Universitätsgebäude von Heinrich von Ferstel. Der einzige Sakralbau ist die Votivkirche im neogotischen Stil (ebenfalls von Ferstel), die 1853 anlässlich der Errettung Kaiser Franz Josephs vor einem Attentat gestiftet wurde und jahrzehntelang in Bau war.
Quer zur Ringstraße sollte vor der historischen Hofburg, der Kaiserresidenz, das monumentale Kaiserforum entstehen, um die Macht der österreichisch-ungarischen Monarchie zu demonstrieren. Das Projekt blieb ein Torso. Gebaut wurde bis zum Beginn des Ersten Weltkriegs innerhalb der Ringstraße die Neue Hofburg, in der heute die Österreichische Nationalbibliothek, das Weltmuseum, die Sammlung alter Musikinstrumente, das Ephesos Museum sowie die Hofjagd- und Rüstkammer untergebracht sind. Weitere realisierte Teile des Kaiserforums sind außerhalb der Ringstraße das Kunsthistorische Museum und das Naturhistorische Museum.
Der ursprünglichen Planung nach hätte gegenüber der Neuen Hofburg ein spiegelgleicher Flügel an den Altbestand der Hofburg angebaut werden sollen, der an das Naturhistorische Museum anschließen hätte sollen. Der Heldenplatz und der Maria-Theresien-Platz wären somit Teile des von der Ringstraße durch Torbögen zwischen den Museen und den neuen Hofburgteilen gequerten Kaiserforums geworden. Dieser Plan geriet aus Geldmangel ins Stocken, außerdem war zu Beginn des Ersten Weltkriegs nicht einmal der Innenausbau der „Neuen Burg“ abgeschlossen. Die geänderten politischen Verhältnisse nach 1918 machten das Projekt obsolet.
Der Abschluss der repräsentativen Bautätigkeit am Ring wurde erst 1913 mit der Fertigstellung des k.u.k. Kriegsministeriums erreicht, als der Ringstraßenstil schon ein wenig unmodern geworden war, wie das etwa gleichzeitig von Otto Wagner im Jugendstil gebaute, gegenüberliegende Postsparkassengebäude zeigt.
Die größte Katastrophe an der Ringstraße war der Brand des Ringtheaters 1881, der mehrere hundert Todesopfer forderte. An Stelle des Theaters wurde das Sühnhaus errichtet, welches seinerseits im Zweiten Weltkrieg zerstört wurde und Platz für den Neubau der Wiener Polizeidirektion (Schottenring 7–9) als Ersatz für die ebenfalls zerstörte bisherige Polizeidirektion (Schottenring 11) bot.

## Unterteilung und wichtige Bauwerke
Die Ringstraße gliedert sich im Uhrzeigersinn bzw. in Fahrtrichtung des Individualverkehrs (die Straßenbahn verkehrt in beiden Fahrtrichtungen), von der Urania bzw. der Aspernbrücke am Donaukanal ausgehend, in die folgenden Abschnitte. Sie wurden, den Kärntner Ring ausgenommen, im Uhrzeigersinn nummeriert: gerade Hausnummern auf der dem Zentrum zugewandten Straßenseite, ungerade peripherieseitig. Die Nennung von Bauwerken und Anlagen erfolgt hier ebenfalls im Uhrzeigersinn.
Da offizielle Benennungsdaten gelegentlich nicht mit dem Zeitraum der tatsächlichen Verbauung eines Abschnitts übereinstimmen, ist hier jeweils die erste Nennung in Adolph Lehmann's Allgemeinem Wohnungs-Anzeiger angeführt.

### Stubenring

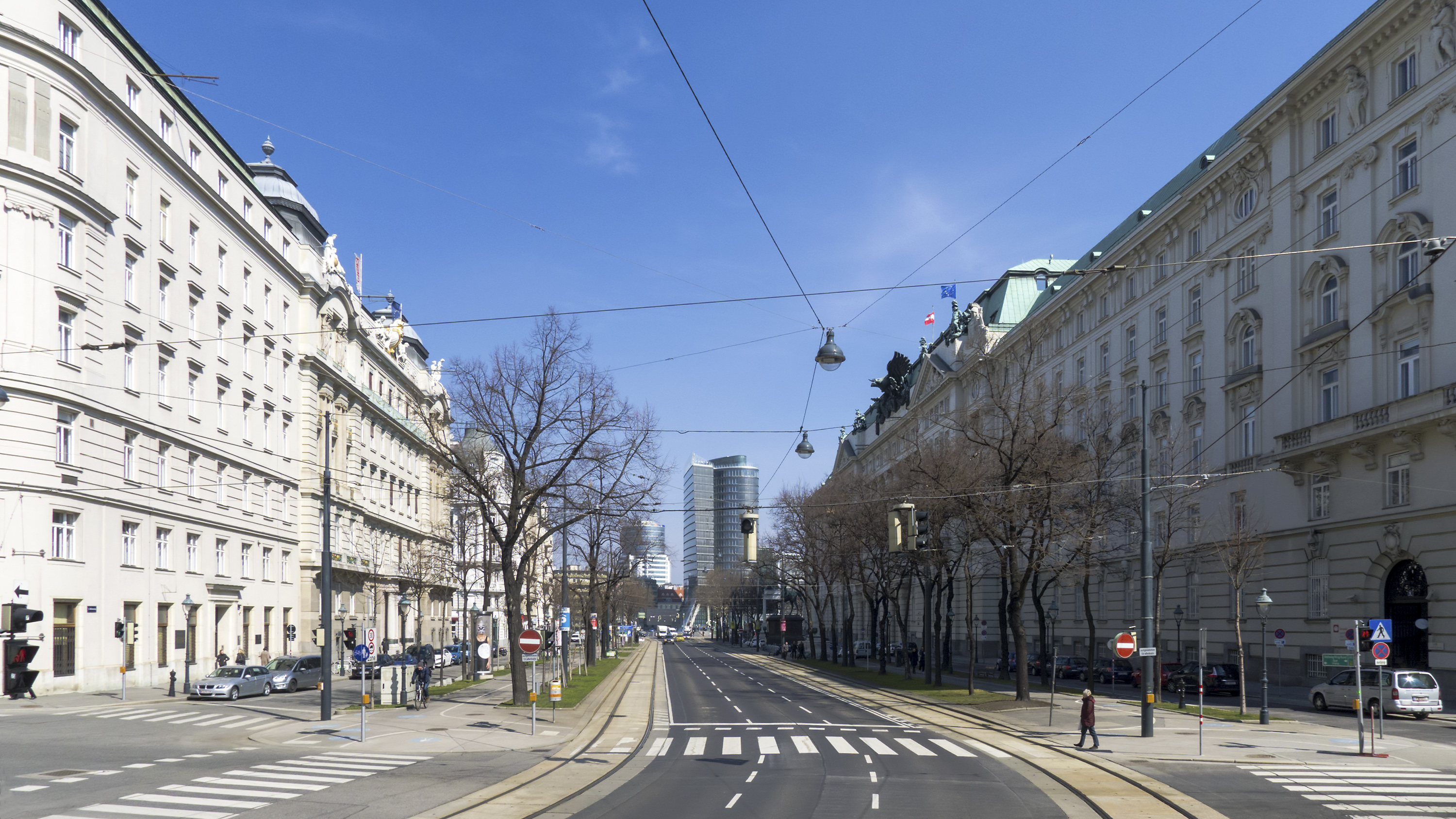
Stubenring in Richtung Leopoldstadt, rechts das ehem. Kriegsministerium

Der Stubenring führt von der Urania bzw. dem Franz-Josefs-Kai (Julius-Raab-Platz, vorher Aspernplatz) bis zur Weiskirchnerstraße. Benannt wurde er 1867 nach der einstigen Stubenbastei. In diesem Jahr wurde der Straßenname auch erstmals in Lehmann erwähnt.
Stadtzentrumsseitig:
- Gegenüber von Nr. 1, Georg-Coch-Platz 2: Ehem. k.k. Postsparkassenamt
- Nr. 8–10: Wirtschaftskammer Wien (wurde 2019 auf den Austria Campus im Nordbahnviertel des 2. Bezirks übersiedelt)
- Nr. 24 / Dr.-Karl-Lueger-Platz 6: Café Prückel
- Dr.-Karl-Lueger-Platz mit Lueger-Denkmal
- U-Bahn-Station Stubentor (U3) unter dem Dr.-Karl-Lueger-Platz

Peripherieseitig:
- Nr. 1: Ehem. k.u.k. Kriegsministerium („Regierungsgebäude“), heute Sitz mehrerer Bundesministerien
- Vor Nr. 1: Radetzky-Denkmal
- Nr. 3 / Oskar-Kokoschka-Platz: Universität für angewandte Kunst
- Nr. 5 / Weiskirchnerstraße: Museum für Angewandte Kunst (MAK)

### Parkring

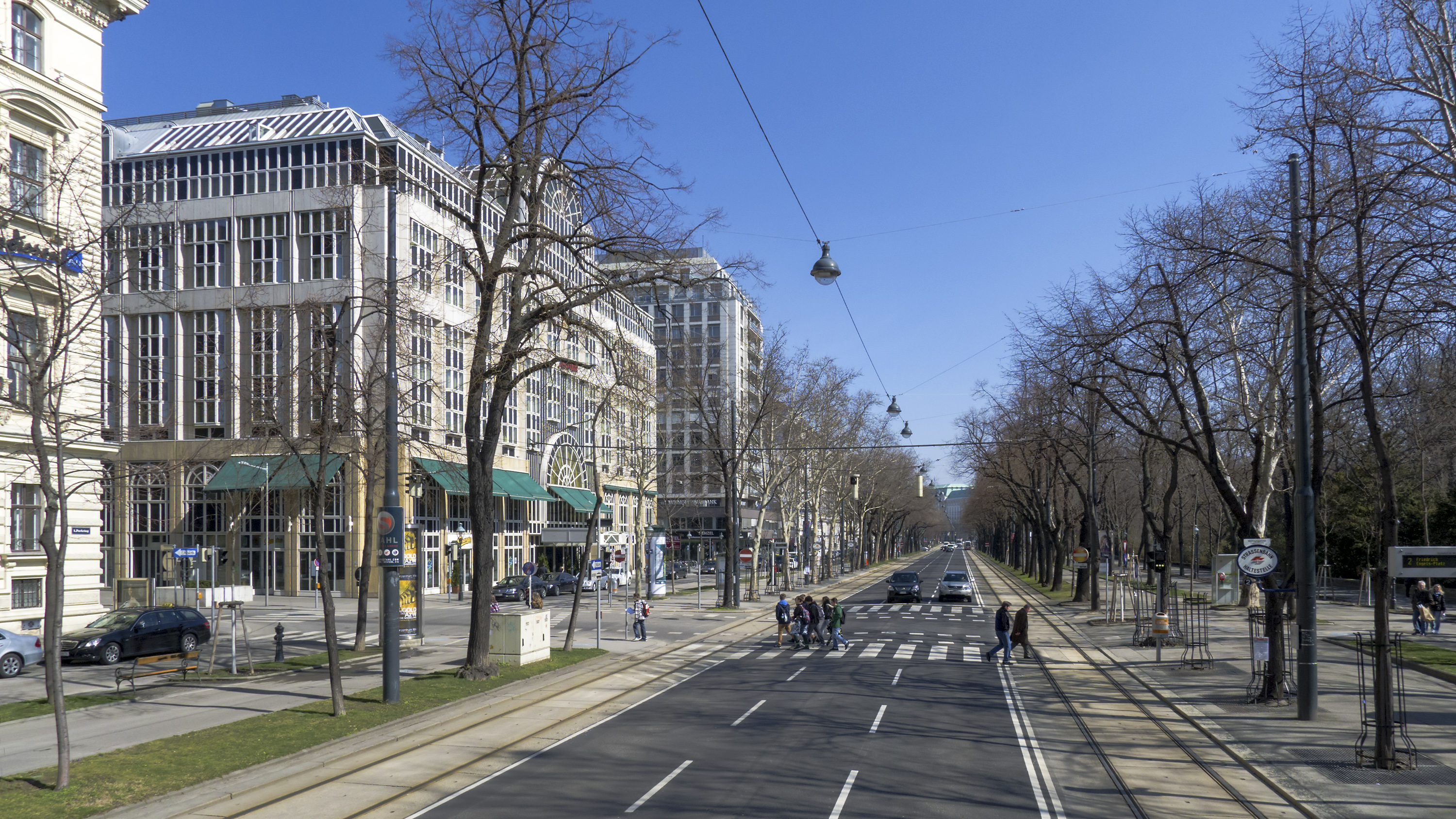
Parkring, links das Hotel Marriott, rechts der Stadtpark

Der Parkring verläuft von der Weiskirchnerstraße bis zur Johannesgasse. Benannt wurde er 1861 nach dem in Bau befindlichen, peripherieseitig an den Ring anschließenden Stadtpark. In Lehmann ist der Straßenname in den nächsten beiden Ausgaben, 1864 und 1865, noch nicht, dann erstmals 1867 verzeichnet. Von 1910 bis 1919 hieß dieser Ringabschnitt Kaiser-Wilhelm-Ring (nach Kaiser Wilhelm II. anlässlich seines Besuches im September).
Stadtzentrumsseitig:
- Nr. 4: Palais Dumba
- Nr. 6 / Zedlitzgasse 8: Palais Colloredo-Mansfeld
- Nr. 8: Palais Erzherzog Wilhelm, ehem. Bundespolizeidirektion, heute OPEC-Fonds für Internationale Entwicklung
- Nr. 12: Gartenbauhochhaus mit Gartenbaukino
- Theodor-Herzl-Platz bzw. Gartenbaupromenade, Durchblick auf das Palais Coburg
- Nr. 12A: Hotel Marriott (Neubau)
- Nr. 14: Palais Henckel von Donnersmarck, bis 2013 Hotel, nach Umbau zum Hotel Almanac Eröffnung 2019 geplant
- Nr. 16: Palais Leitenberger, wie Nr. 14

Peripherieseitig:
- Wiener Stadtpark mit Kursalon und Johann-Strauß-Denkmal

### Schubertring

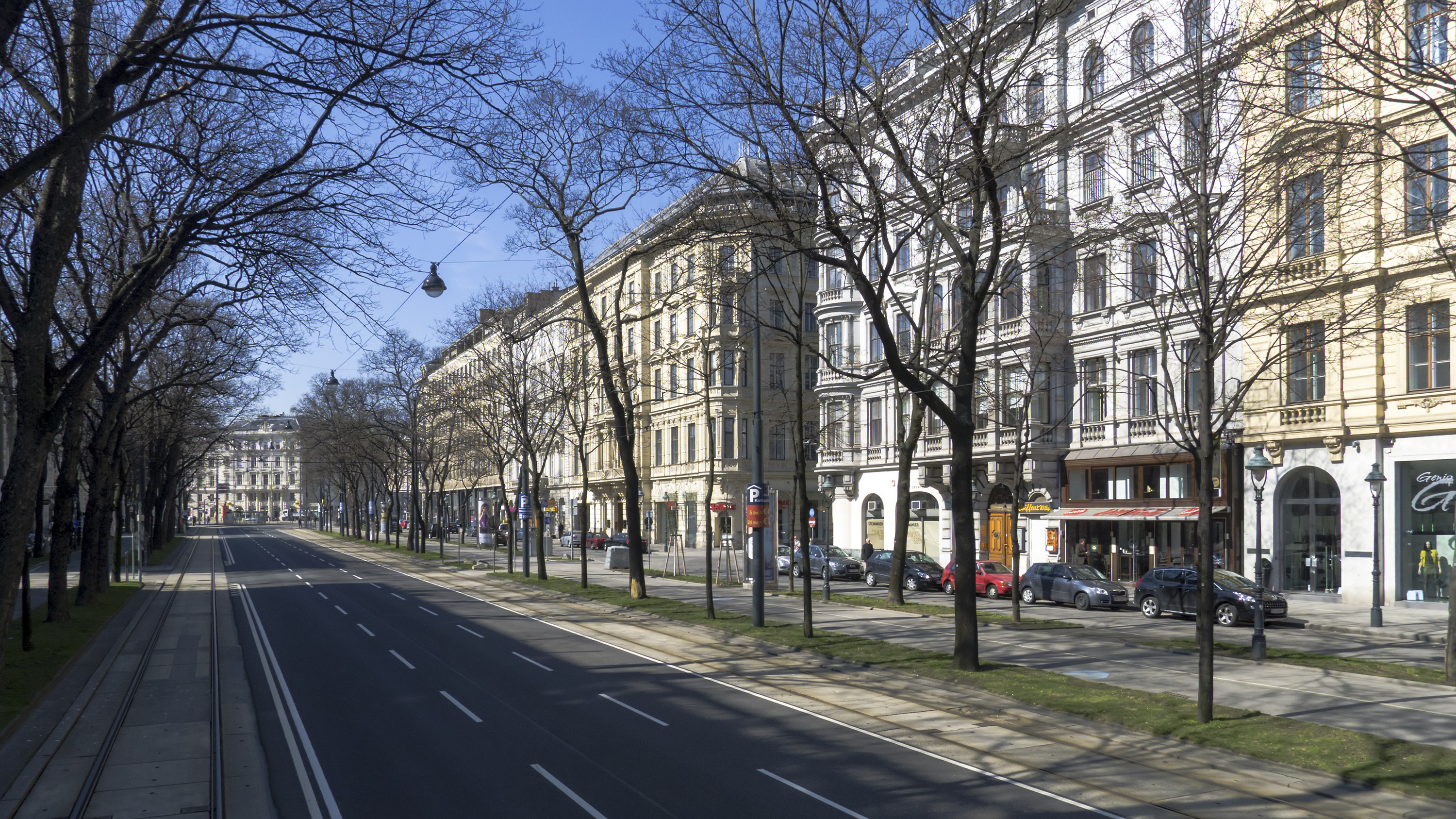
Schubertring in Richtung Schwarzenbergplatz

Der Schubertring führt von der Johannesgasse bis zur Schwarzenbergstraße. Benannt wurde er 1928 nach dem Komponisten Franz Schubert. Davor hieß er von 1862 bis 1928 Kolowrat-Ring nach dem ab 1869 abgerissenen Palais Kolowrat des Staatsmannes Graf Franz Anton von Kolowrat-Liebsteinsky in der heutigen Schwarzenbergstraße. In Lehmann ist er in den nächsten beiden Ausgaben, 1864 und 1865, noch nicht, dann erstmals 1867 verzeichnet.
Stadtzentrumsseitig:
- Nr. 10–12: Hotel Grand Ferdinand (seit Oktober 2015); 1952–1954 von Percy A. Faber und Walter Sobotka an Stelle eines nach Bombenschäden abgerissenen Palais errichtet, Jahrzehnte lang Wiener Zentrale der Veitscher Magnesitwerke AG, zuletzt leerstehend; Fassade und Eingangshalle unter Denkmalschutz; Bauherr der Neugestaltung und Pächter: Florian Weitzer, Grazer Hotelier[15]

Peripherieseitig:
- Nr. 3: Automobilclub ÖAMTC (bis 2016 Zentrale, heute diverse Dienstleistungen)
- Nr. 5: ehemals Adeliges Casino; Nr. 5–7: wurde Ende August 2012 als Ritz-Carlton-Hotel eröffnet[16]
- Nr. 11 / Schwarzenbergplatz 1: Palais Erzherzog Ludwig Viktor, ehem. Offizierskasino; unter dem Namen Kasino am Schwarzenbergplatz eine weitere Spielstätte des Burgtheaters
- Schwarzenbergplatz mit Schwarzenbergdenkmal

### Kärntner Ring

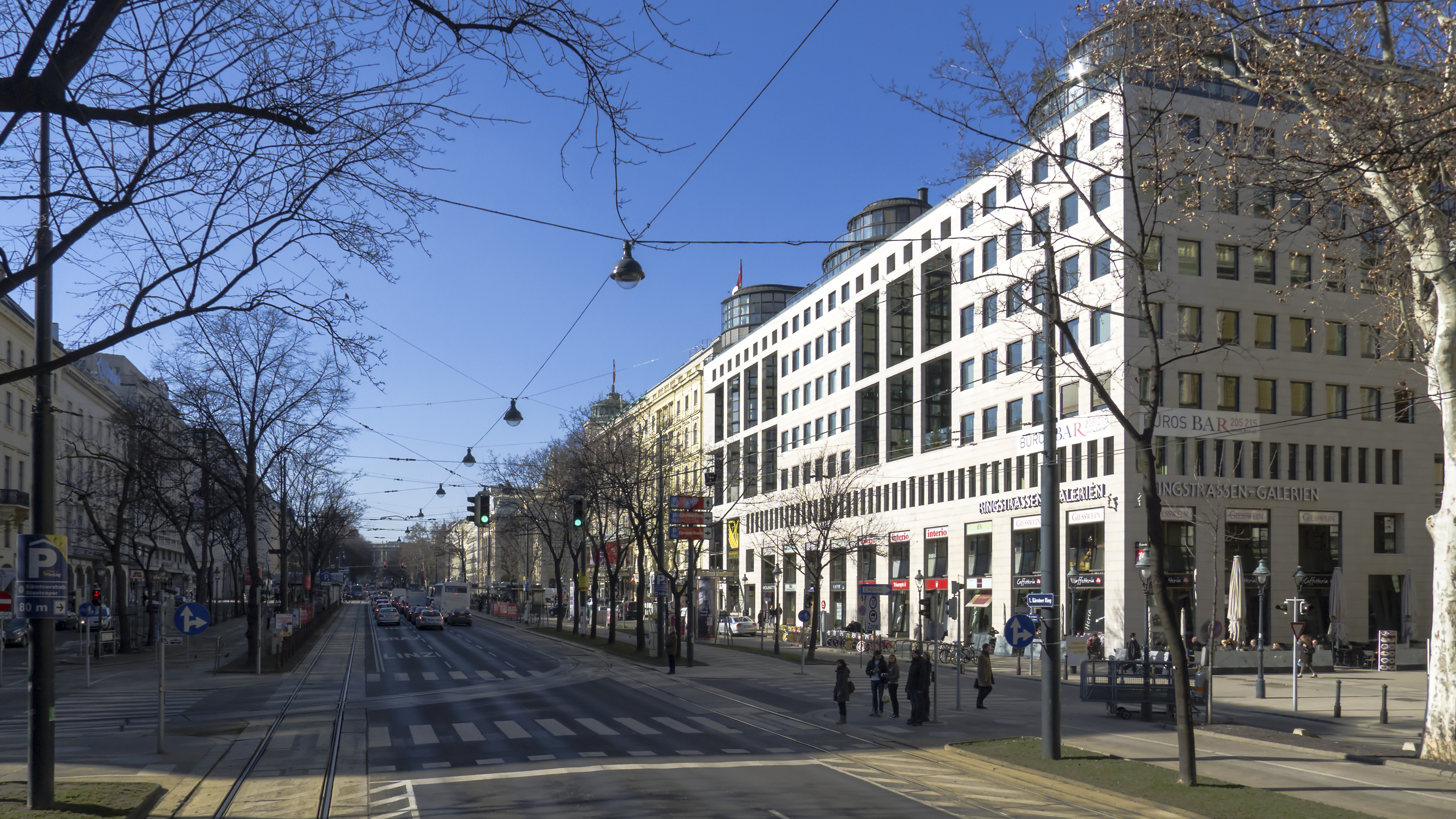
Kärntner Ring bei Akademiestraße und Max-Weiler-Platz Richtung Westen

Der Kärntner Ring verläuft von der Schwarzenbergstraße bis zur Kärntner Straße. Benannt wurde er 1861 (original: Kärnthner …) nach der Kärntner Straße, der wichtigsten Straße der vom Ring umgebenen Altstadt, und dem Kärntner Tor der demolierten Stadtmauer. In Lehmann ist er in der nächsten Ausgabe, 1864, verzeichnet. Von 1917 bis 1919 hieß er Kaiserin-Zita-Ring.
Die Regel, dass bei der Häusernummerierung der in Kreissegmenten um das Stadtzentrum verlaufenden Verkehrsflächen im Uhrzeigersinn vorzugehen ist, wurde 1862 beschlossen, aber beim zu dieser Zeit besiedelten Kärntner Ring noch nicht angewandt. Er ist, von der Kärntner Straße ausgehend, gegen den Uhrzeigersinn nummeriert. Die Nennung der Bauwerke erfolgt auch hier im Uhrzeigersinn:
Stadtzentrumsseitig:
- Nr. 17 / Ecke Schwarzenbergstraße: Café Schwarzenberg
- Nr. 9–13: Grand-Hotel
- Nr. 5–7 und 9: Ringstraßen-Galerien in Kärntner-Ring-Hof und Palais Corso
- Nr. 5: Ehem. Palais Hoyos-Sprinzenstein
- Nr. 1–5 / Kärntner Straße 53–55 / Mahlerstraße 2: Hotel Bristol (Stammhaus 1892–1945 auf Nr. 7)
- Opernpassage mit Zugang zur U-Bahn-Station Karlsplatz (U1, U2, U4)

Peripherieseitig:
- Nr. 18 / Schwarzenbergplatz 17: Palais Wertheim
- Nr. 16: Hotel Imperial mit Café
- Nr. 8: Hotel The Amauris Vienna
- Nr. 4: Palais Königswarter
- Vor Nr. 2: Abfahrtsstelle der Badner Bahn
- Opernpassage mit Zugang zur U-Bahn-Station Karlsplatz (U1, U2, U4)

### Opernring

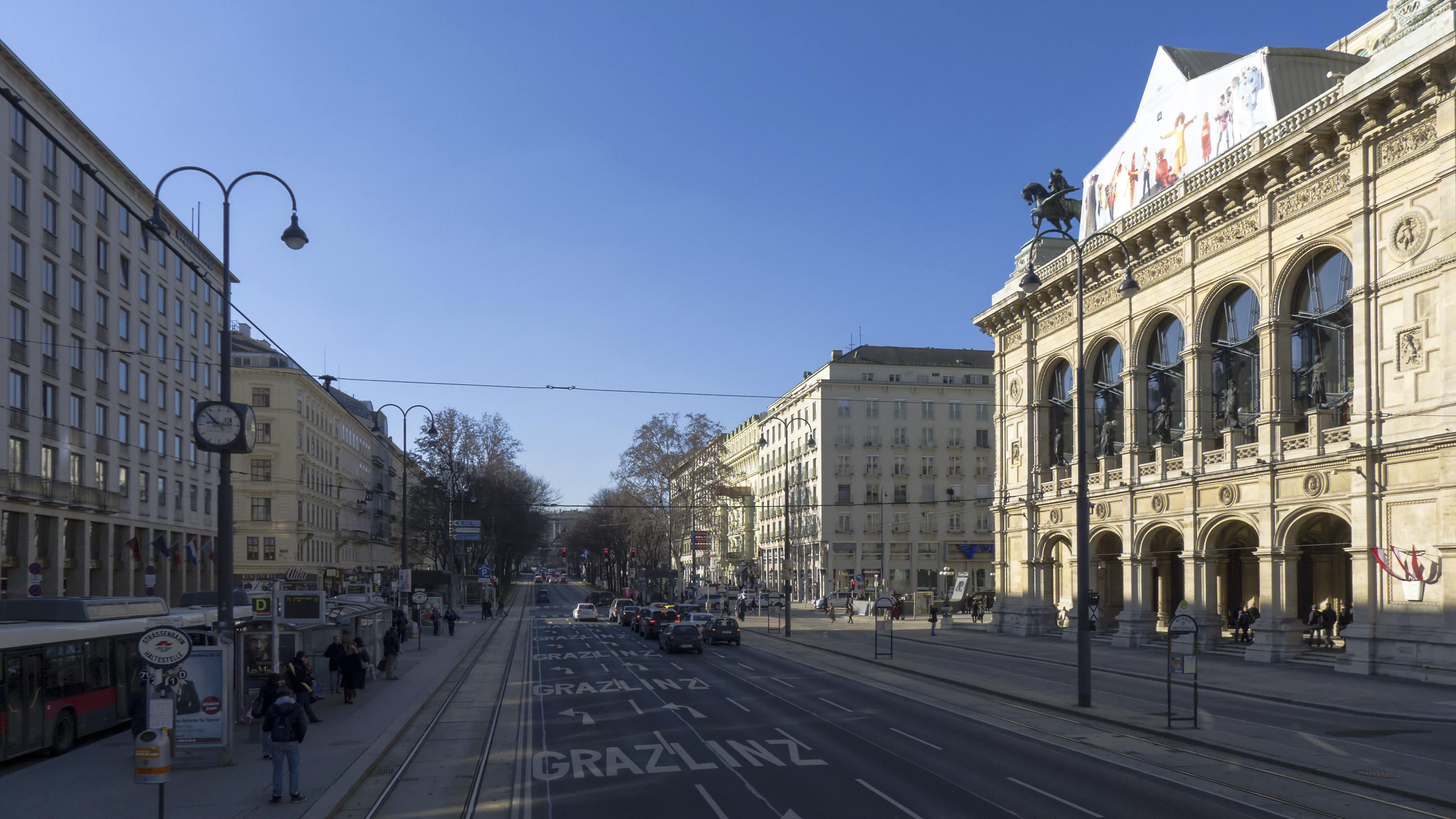
Opernring, rechts die Staatsoper

Der Opernring führt von der Kärntner Straße bis zur Eschenbachgasse. Benannt wurde er 1861 anlässlich des Baubeginns des k.k. Hofoperntheaters, der heutigen Staatsoper. In Lehmann ist er in der nächsten Ausgabe, 1864, verzeichnet. Die Straße hieß von 1917 bis 1919 Kaiser-Karl-Ring (nach Kaiser Karl I.).
Stadtzentrumsseitig:
- Nr. 2: Wiener Staatsoper
- Zwischen Nr. 2 und 4: Dinner-Club Albertinapassage (in ehem. unterirdischer Fußgängerpassage)
- Nr. 4 / Ecke Operngasse 8: erster Eigentümer Anton Dreher sen., Brauunternehmer
- Nr. 10 / Goethegasse 3: Palais Schey von Koromla
- Nach Nr. 10: Goethedenkmal
- Burggarten mit Mozartdenkmal

Peripherieseitig:
- Nr. 1–5: Opernringhof, früher Heinrichhof
- Nr. 13–15: Hotel Le Meridien
- Zwischen Nr. 15 und 17: Robert-Stolz-Platz, dahinter Schillerplatz mit Schillerdenkmal

### Burgring

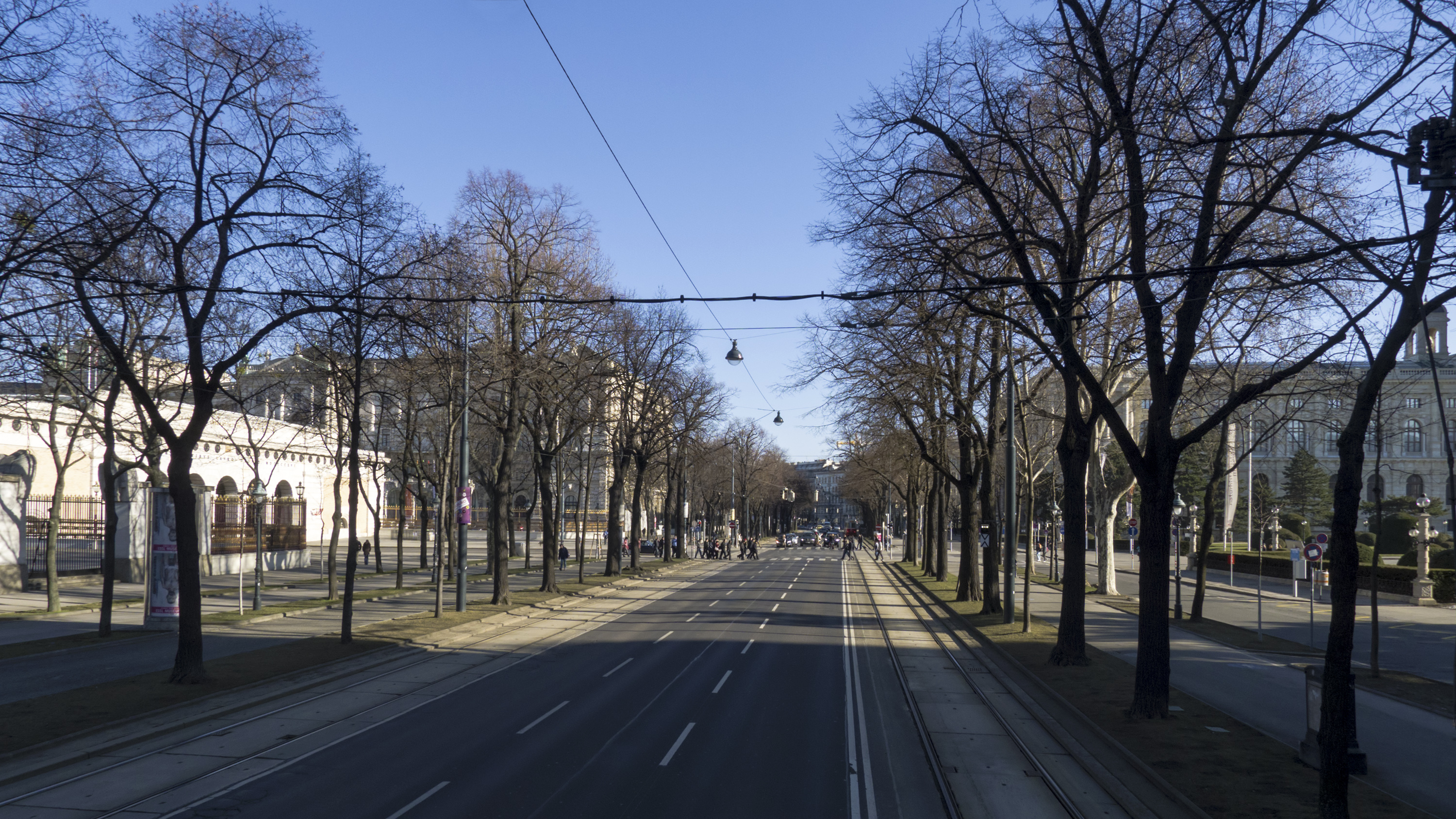
Burgring, links das äußere Burgtor, rechts hinten das Kunsthistorische Museum

Der Burgring beginnt an der Eschenbachgasse und endete ursprünglich beim Schmerlingplatz; seit 1934 führt er nur bis zur Bellariastraße. Benannt wurde er 1863 nach der kaiserlichen Hofburg. In Lehmann ist er in den Ausgaben 1864 und 1865 noch nicht, dann erstmals 1867 verzeichnet.
Stadtzentrumsseitig:
- Burggarten mit Mozartdenkmal
- Gegenüber Nr. 3 und 5: Clubdiskothek Babenbergerpassage (in ehem. unterirdischer Fußgängerpassage)
- Gegenüber Nr. 5: Neue Burg
- Gegenüber dem Maria-Theresien-Platz: Äußeres Burgtor auf dem Heldenplatz, dahinter Hofburg

Peripherieseitig:
- Nr. 5: Kunsthistorisches Museum
- Zwischen Nr. 5 und 7: Maria-Theresien-Platz mit Maria-Theresien-Denkmal
- Nr. 7: Naturhistorisches Museum
- Bis 1934 Nr. 9: siehe Dr.-Karl-Renner-Ring 1

### Dr.-Karl-Renner-Ring

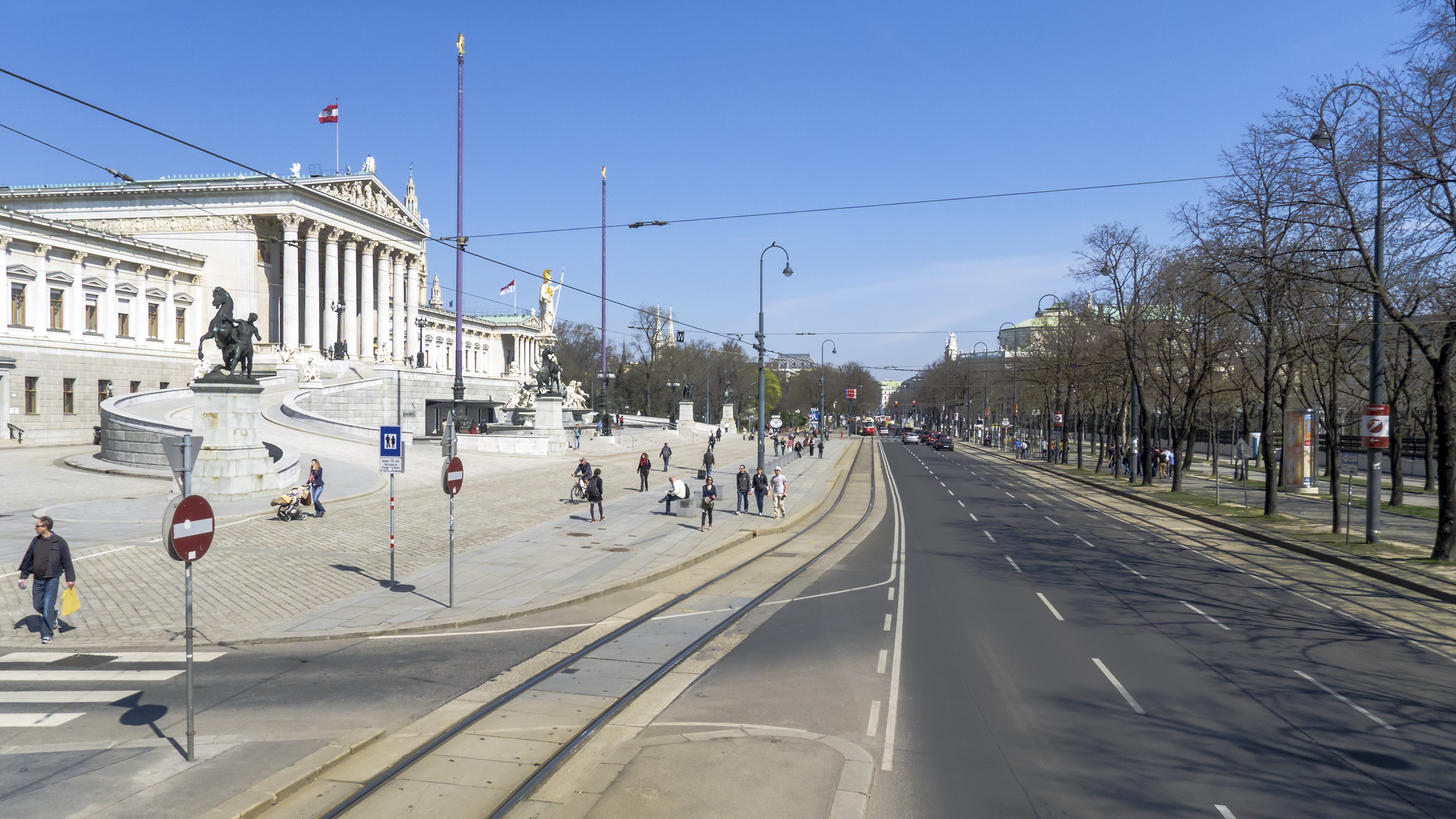
Dr.-Karl-Renner-Ring, links das Parlament, rechts der Volksgarten, dahinter das Burgtheater

Der Dr.-Karl-Renner-Ring verläuft heute von der Bellariastraße bis zum Beginn des Rathausplatzes bzw. der verlängerten Stadiongasse. Benannt wurde er 1956 zu Ehren von Bundespräsident Karl Renner. Ursprünglich hieß er von 1870 an vom Schmerlingplatz bis zur Schottengasse Franzensring nach Kaiser Franz I.; in Lehmann ist dieser Name in der nächsten Ausgabe, 1871, noch nicht, dann erstmals 1872 verzeichnet. Der Abschnitt vor dem Parlament hieß dann 1919–1934 Ring des 12. November nach der Ausrufung der Republik Deutschösterreich an diesem Tag. In den Jahren 1934–1940 und 1945–1949 hieß der Ringabschnitt auf seiner heutigen Länge Dr.-Ignaz-Seipel-Ring (nach Bundeskanzler Ignaz Seipel), in den Jahren 1940–1945 Josef-Bürckel-Ring (nach dem NS-Politiker Josef Bürckel), und 1949–1956 Parlamentsring.
Stadtzentrumsseitig:
- Volksgarten, in das Zaungitter eingelassen: Julius-Raab-Denkmal

Peripherieseitig:
- Nr. 1: Palais Epstein (bis 1934 Burgring 9)
- Vor Nr. 1: Abgänge zur U-Bahn-Station Volkstheater (U2, U3)
- Zwischen Nr. 1 und 3: Republikdenkmal, dahinter Schmerlingplatz mit Grete-Rehor-Park und Leopold-Gratz-Platz
- Nr. 3: Parlament

### Universitätsring

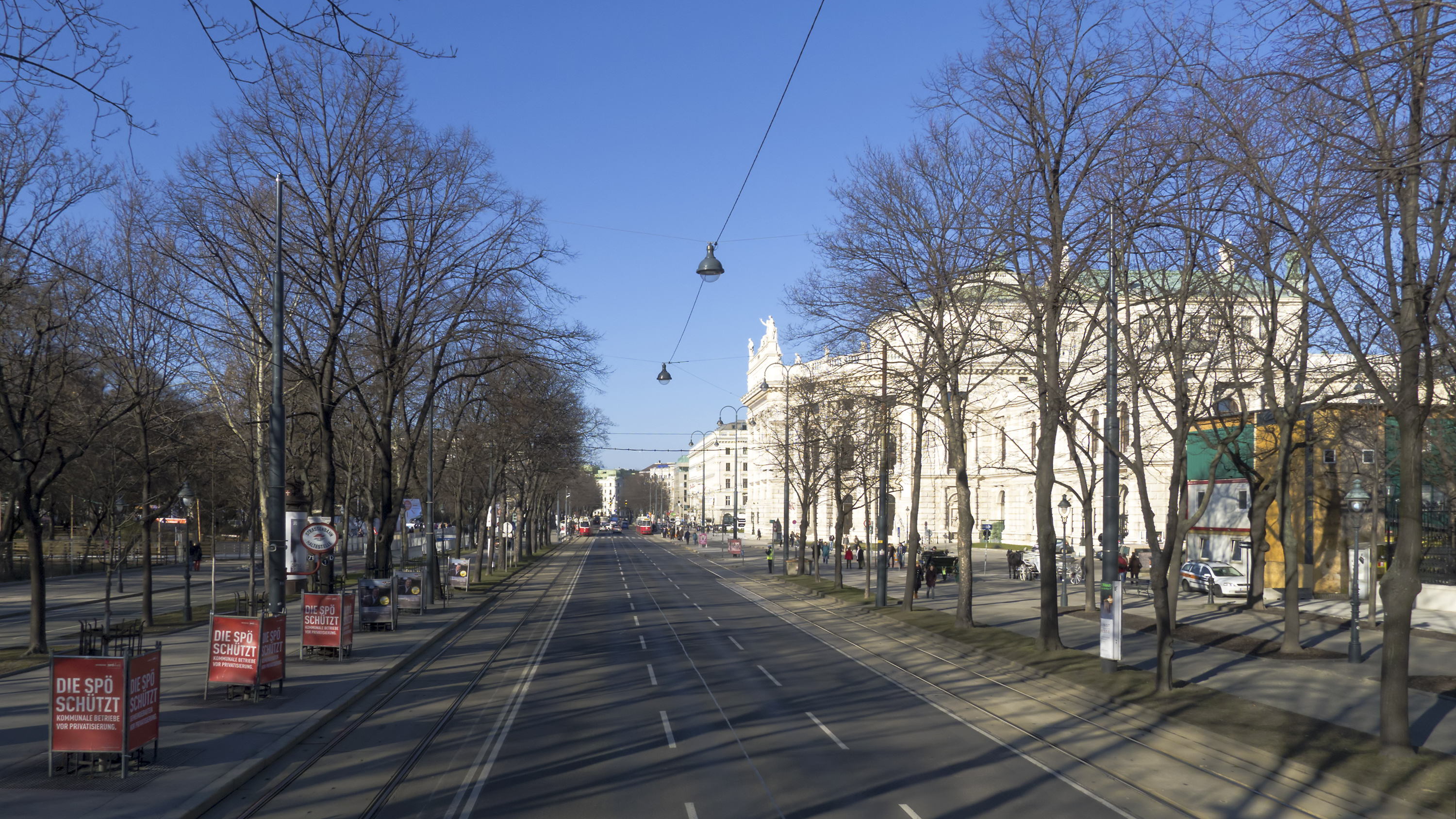
Universitätsring, links der Rathauspark, rechts das Burgtheater

Der Universitätsring führt vom Beginn des Rathausplatzes bzw. der verlängerten Stadiongasse bis zur Schottengasse. Er war ursprünglich ab 1870 ein Teil des Franzensrings (in Lehmann in der nächsten Ausgabe, 1871, noch nicht, dann erstmals 1872 verzeichnet). Ab 1919 war er Teil des Rings des 12. November (nach dem Tag der Ausrufung der Ersten Republik). Von 1934 (Beginn des austrofaschistischen Ständestaates) bis 2012 hieß er Dr.-Karl-Lueger-Ring (nach Bürgermeister Karl Lueger). Er wurde am 5. Juni 2012 in Universitätsring umbenannt; die erste neue Straßentafel wurde am 4. Juli 2012 angebracht.
Stadtzentrumsseitig:
- Volksgarten
- Zwischen Volksgarten und Burgtheater: Josef-Meinrad-Platz
- Nr. 2: Burgtheater
- Nr. 4 / Löwelstraße 22: Palais Lieben-Auspitz (siehe Berta Zuckerkandl) mit Café Landtmann
- Gegenüber Nr. 1: Liebenberg-Denkmal, dahinter Mölker Bastei
- Nr. 14 / Schottengasse 11: Palais Ephrussi

Peripherieseitig:
- Rathausplatz und -park
- Ecke Rathausplatz: Karl-Renner-Denkmal
- Gegenüber dem Burgtheater: Rathausplatz, dahinter Wiener Rathaus; beim Ring: Denkmäler für Theodor Körner und Karl Seitz
- Nach dem Rathauspark: Nr. 1, Universität
- Verkehrsknoten Schottentor mit U-Bahn-Station Schottentor / Universität (U2) und zweigeschoßige Straßenbahnschleife (Jonas-Reindl), dahinter Sigmund-Freud-Park, Rooseveltplatz mit Votivkirche

### Schottenring

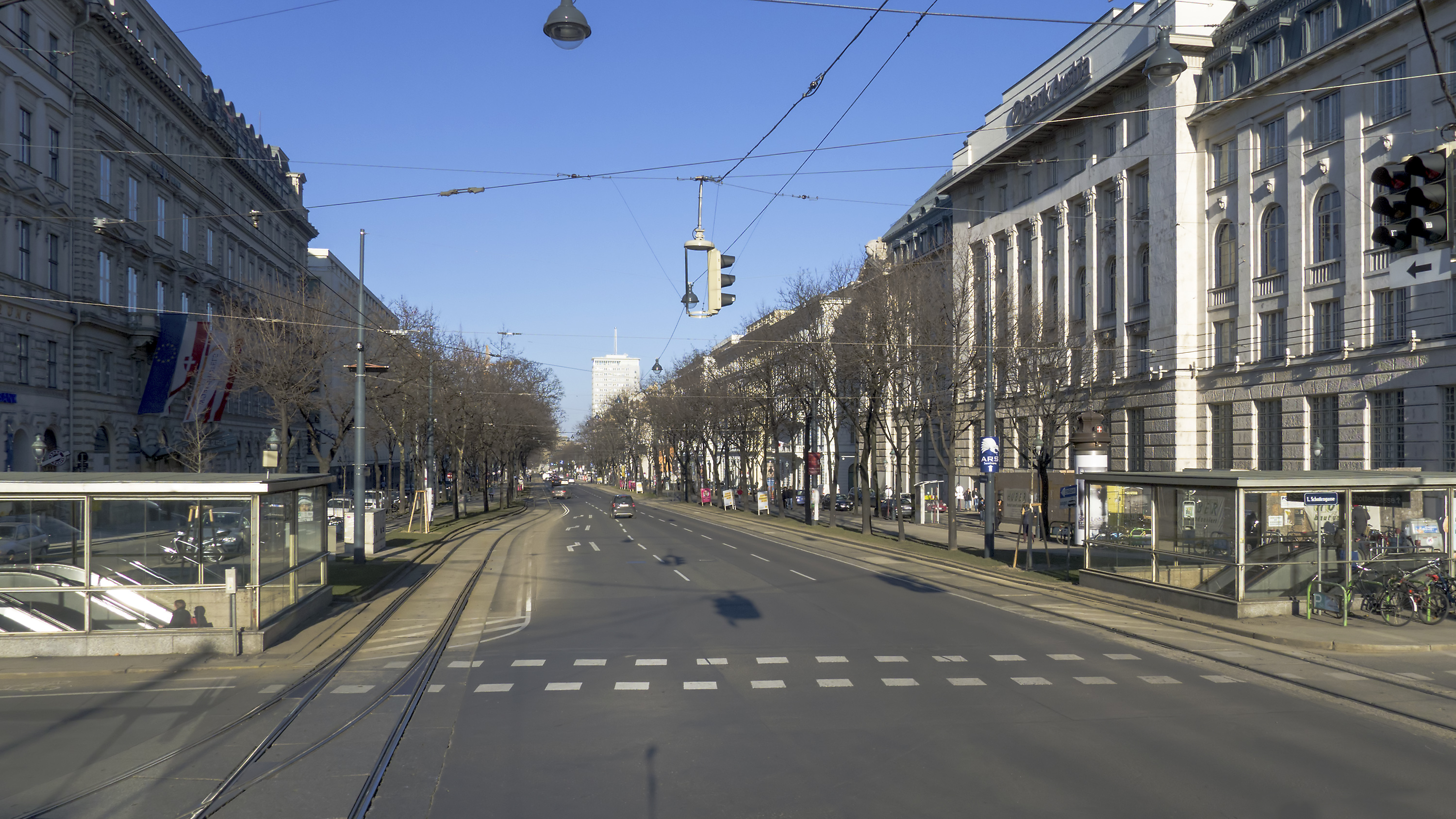
Schottenring bei der Schottengasse, im Hintergrund der Ringturm

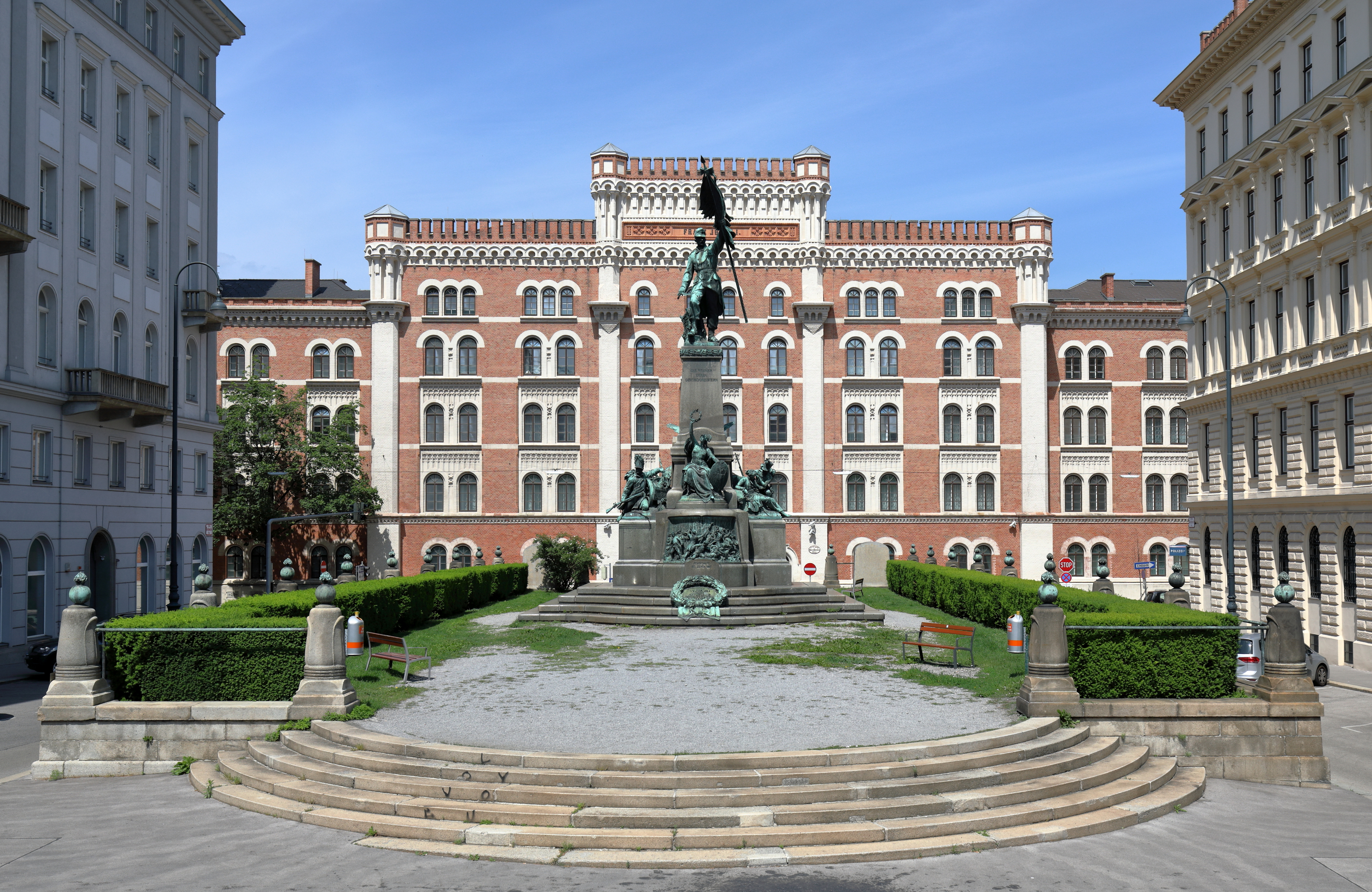
Der Deutschmeisterplatz zwischen Schottenring und Maria-Theresien-Straße

Der Schottenring verläuft von der Schottengasse bis zum Franz-Josefs-Kai bzw. dem Ringturm. Offiziell benannt wurde er 1870 nach dem Schottenstift und dem abgetragenen Schottentor. In Lehmann ist er schon 1865 verzeichnet.
Stadtzentrumsseitig:
- Nr. 2–6 / Schottengasse 6–8: Ehem. Creditanstalt-Bankverein (Hauptanstalt)
- Nr. 14: Geburtshaus von Stefan Zweig
- Nr. 16: Ehemalige Wiener Börse
- Nr. 20–26: Hotel Kempinski im „Palais Hansen“ (seit 2013)
- Nr. 30: Ringturm

Peripherieseitig:
- Großteils unterirdisch: Verkehrsknoten Schottentor
- Nr. 3: Hotel de France
- Nr. 7: Ehemaliges Ringtheater, Ort des Ringtheaterbrandes 1881
- Nr. 7–9: Landespolizeidirektion Wien
- Nr. 11: Hotel Hilton Plaza
- Nr. 17: Ehemaliges Palais Léon
- Nr. 19: Ehemalige Frucht- und Mehlbörse, ehemals Café Schottenring (bis Juli 2012)
- Nr. 21: Palais Sturany, seit 2012 King Abdullah Bin Abdulaziz International Center for Interreligious and Intercultural Dialogue[18]
- Zwischen Nr. 25 und 27: Deutschmeisterplatz mit Deutschmeister-Denkmal, dahinter Rossauer Kaserne

Die U-Bahn-Station Schottenring (U2, U4) befindet sich auf dem Franz-Josefs-Kai.

## Galerie: Wichtige Bauwerke an der Ringstraße

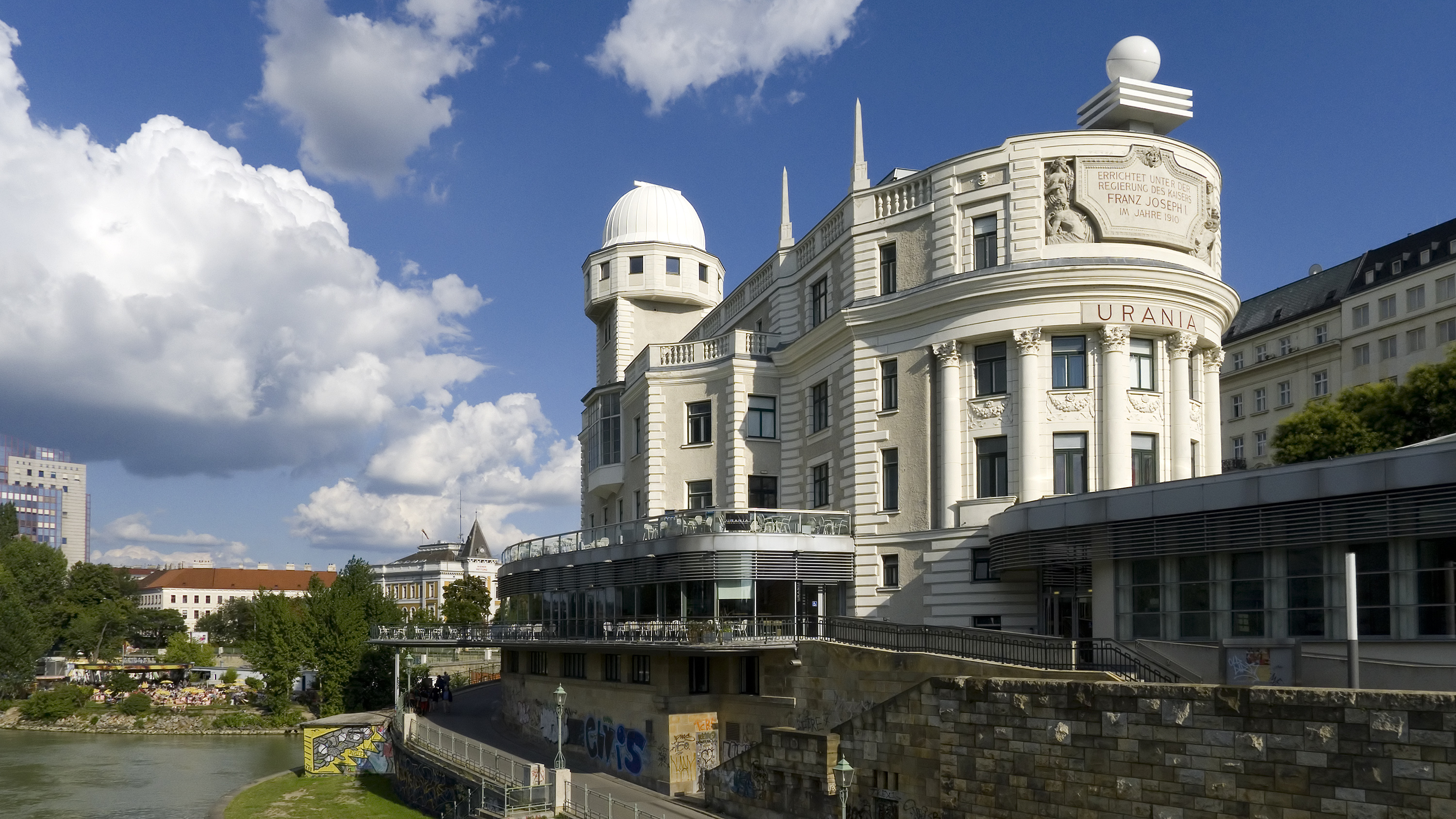
Urania
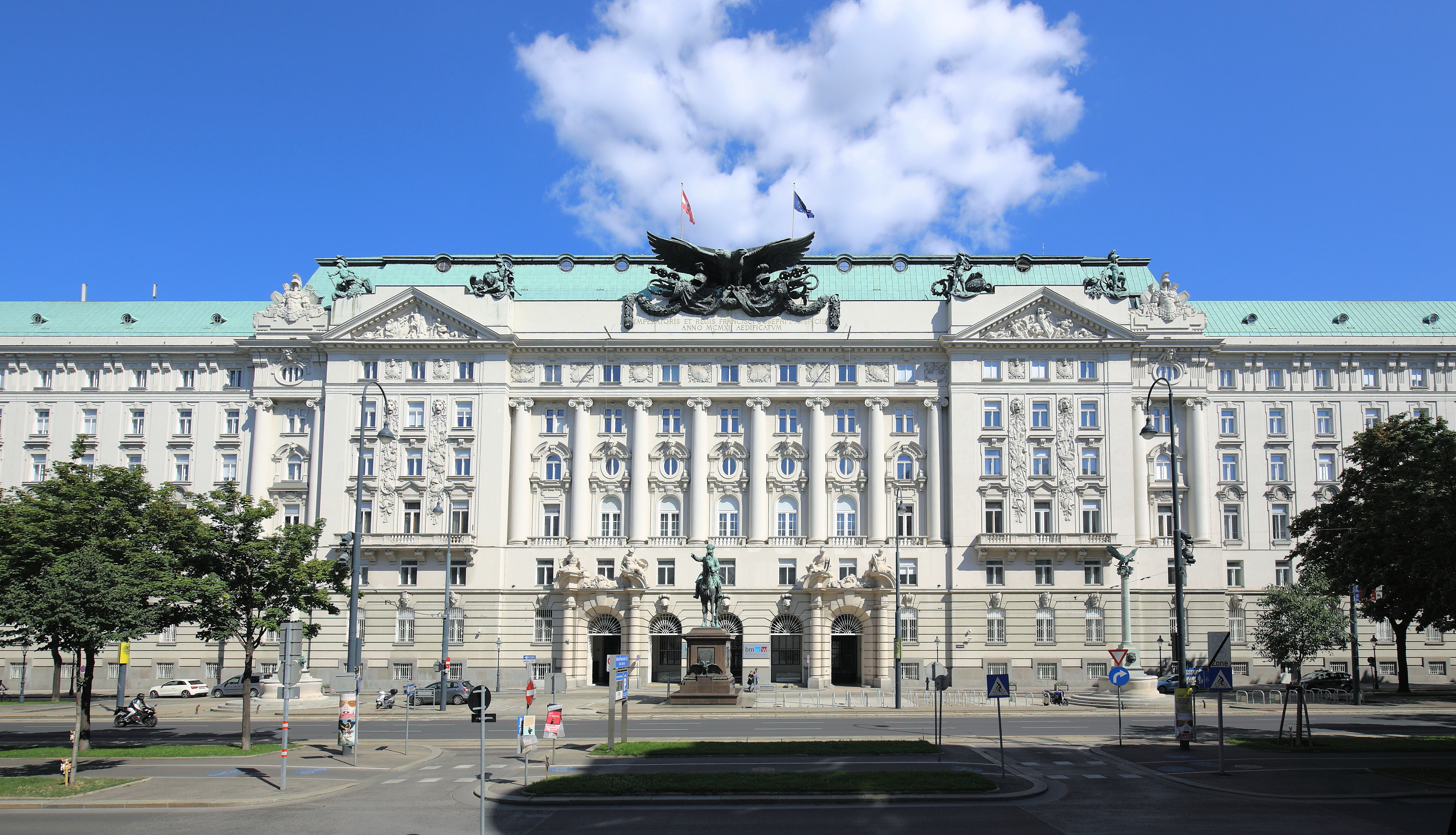
Ehemaliges k.u.k. Kriegsministerium
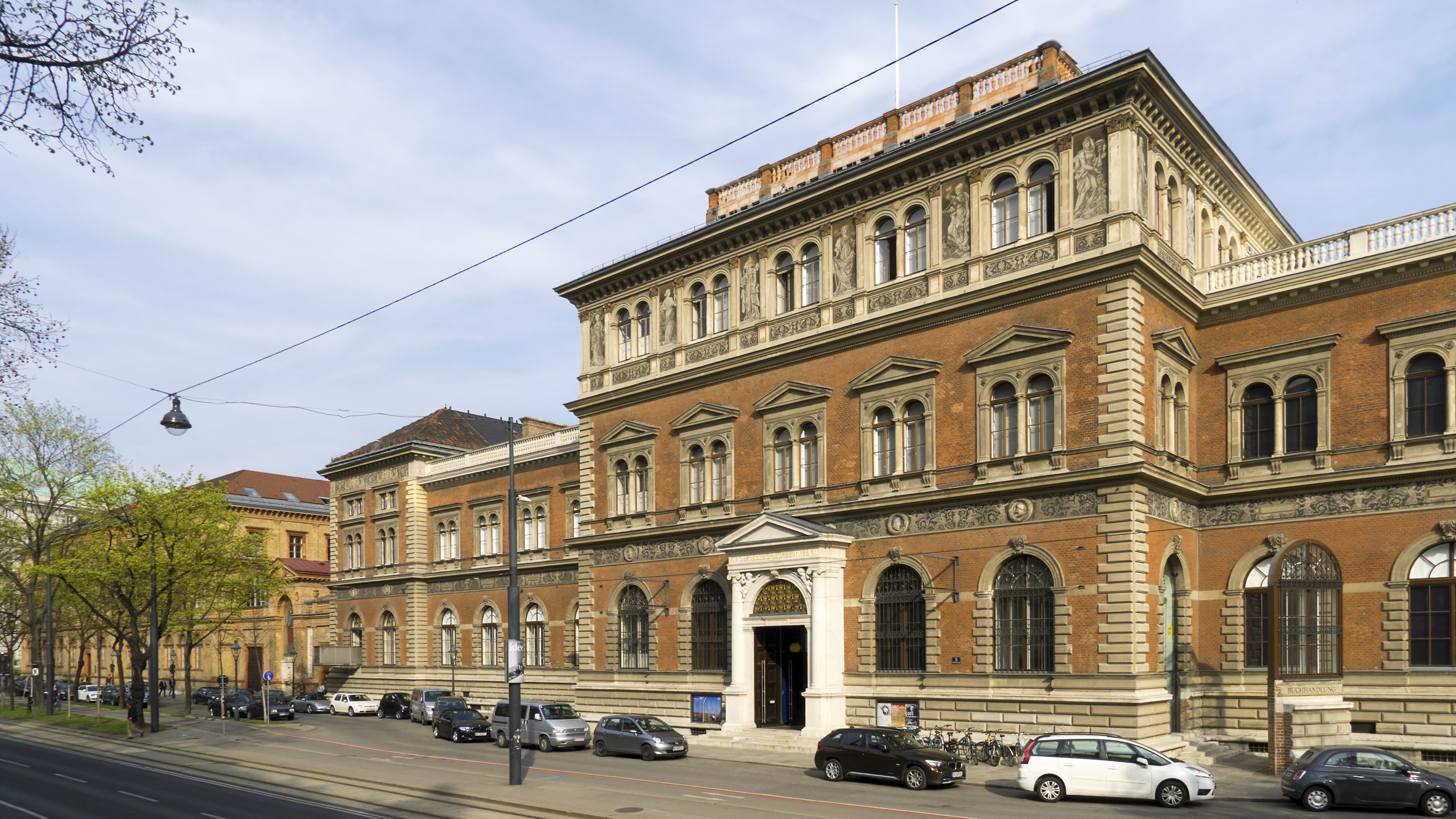
Museum für angewandte Kunst
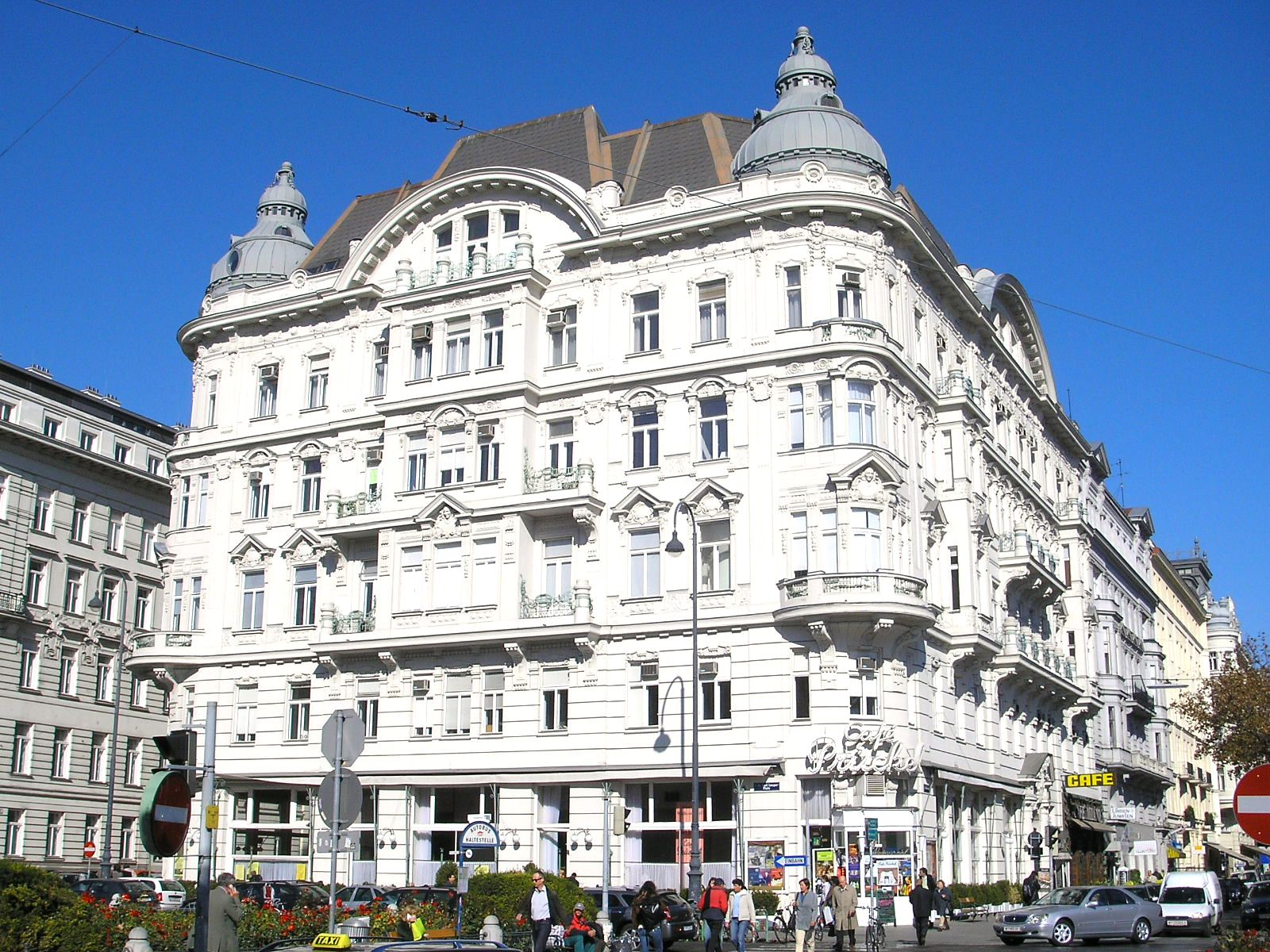
Café Prückel Ecke Stubenring (rechts)
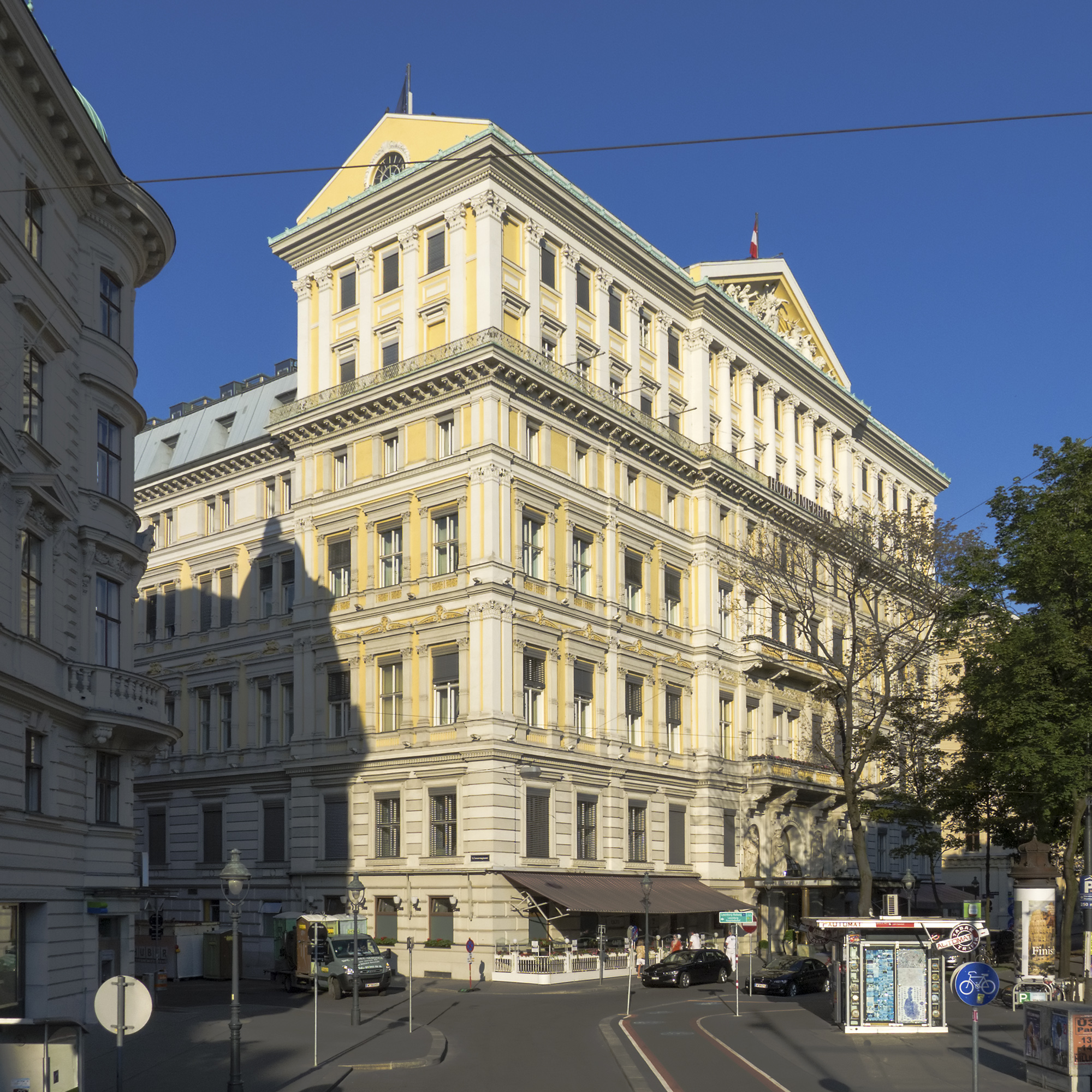
Hotel Imperial
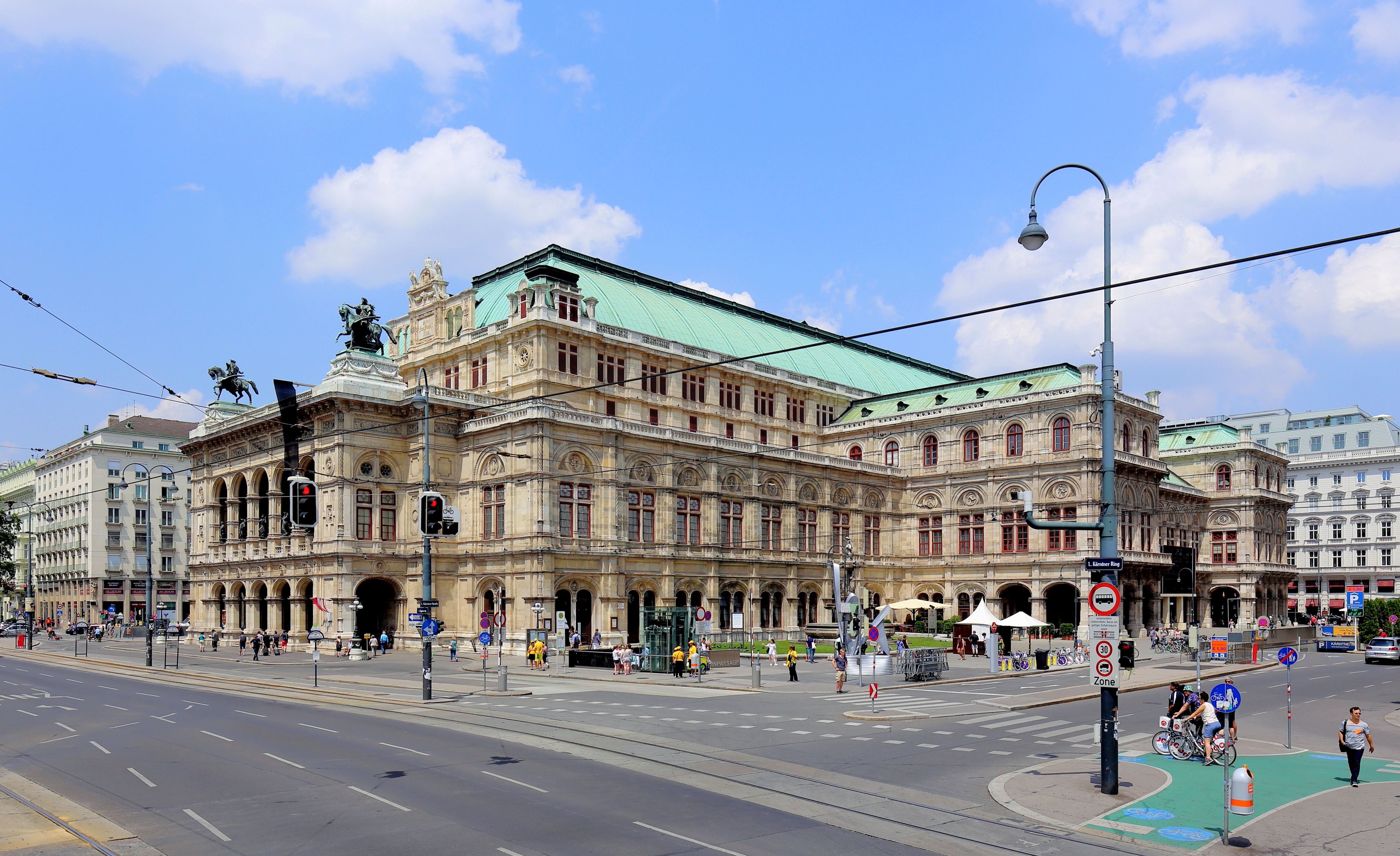
Staatsoper
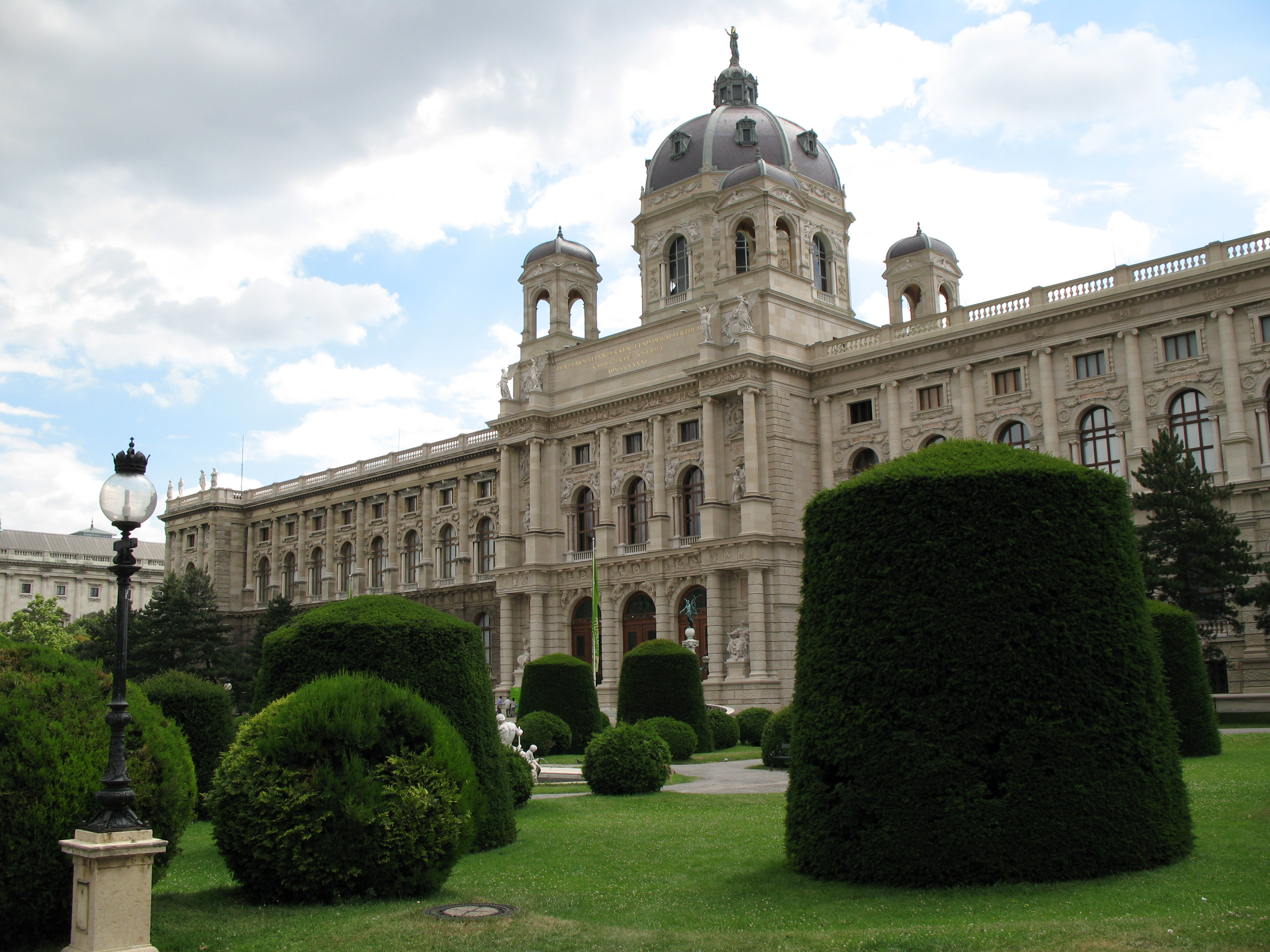
Kunsthistorisches Museum
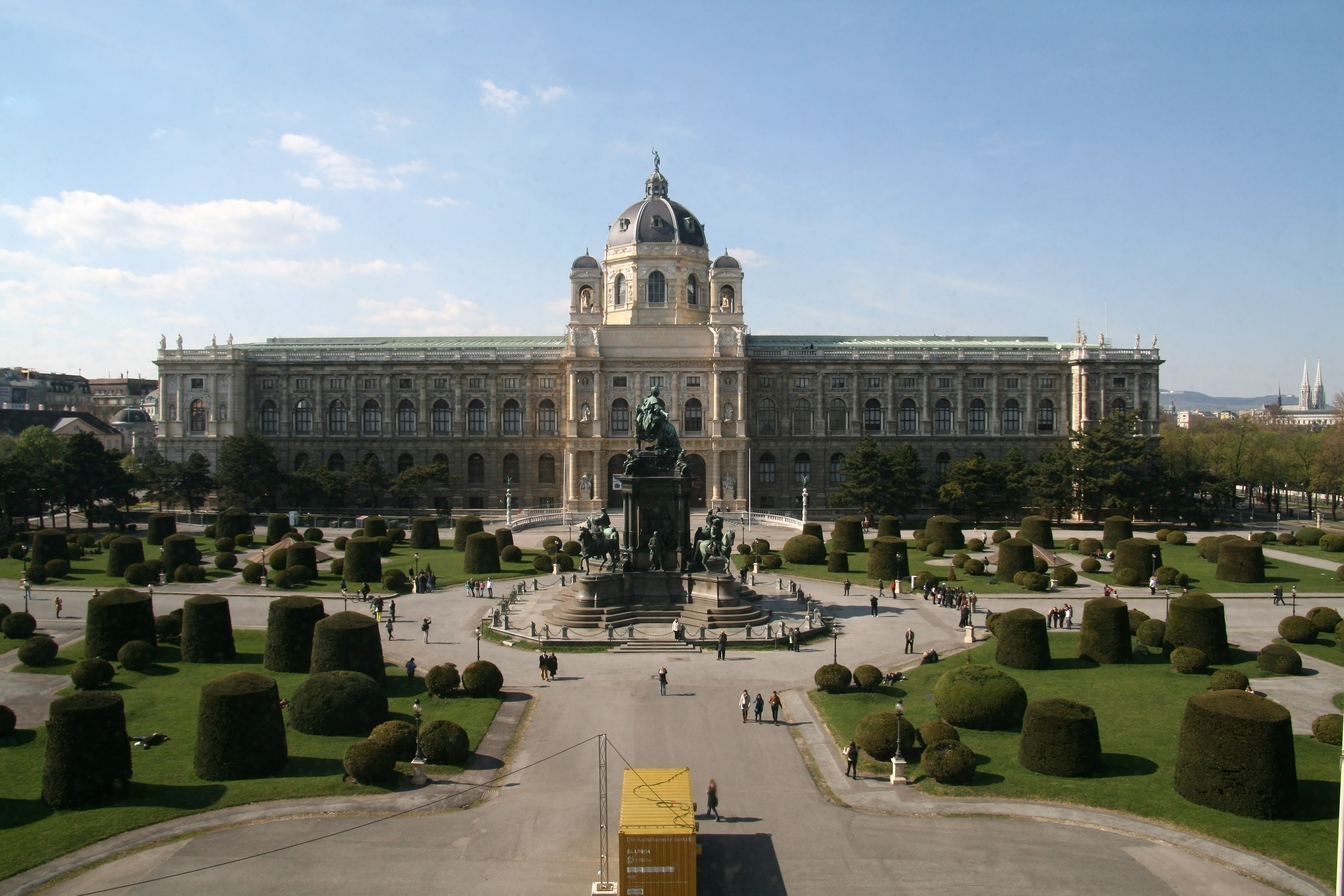
Naturhistorisches Museum
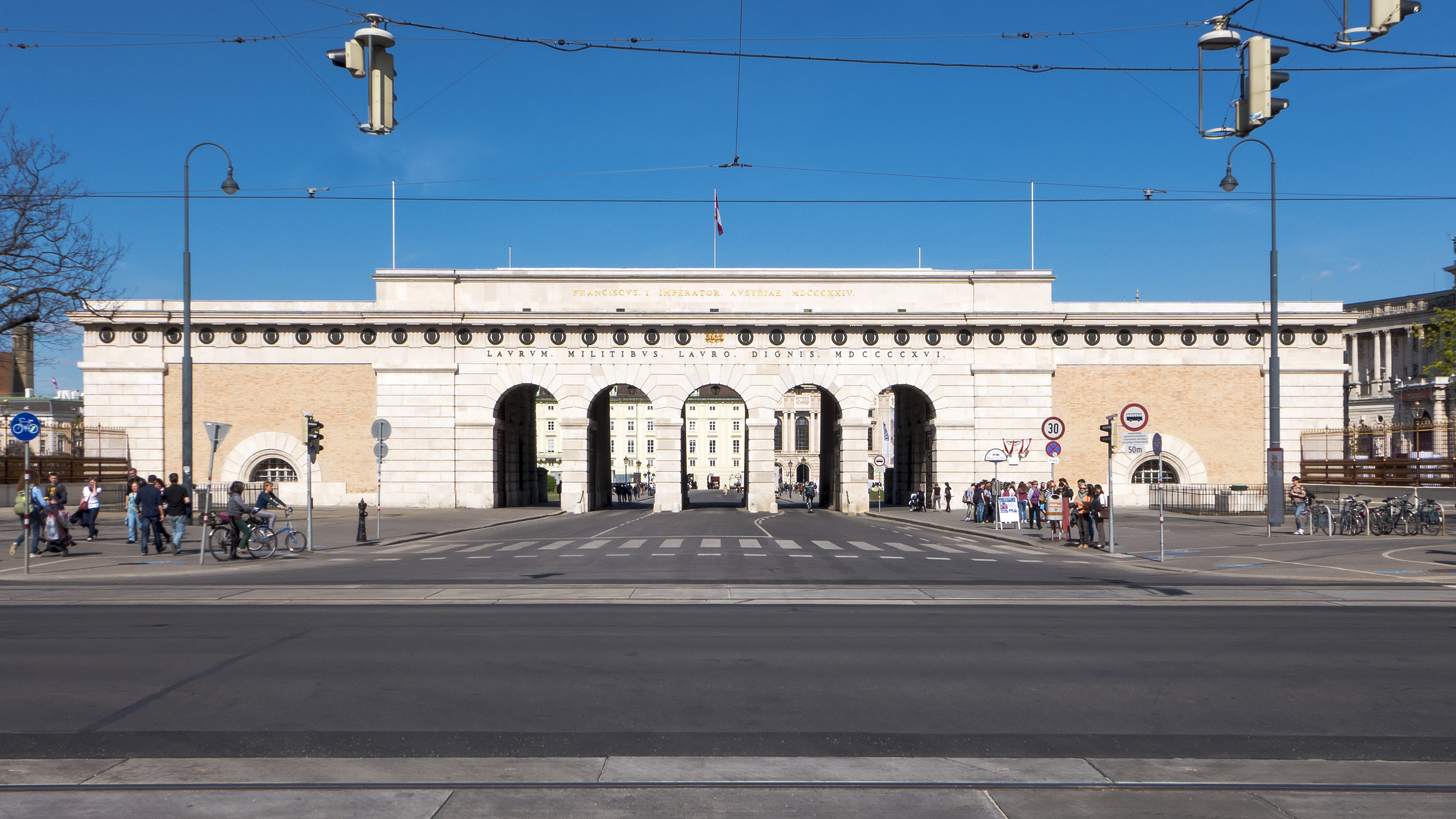
Äußeres Burgtor
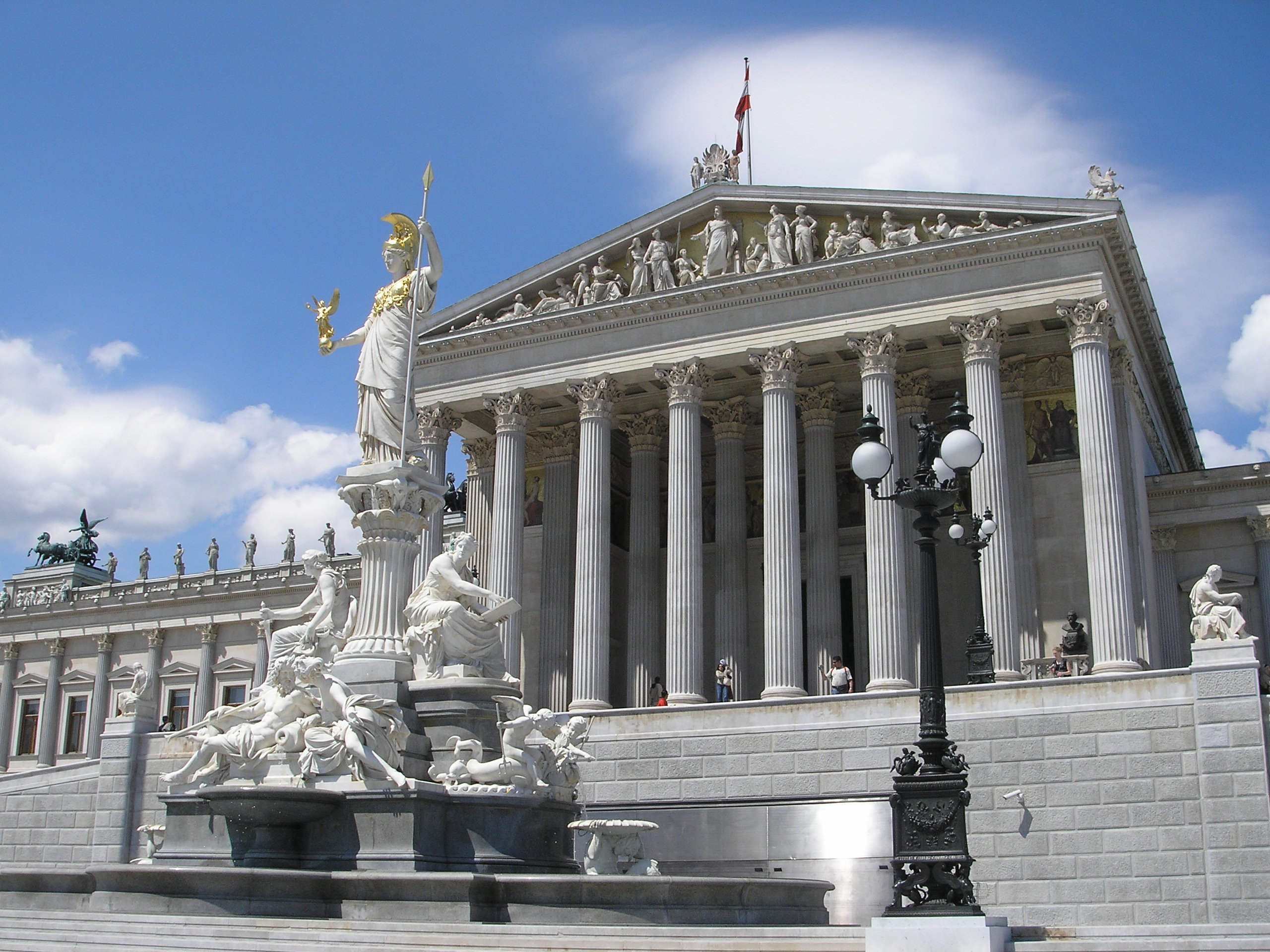
Parlament
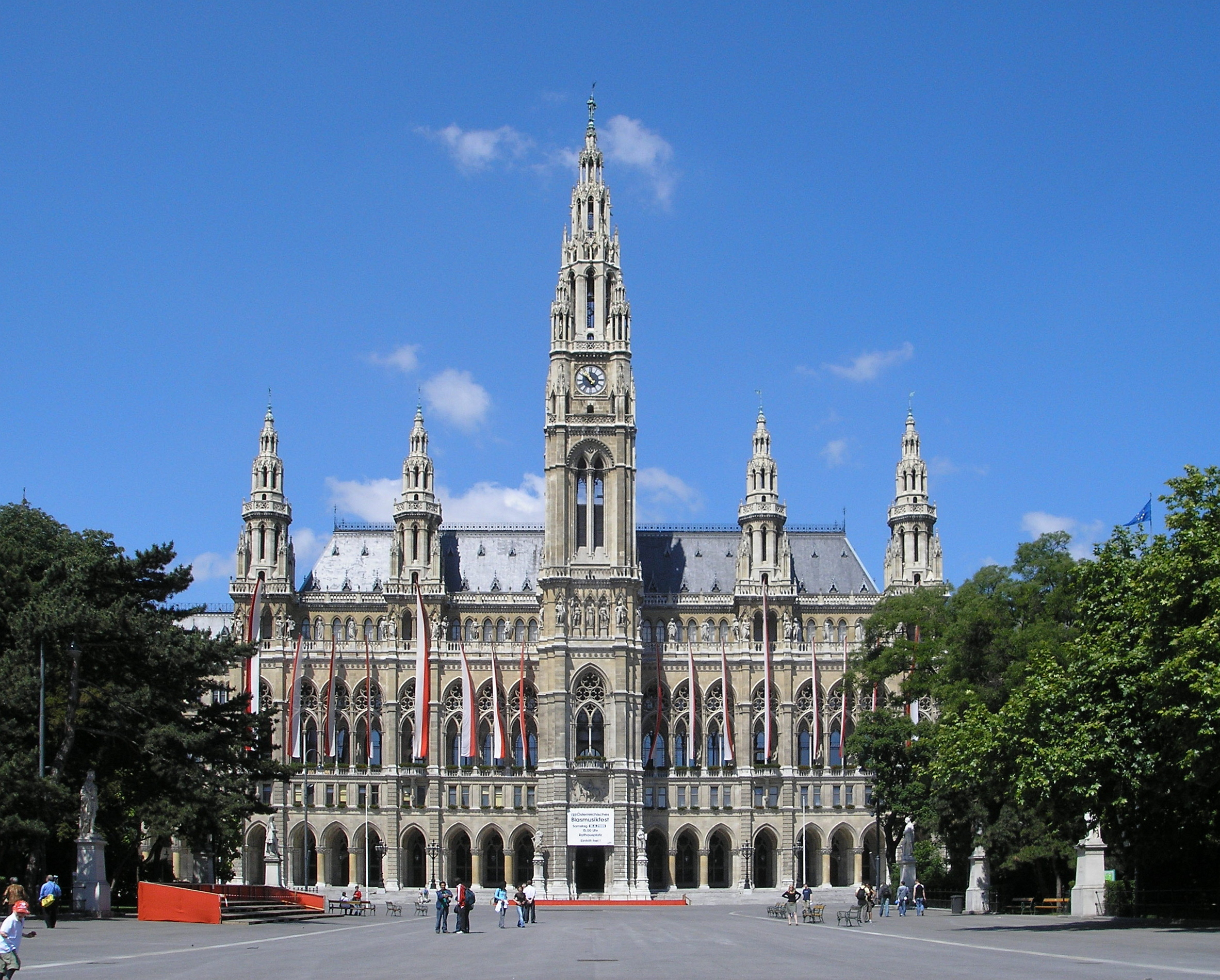
Rathaus
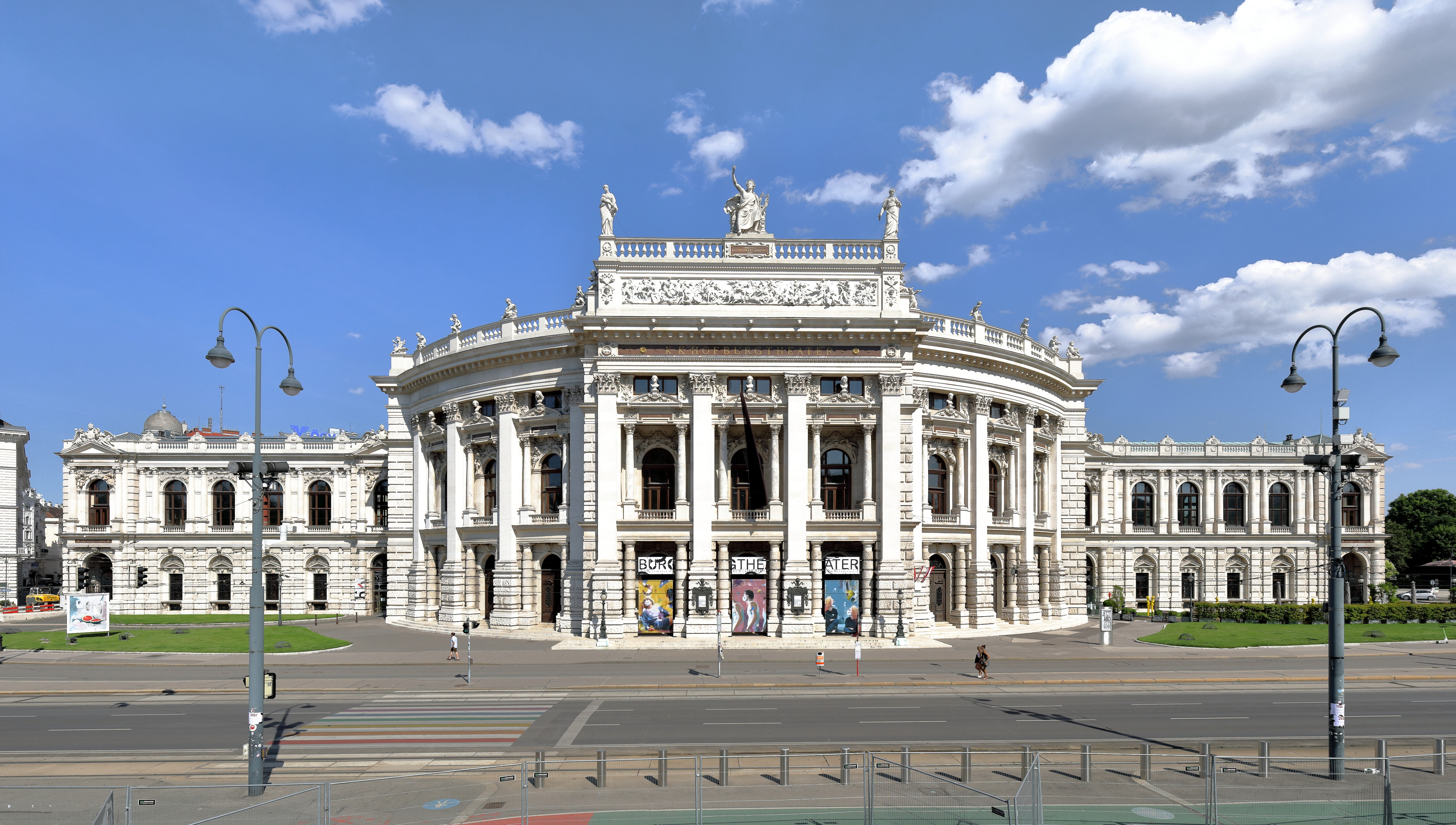
Burgtheater
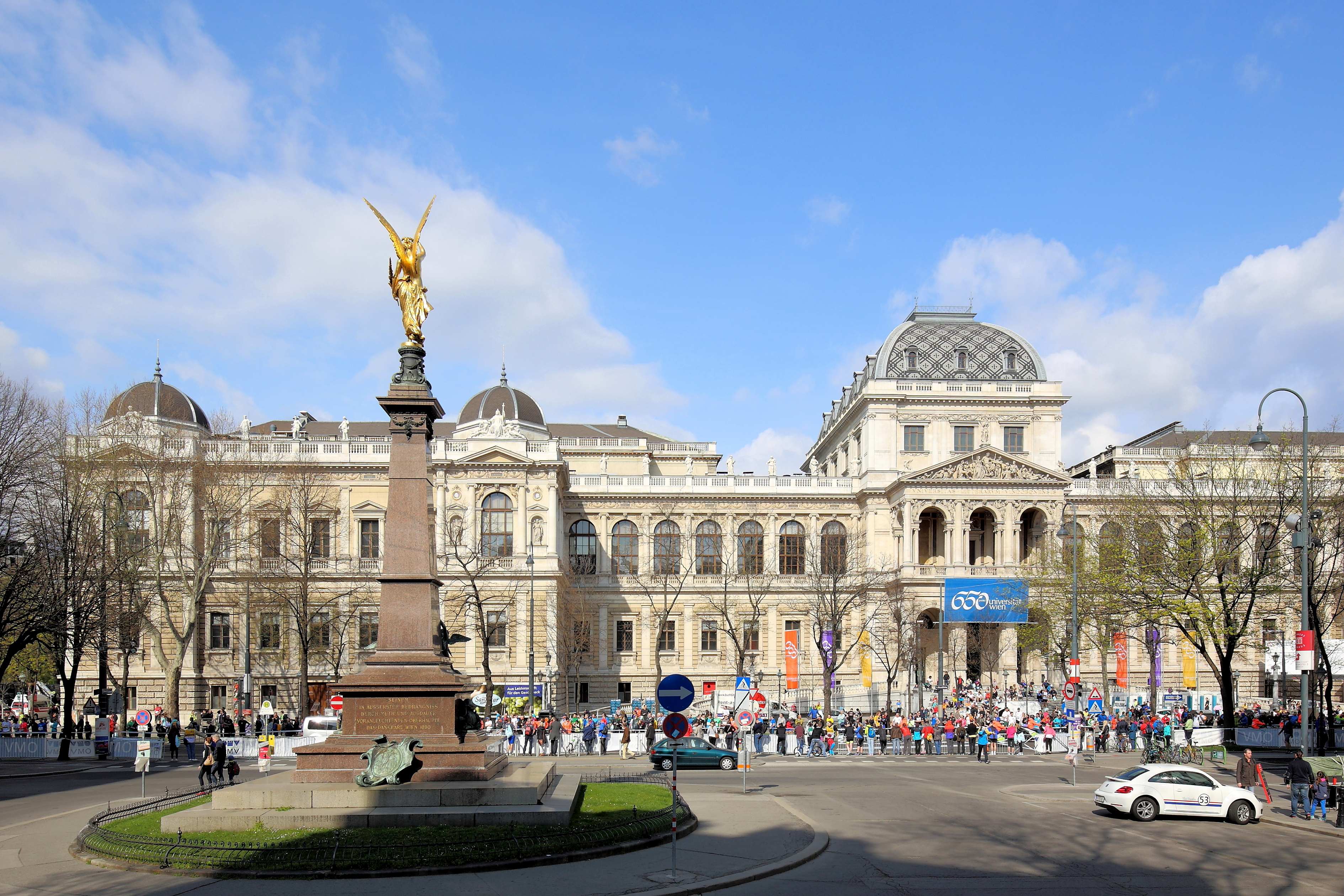
Universität
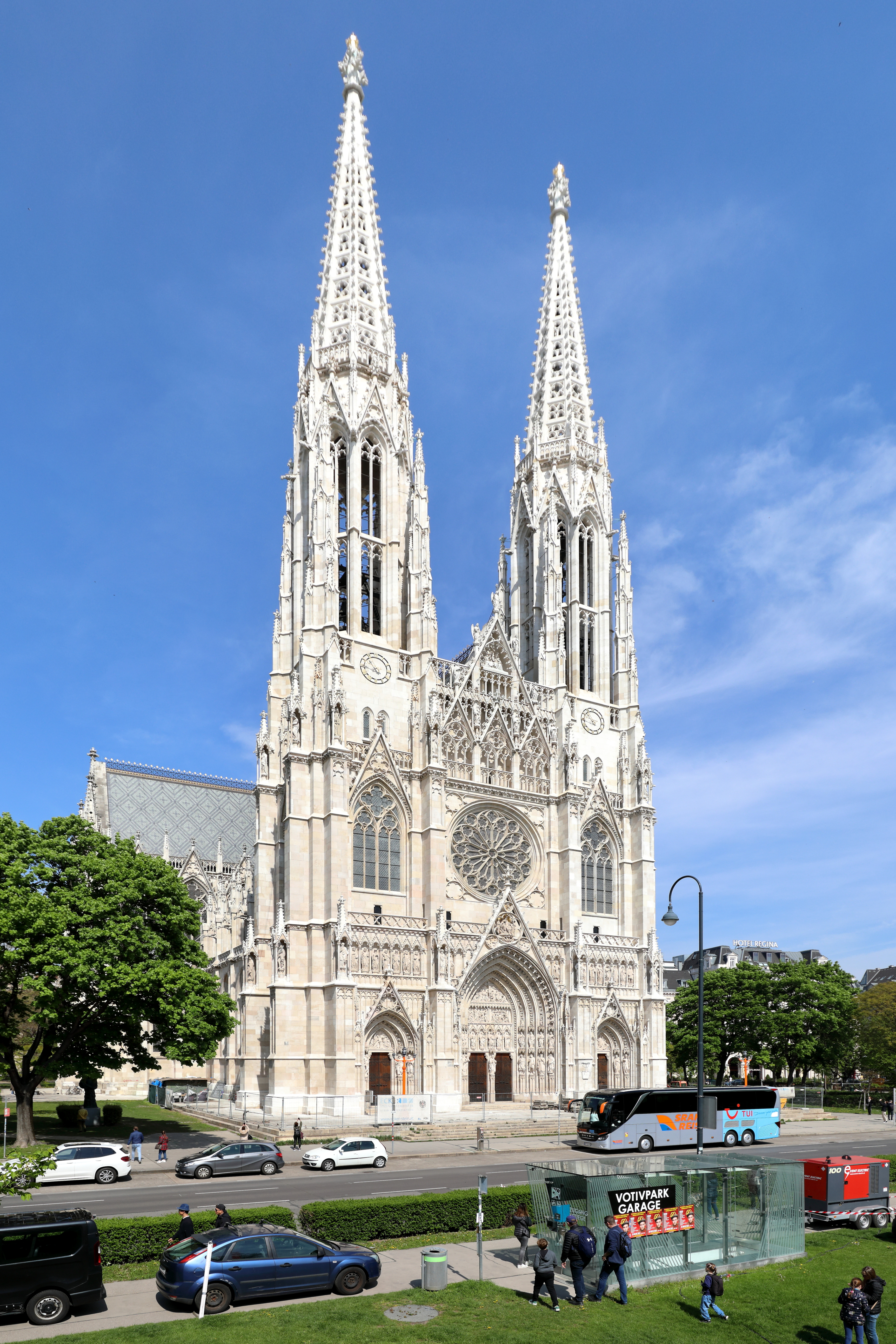
Votivkirche
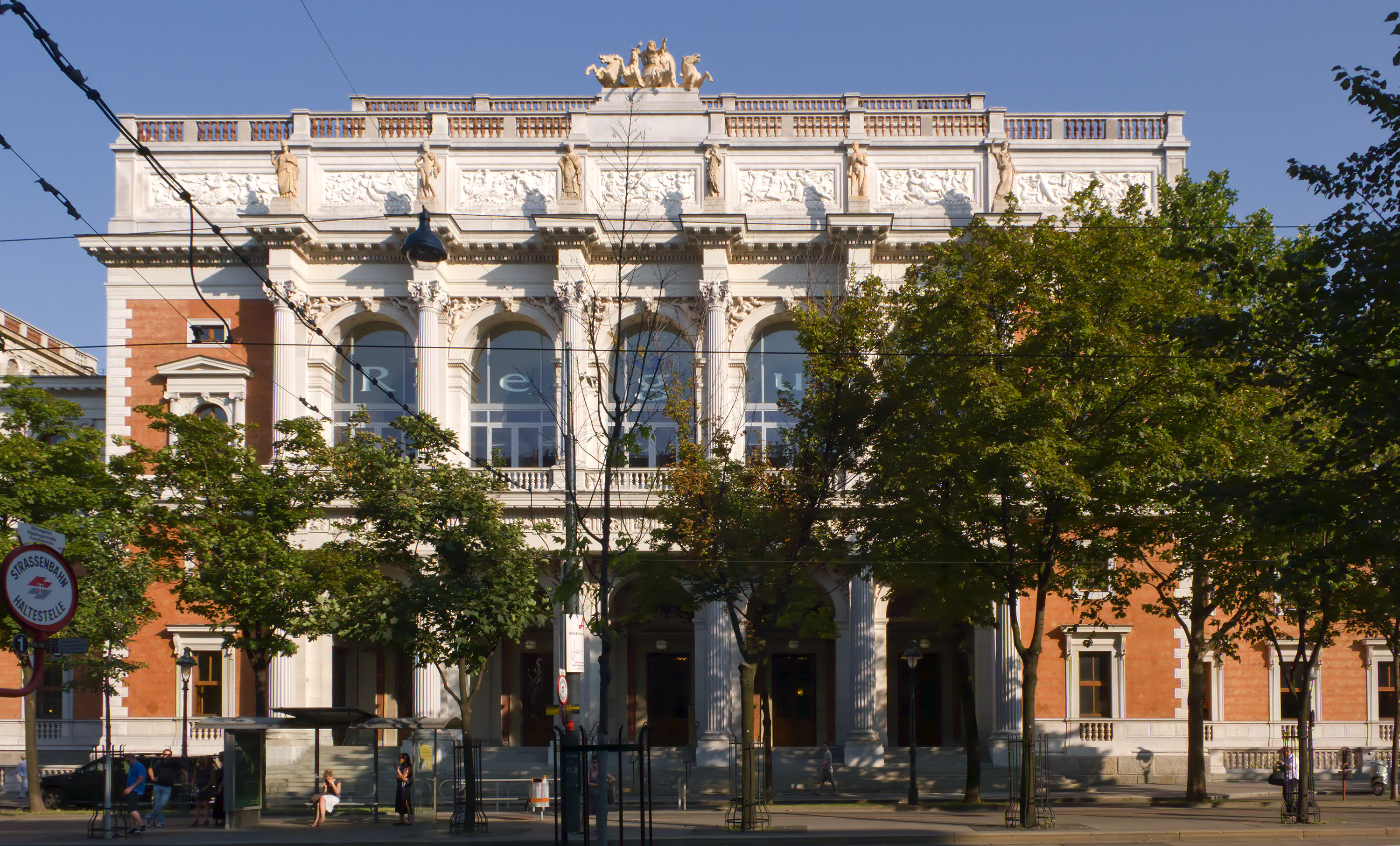
Alte Wiener Börse
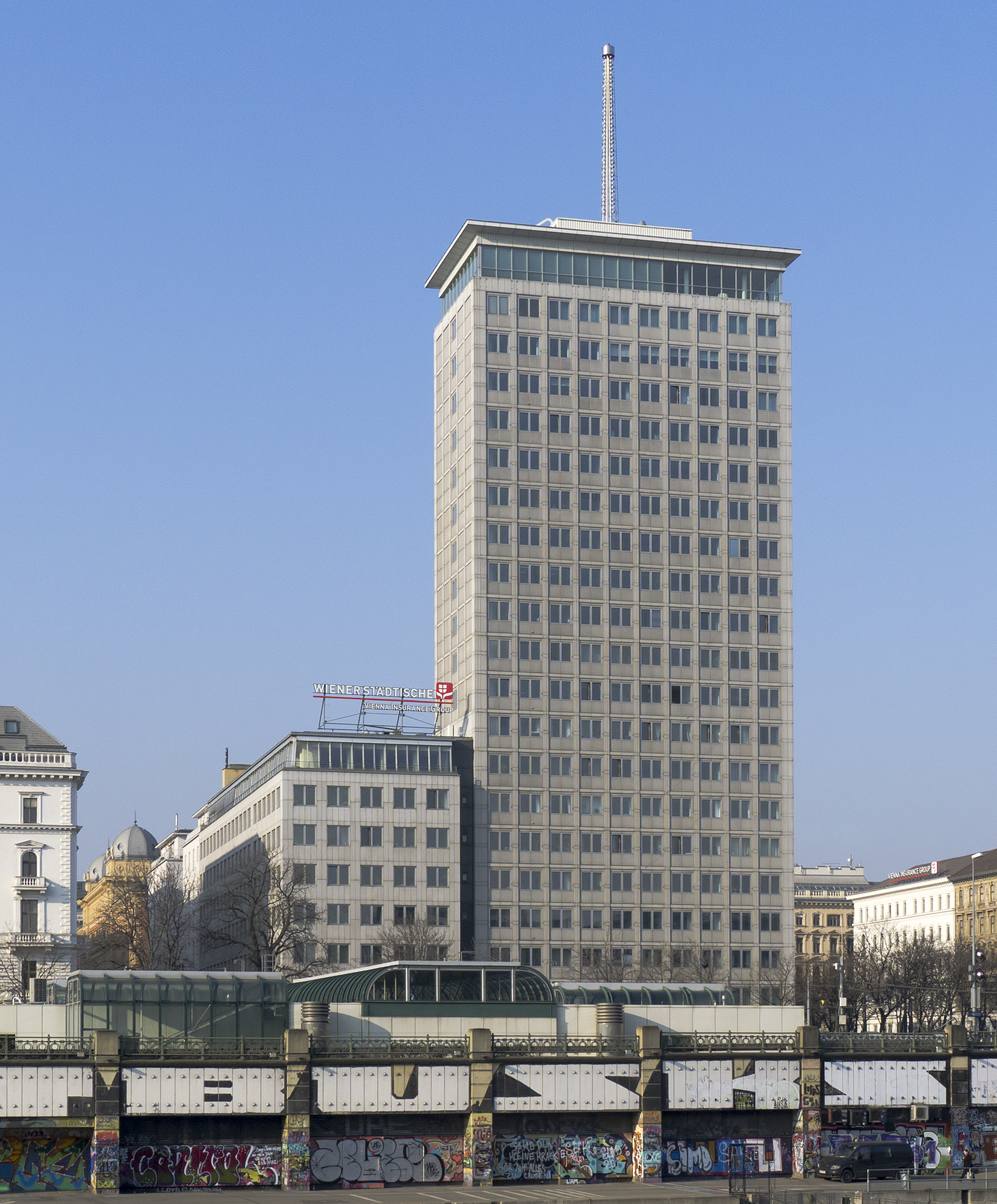
Ringturm

## Franz-Josefs-Kai und Ringstraßenzone

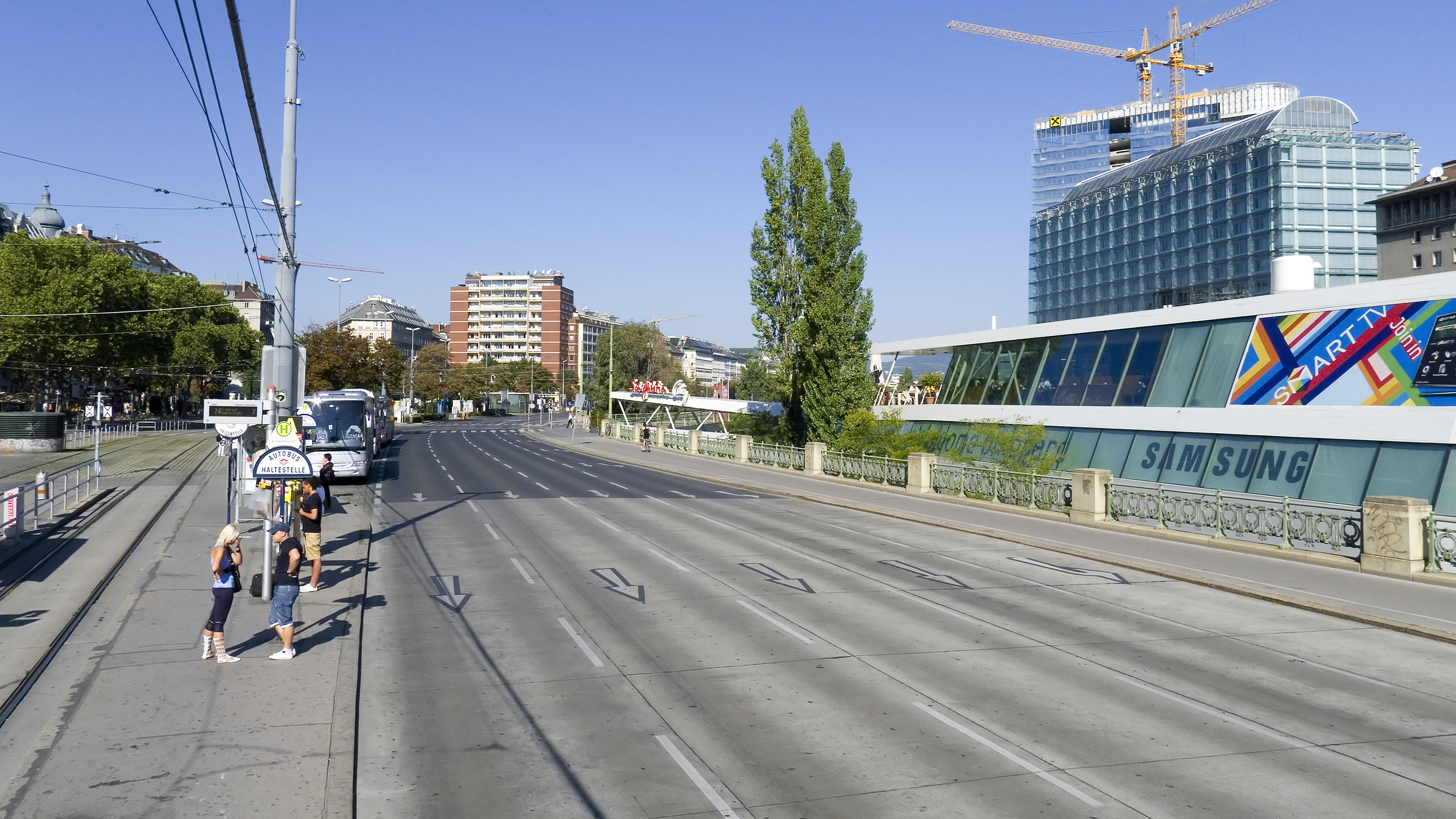
Franz-Josefs-Kai beim Schwedenplatz Richtung Westen

Gelegentlich wird auch der Franz-Josefs-Kai am Donaukanal, der den Schottenring am westlichen und den Stubenring am östlichen Ende verbindet und damit den Kreis um die Altstadt schließt, zur Ringstraße gezählt; er ist aber kein Teil davon. (Die dort im Ringstraßenstil errichteten Bauten sind 1945 größtenteils zerstört worden.)
In der gesamten Ringstraßenzone errichteten Adel und Großbürgertum Ringstraßenpalais. Die Ringstraße wird von einem zumeist zwei bis vier Häuserblöcke weiter stadtauswärts verlaufenden parallelen Straßenzug begleitet, der großteils gleichzeitig mit der Ringstraße errichtet wurde und den auf der Ringstraße damals verbotenen Lastwagenverkehr aufnahm. Über den Großteil des mit einzelnen Straßennamen versehenen und zusammenfassend als Lastenstraße bezeichneten Straßenzugs wurden von 1907 an Straßenbahnlinien mit der Indexzahl 2 geführt, weshalb sich für den Abschnitt vom Stadtpark zur Universitätsstraße seit den 1960er Jahren der Name Zweierlinie eingebürgert hat.
Zumeist an der Zweierlinie gelegen und zum Ringstraßenensemble gehörig:
- Wiener Konzerthaus mit Akademietheater (Lothringerstraße)
- Beethovendenkmal (Lothringerstraße)
- Akademisches Gymnasium (neugotisch; Lothringerstraße)
- Musikverein (neoklassizistisch; Karlsplatz)
- Künstlerhaus Wien mit Albertina modern (Karlsplatz)
- Secession (Karlsplatz, Friedrichstraße)
- Akademie der bildenden Künste (Schillerplatz)
- Museumsquartier, Museumsplatz
- Volkstheater (Burggasse, Arthur-Schnitzler-Platz)
- Justizpalast (Schmerlingplatz)
- Rossauer Kaserne (Schlickplatz, Maria-Theresien-Straße, Rossauer Lände)

## Verkehr
Die 57 Meter breite, 4 Kilometer lange und großteils beidseitig mit Doppelalleen (dazwischen ursprünglich Reitwege) ausgestattete Straße wurde 1865 eröffnet und sehr bald zur wichtigsten Drehscheibe des Verkehrs in Wien. Die Festzüge zum 25. Hochzeitstag von Franz Joseph I. mit Kaiserin Elisabeth 1879, gestaltet von Hans Makart, und zum 60-Jahre-Regierungsjubiläum des Kaisers 1908 fanden ebenso auf der Ringstraße statt wie der Einzug Hitlers in Wien 1938 und zahllose Wahlrechtsdemonstrationen, Arbeitslosenkundgebungen, Aufzüge, Heeresparaden, Trauerzüge bei Staatsbegräbnissen, Maiaufmärsche usw. usf. Heute nützt u. a. der Vienna City Marathon den Ring, Fiaker fahren ihre meist ausländischen Kunden an den Sehenswürdigkeiten vorbei. Seit etwa 1999 startet Friday Night Skating während 5 Monaten wöchentlich ab dem Heldenplatz, erst seit um 2010 startet Critical Mass ab dem Schwarzenbergplatz, beide nutzen streckenweise die Hauptfahrbahn des Rings. Die Radparade des Radlobby-bikefestivals und Rasen am Ring sind weitere autoverkehrskritische Aktionen. (Siehe Galerie unten.)

### Straßenbahn

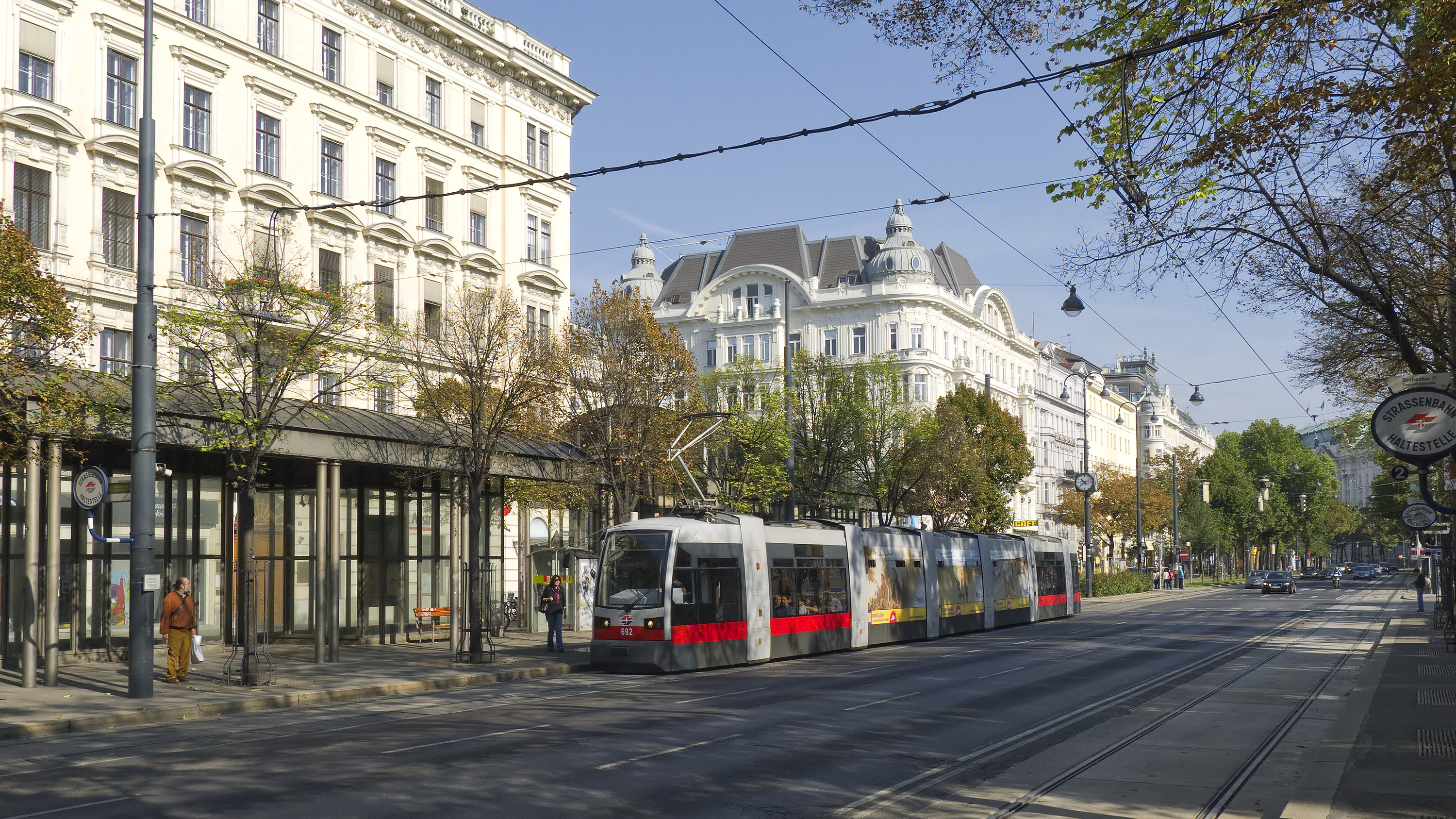
Straßenbahn Linie 2 bei der Station Stubentor

1868 nahm die Pferdebahn der Wiener Tramway-Gesellschaft den Betrieb vom Stubenring zum Schottentor auf, 1869 folgte der Betrieb auf Schottenring und Franz-Josefs-Kai; die Altstadt war nun umrundet. 1898 wurde auf elektrischen Betrieb umgestellt. Um die Schönheit der Ringstraße nicht durch Oberleitungen zu beeinträchtigen, mussten die Straßenbahntriebwagen, die dort verkehren sollten, auf Wunsch des kaiserlichen Hofes mit Akkumulatoren ausgerüstet sein. Später wurden die Gleise auf der Ringstraße mit elektrischer Unterleitung ausgestattet; zum Befahren dieser Gleise musste ein (zusätzlicher) Stromabnehmer in einen Schlitz am Boden eingeführt werden, der sich neben einer der beiden Schienen befand. Erst 1915 wurde diese komplizierte Prozedur kriegsbedingt eingestellt, Oberleitungen wurden montiert.
Seit 1907 bestehen die Liniensignale der Wiener Straßenbahn aus Buchstaben und/oder Ziffern. „Buchstabenlinien“ („Durchgangslinien“) ohne Ziffern – A, AK, B, BK, C, D (bis heute), ER, EK, F, H, J (bis 2008), L, M, N (bis 2008), NK, O, P, R, S, T, TR, TK – verkehrten teils wenige Jahre, teils viele Jahrzehnte lang über Abschnitte von Ring und Kai; davor und danach befuhren sie zwei Radialstrecken in andere Bezirke.
Dadurch ergab sich auf dem Ring, wie historische Fotos nachweisen, überaus dichter Straßenbahnverkehr. War der Buchstabe mit R oder K ergänzt, handelte es sich um Linien, die Ring und Kai bzw. Kai und Ring in Kombination mit einer Radialstrecke umrundeten; Buchstabenlinien mit der Zusatzziffer 2 verkehrten über die Zweierlinie statt über die Ringstraße. Die Wiener Linien wollen die verbliebene Buchstabenlinie D auf Ziffernsignale umstellen. Seit 2008 sind die Linien 1 und 2 (diese statt J und N) neue Durchgangslinien; gegen die Umbenennung des D-Wagens in Linie 3 regte sich Widerstand von traditionsbewussten Fahrgästen. Seit 2009 wird die „Vienna Ring Tram“ für Stadtrundfahrten zum Sondertarif eingesetzt. Seit 9. Dezember 2012 verkehrt die Linie 71 (bisher aus dem 11. Bezirk bis zum Schwarzenbergplatz) vom Platz aus über den Ring bis zur Börse und seit 31. Juli 2023 weiter bis zur U-Bahn-Station Schottenring.

### Individualverkehr
Der Individualverkehr auf der Ringstraße erforderte 1926 auf der Opernkreuzung (Ring / Kärntner Straße) die erste Wiener Verkehrsampel. 1929 wurden dort und an der Kreuzung Ring / Wollzeile die ersten Fußgängerübergänge markiert. Als Wien unter NS-Herrschaft stand, wurden im September 1938 Straßenbahn- und Individualverkehr, wie in ganz Ostösterreich, von Links- auf Rechtsfahren umgestellt. Dazu mussten sämtliche Straßenbahnhaltestellen auf die andere Straßenseite verlegt und diverse Gleisanlagen umgebaut werden.

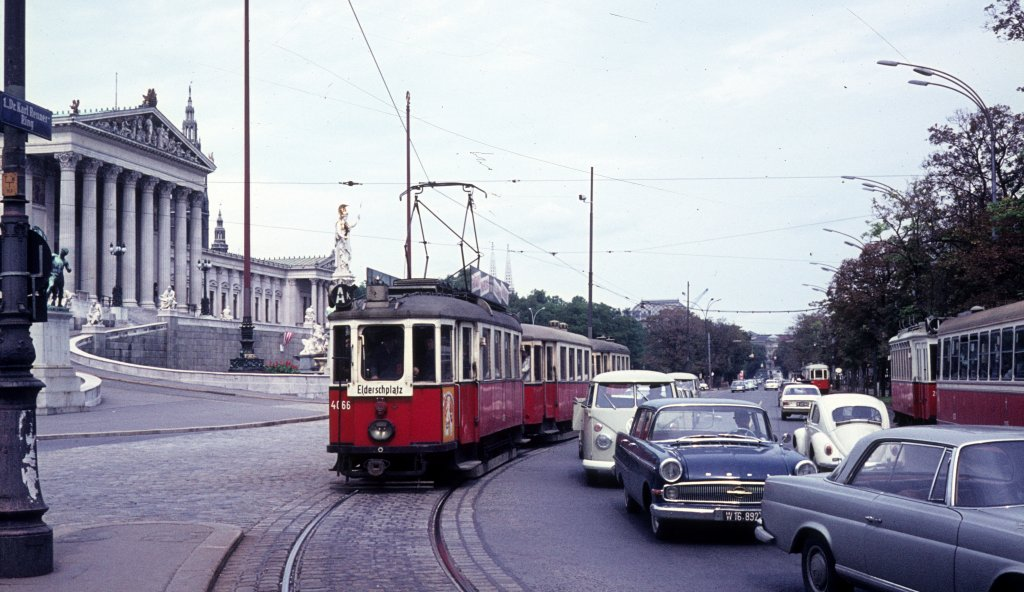
Individualverkehr vor dem Parlament im Jahre 1969 noch in beide Richtungen

Um nach dem Einsetzen der Massenmotorisierung Fußgänger und Autoverkehr auf den Kreuzungen der Ringstraße trennen zu können, wurde im November 1955 die Opernpassage, das erste unterirdische Fußgängerbauwerk Wiens, eröffnet. Im April 1961 folgte die Passage am Schottentor und im Juli 1961 die Babenbergerpassage (Ring / Babenbergerstraße) sowie die Bellariapassage. Im Juli 1964 kam noch die Albertinapassage hinzu.
Seit 1972 sind Ring und Franz-Josefs-Kai für den Autoverkehr Einbahnen im Uhrzeigersinn, der Ring mit drei, der Kai mit vier Fahrstreifen in der Hauptfahrbahn.

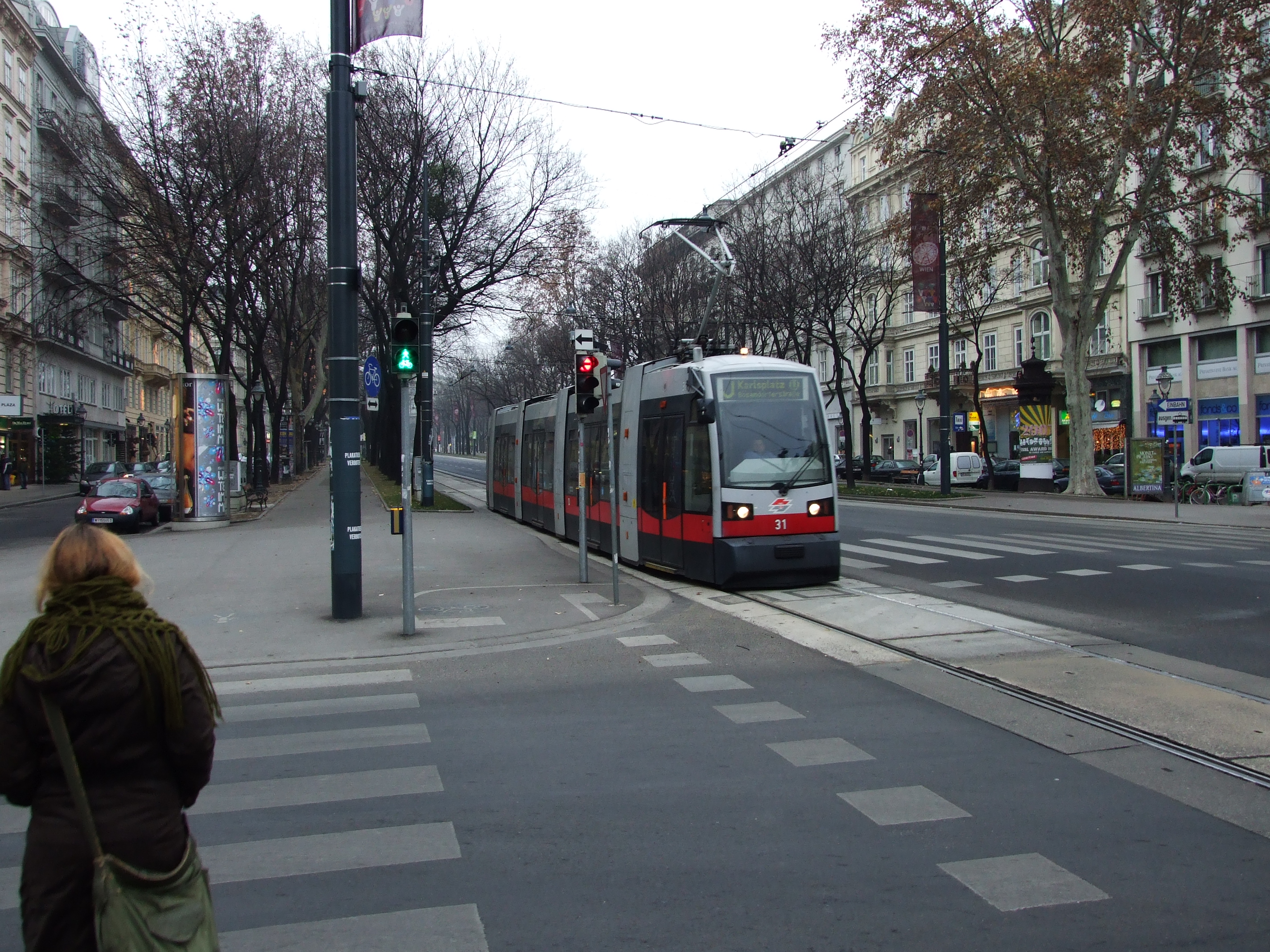
Radfahrerübergänge entlang des Ringradweges, hier am Opernring

In den 1990er Jahren wurde in den Seitenalleen ein Radweg angelegt, der wegen seiner teilweise verschlungenen Führung, seines häufigen Lagewechsels und wegen des Konfliktpotentials insbesondere an Engstellen bei Fußgängerabgängen mit (oft ortsunkundigen) Fußgängern kritisiert wird. Das sogenannte Rad-Ring-Rund verläuft teilweise nur innerhalb und teilweise beidseits der Hauptfahrbahnen und Straßenbahntrassen und erlaubt seit vielen Jahren Radfahren in beiden Drehsinnen. Gegen einen Beitrag zu den Errichtungskosten erhielt Coca-Cola Werbeflächen auf mehreren Stellen des Radwegbelags – eine Neuheit.
In den 1990er Jahren erwies sich die „Verbannung“ der Fußgänger in den Untergrund wegen der Einbahnführung des Autoverkehrs als nicht mehr zeitgemäß. Bei allen Fußgängerpassagen wurden nun wieder oberirdische ampelgeregelte Fußgängerübergänge angelegt. Die nicht mit einem U-Bahn-Zugang versehene Babenbergerpassage wurde komplett gesperrt (ihre Räume werden für Veranstaltungen verwendet); die Albertinapassage wurde am 30. November 2009 geschlossen; ihre Räume werden seit 2011 als Dinner Club genützt.

### U-Bahn
Lediglich die U-Bahn-Station Stubentor (U3; Wollzeile, Weiskirchnerstraße) befindet sich unmittelbar an der Ringstraße. Drei U-Bahn-Stationen haben durch Passagen einen Ausgang zur Ringstraße: Karlsplatz (U1, U2, U4), Volkstheater (U2, U3) und Schottentor / Universität (U2). Drei weitere Stationen befinden sich in kurzer Gehentfernung von der Ringstraße: Museumsquartier (U2), Rathaus (U2) und Stadtpark (U4). Am Franz-Josefs-Kai befinden sich zwei U-Bahn-Stationen: Schottenring (U2, U4) und Schwedenplatz (U1, U4). Davon gehen die vier Stationen Schottenring, Schwedenplatz, Stadtpark und Karlsplatz auf die 1898–1901 eröffnete Stadtbahn zurück; die anderen wurden erst ab 1980 in Betrieb genommen. Vor 150 Jahren erstellte Pläne, direkt unter dem gesamten Verlauf der Ringstraße eine unterirdische Eisenbahn zu führen, wurden nicht realisiert.

## Galerie: Varianten der Benützung der Ringstraße

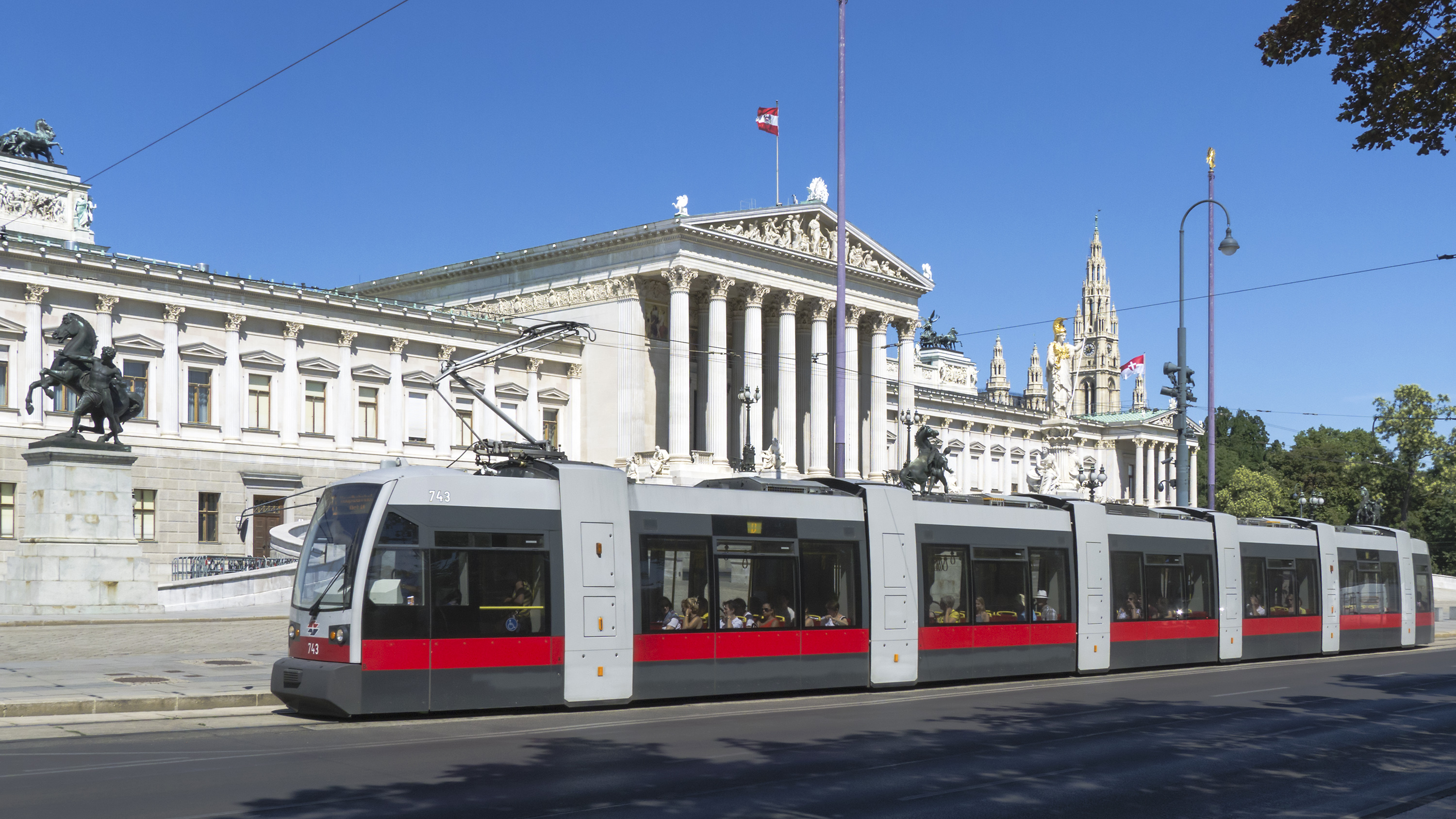
Straßenbahn am Ring (Normalverkehr)
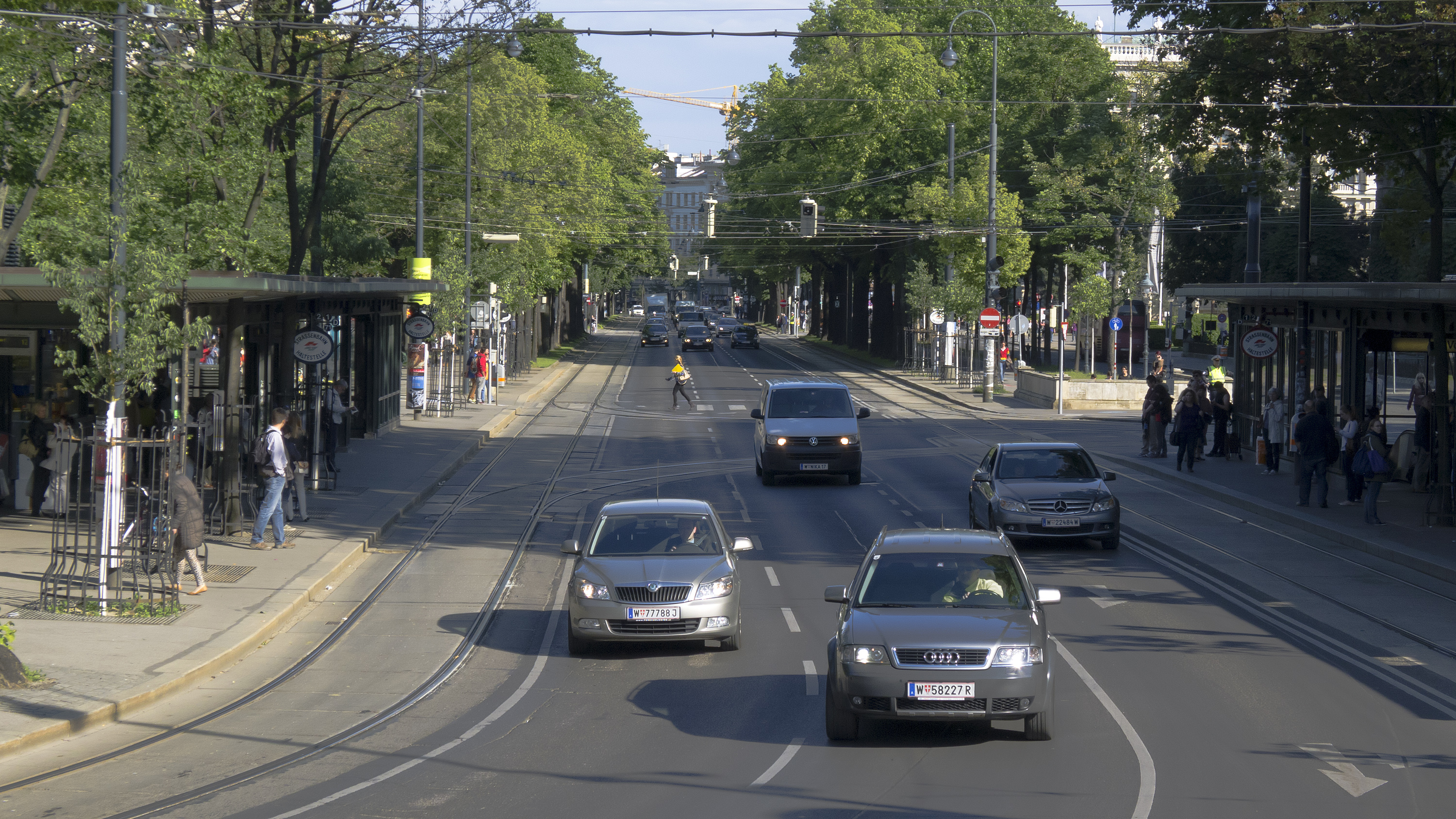
Autofahrer am Ring (Normalverkehr)
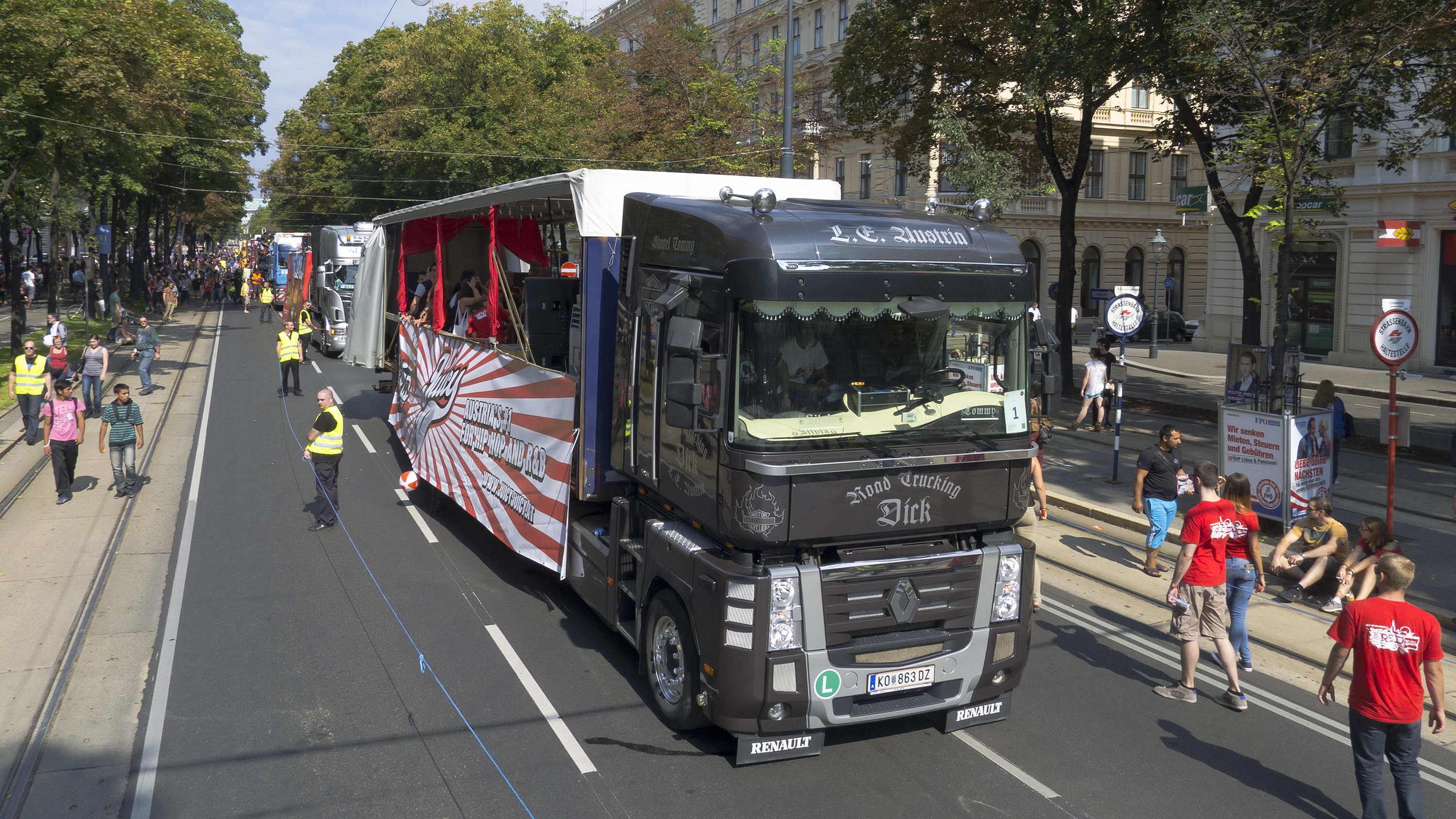
Technoparade am Ring (Streetparade 2013)
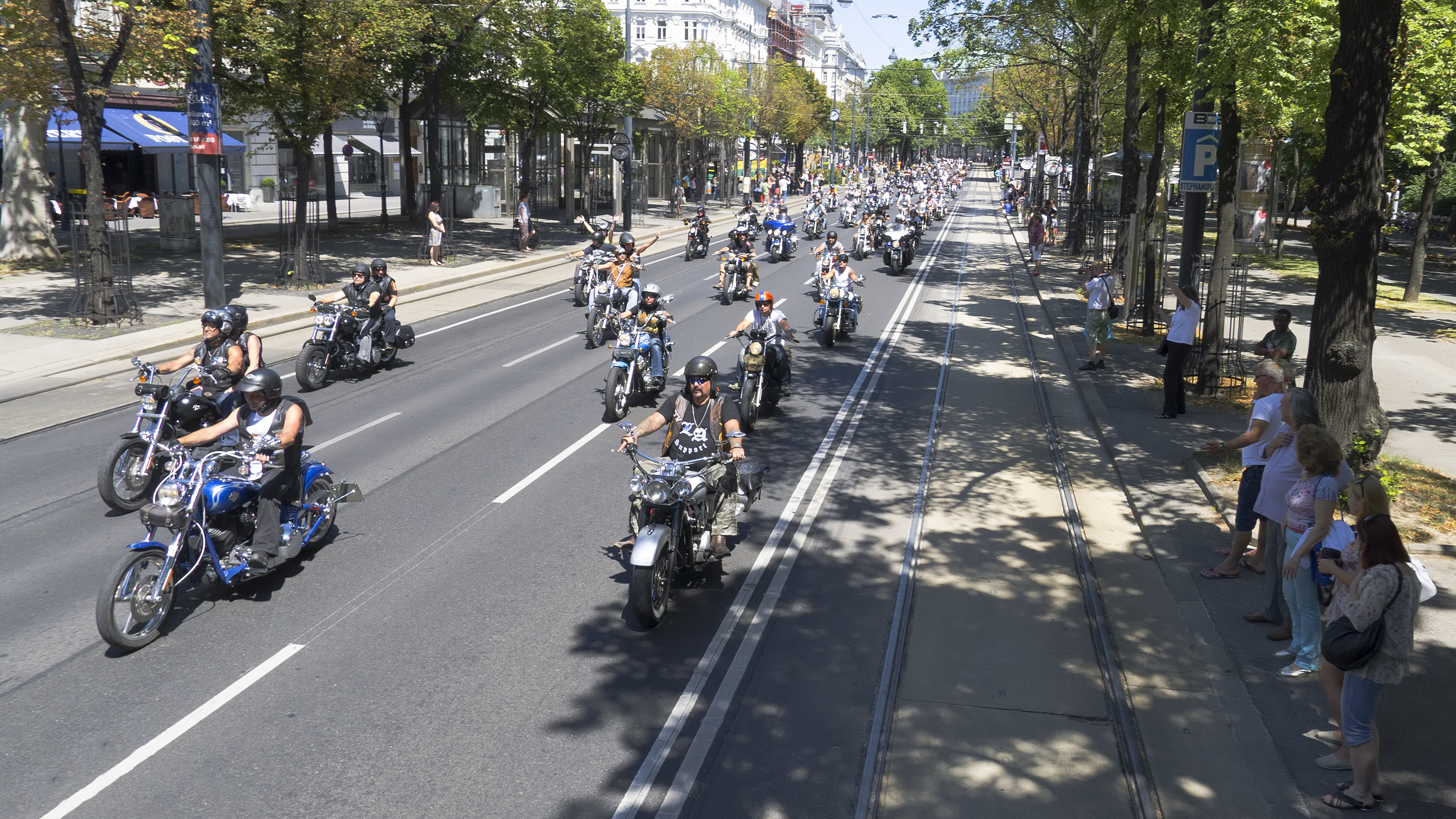
Motorradfahrer am Ring (Vienna Harley Days 2013)
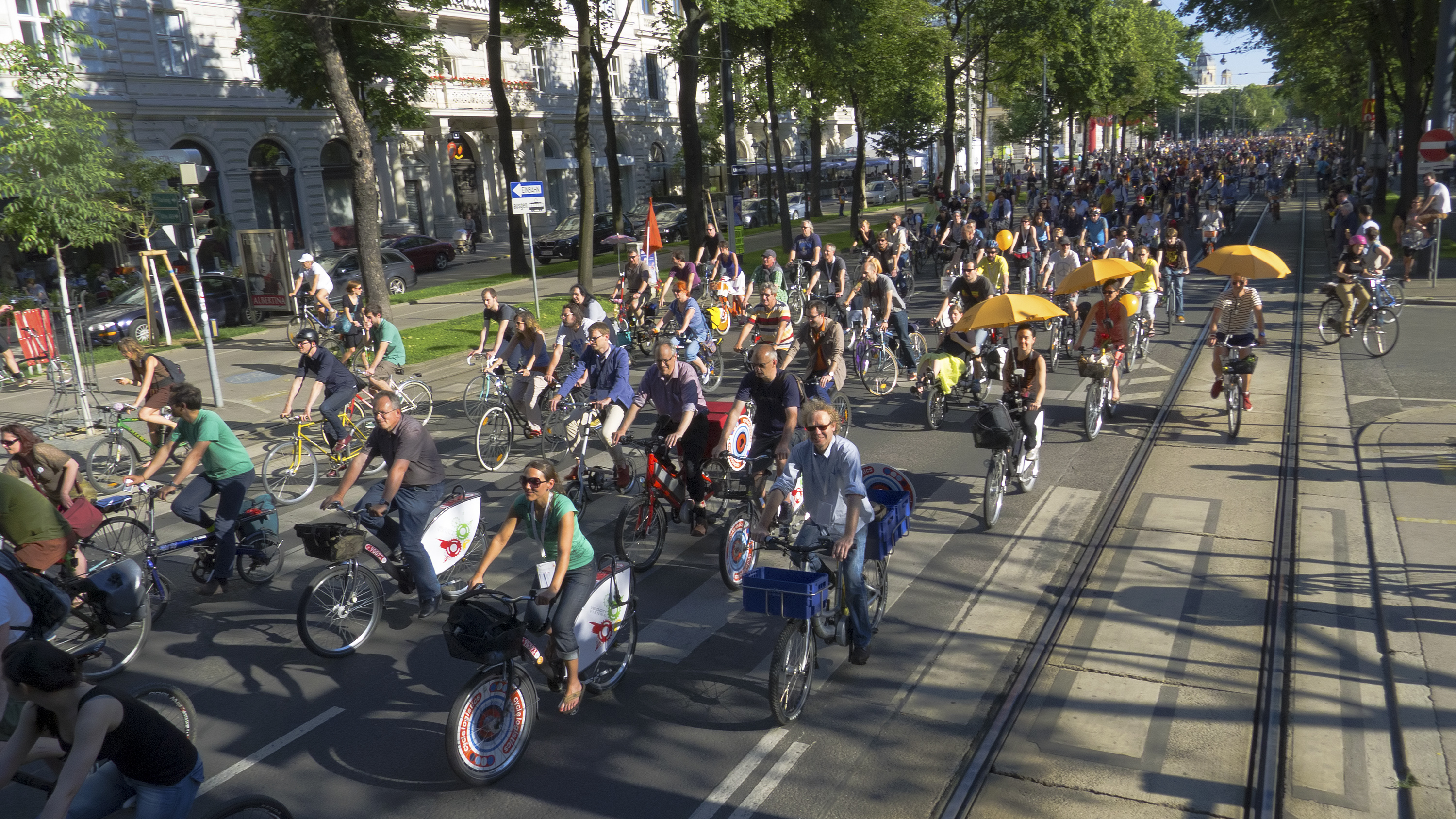
Radfahrer am Ring (Radwoche 2013)
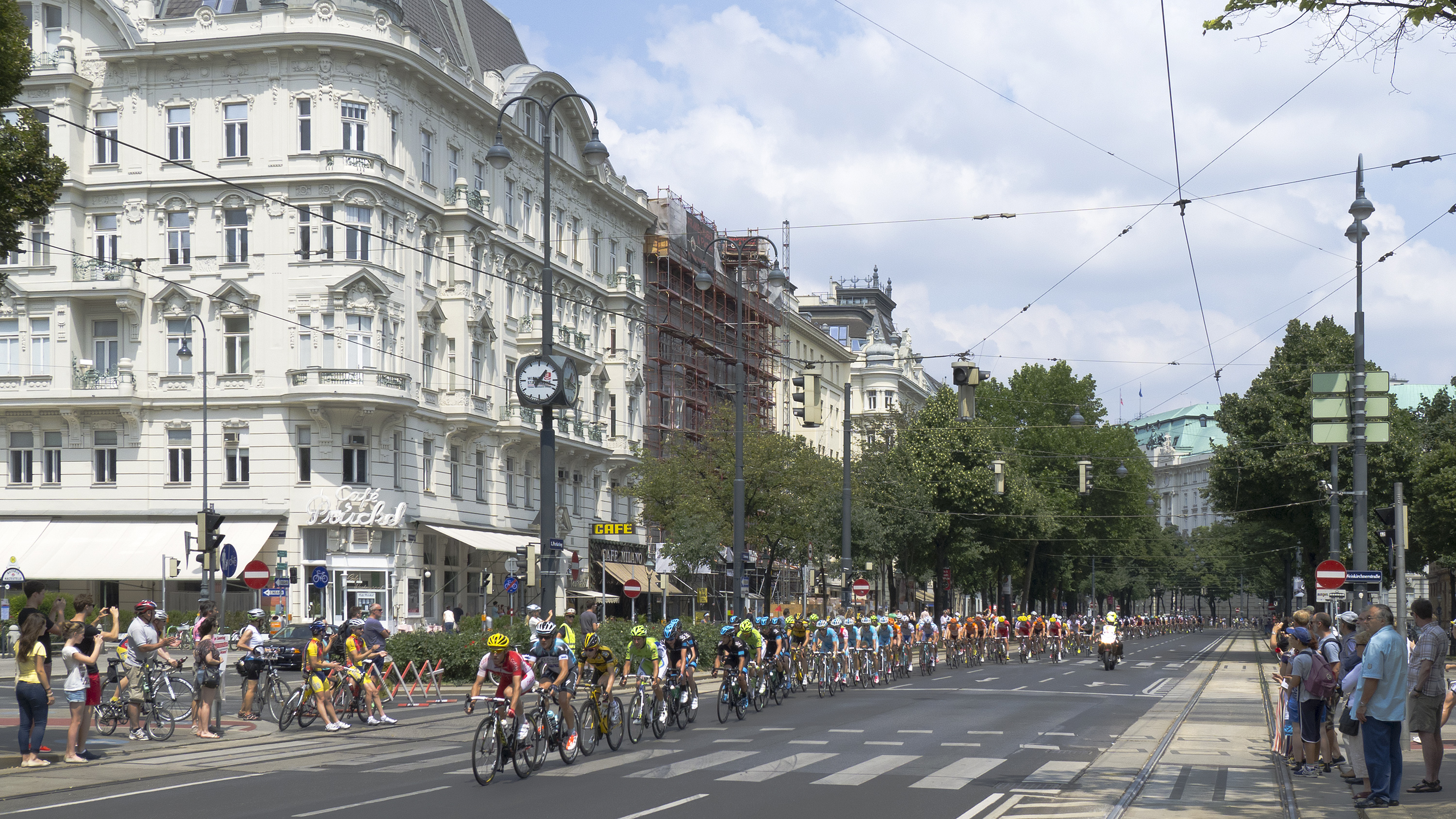
Radrennfahrer am Ring (Österreich-Rundfahrt 2013)
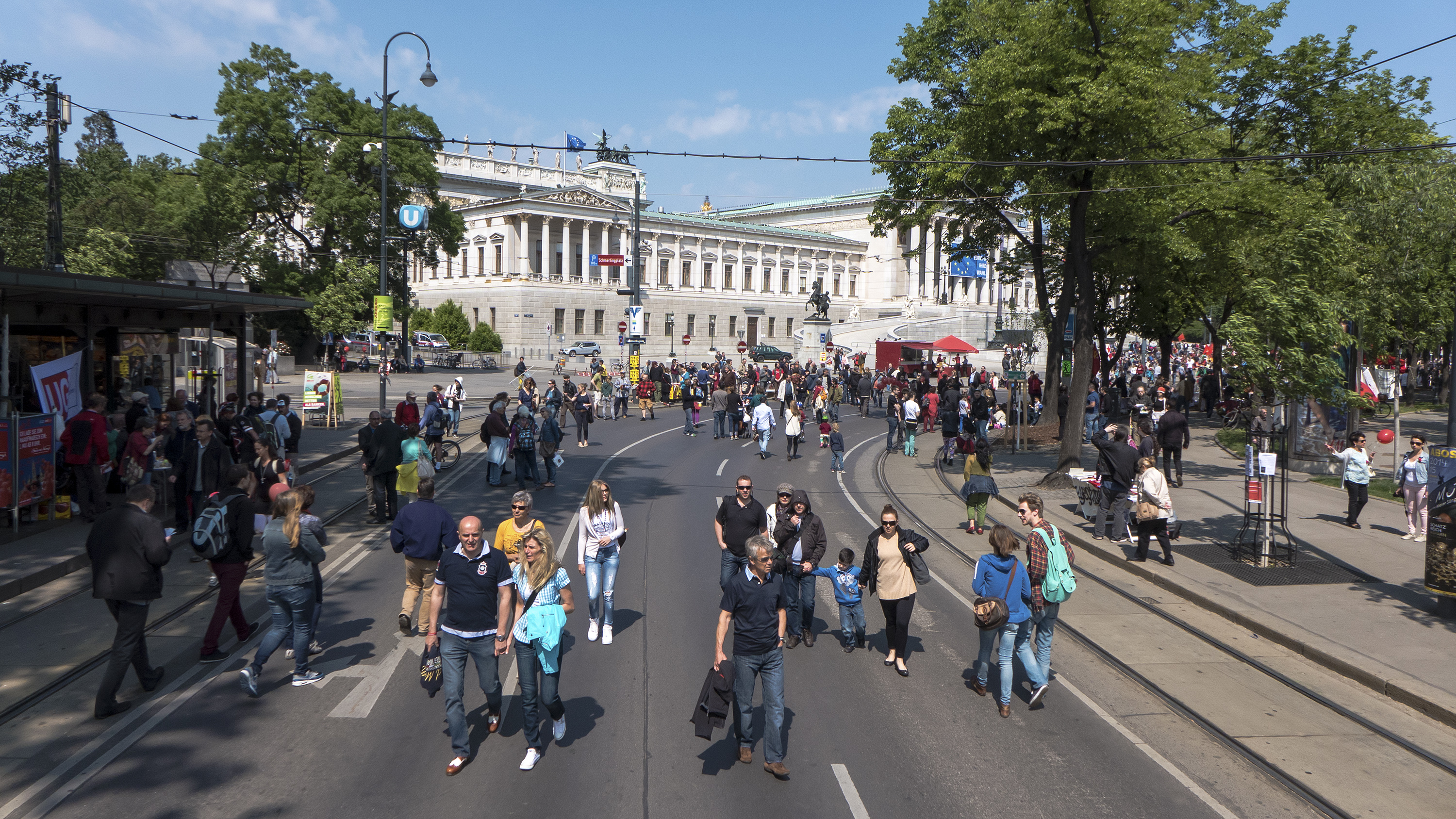
Fußgänger am Ring (Erster Mai 2014)
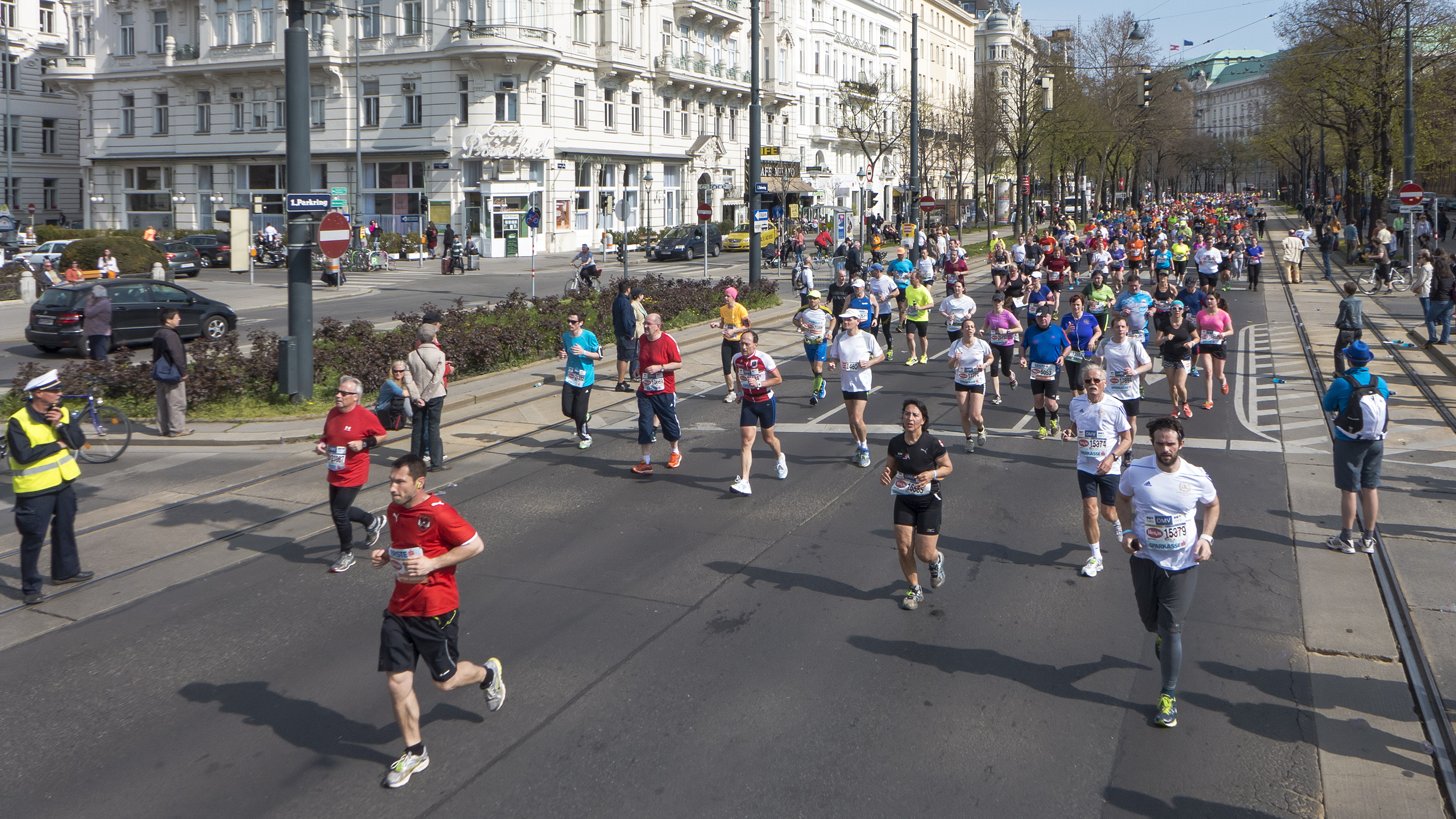
Läufer am Ring (Vienna City Marathon 2015)
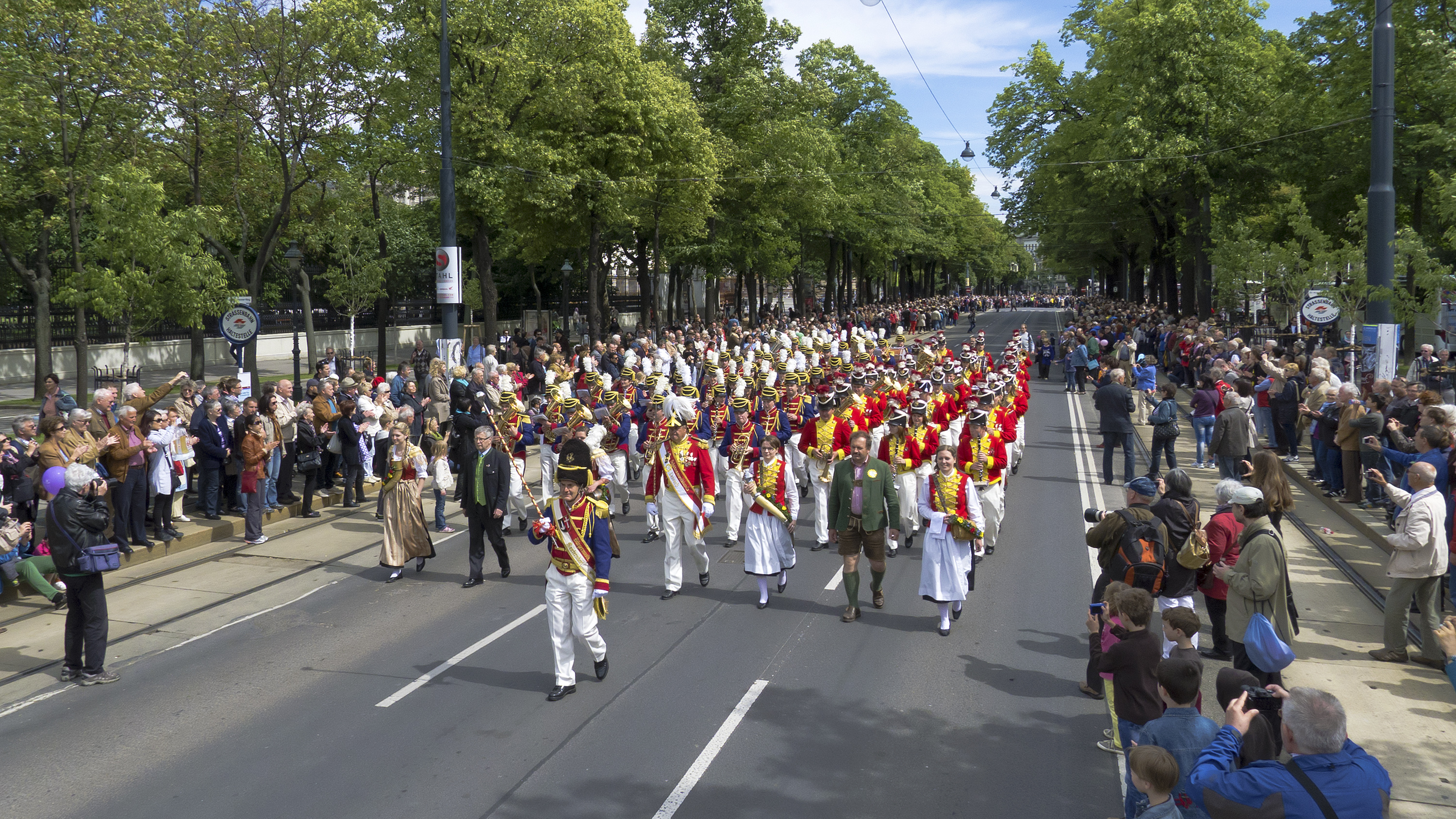
Musiker am Ring (Blasmusikfest 2013)
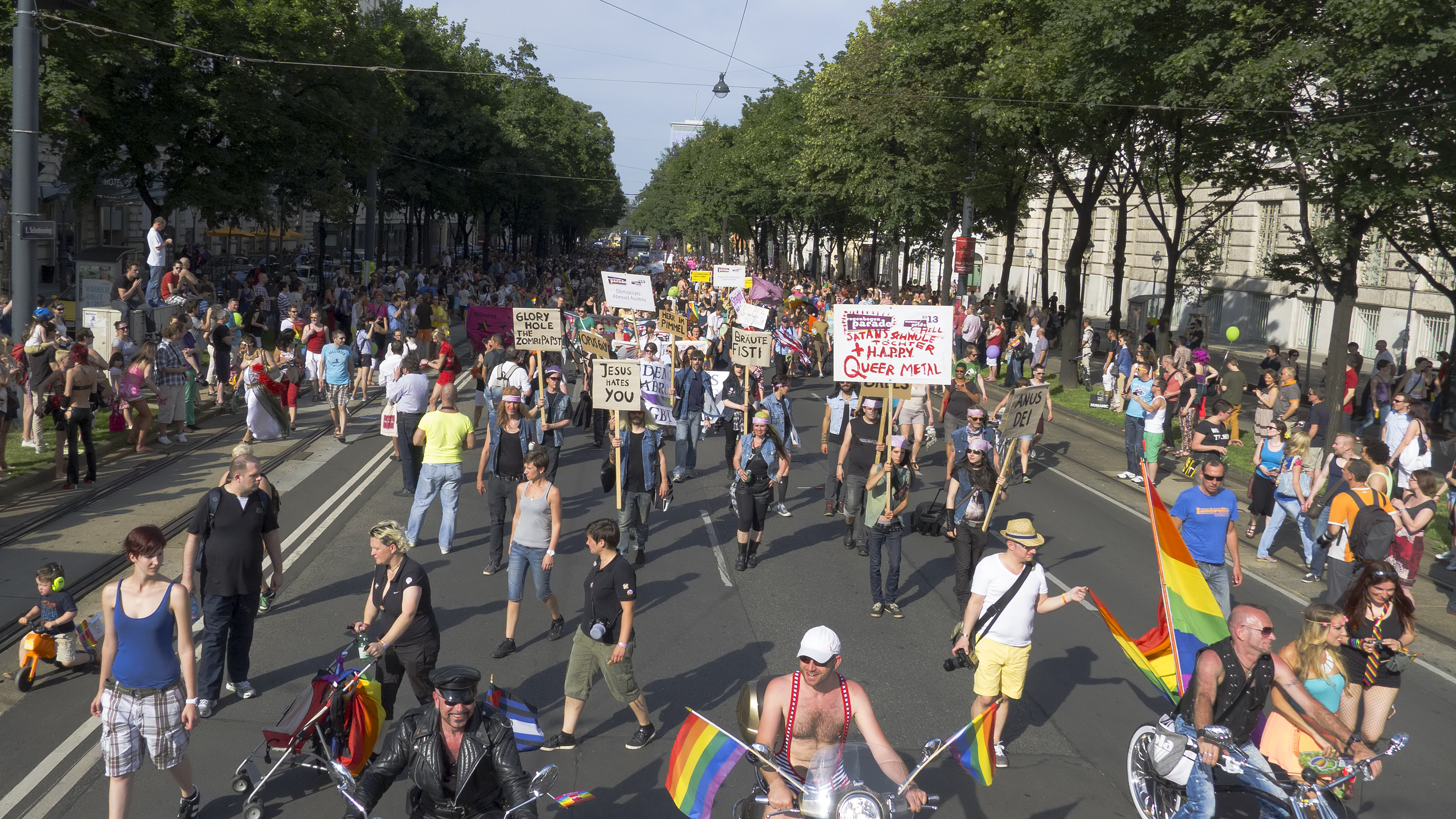
Queere Demonstration am Ring (Regenbogenparade 2013)
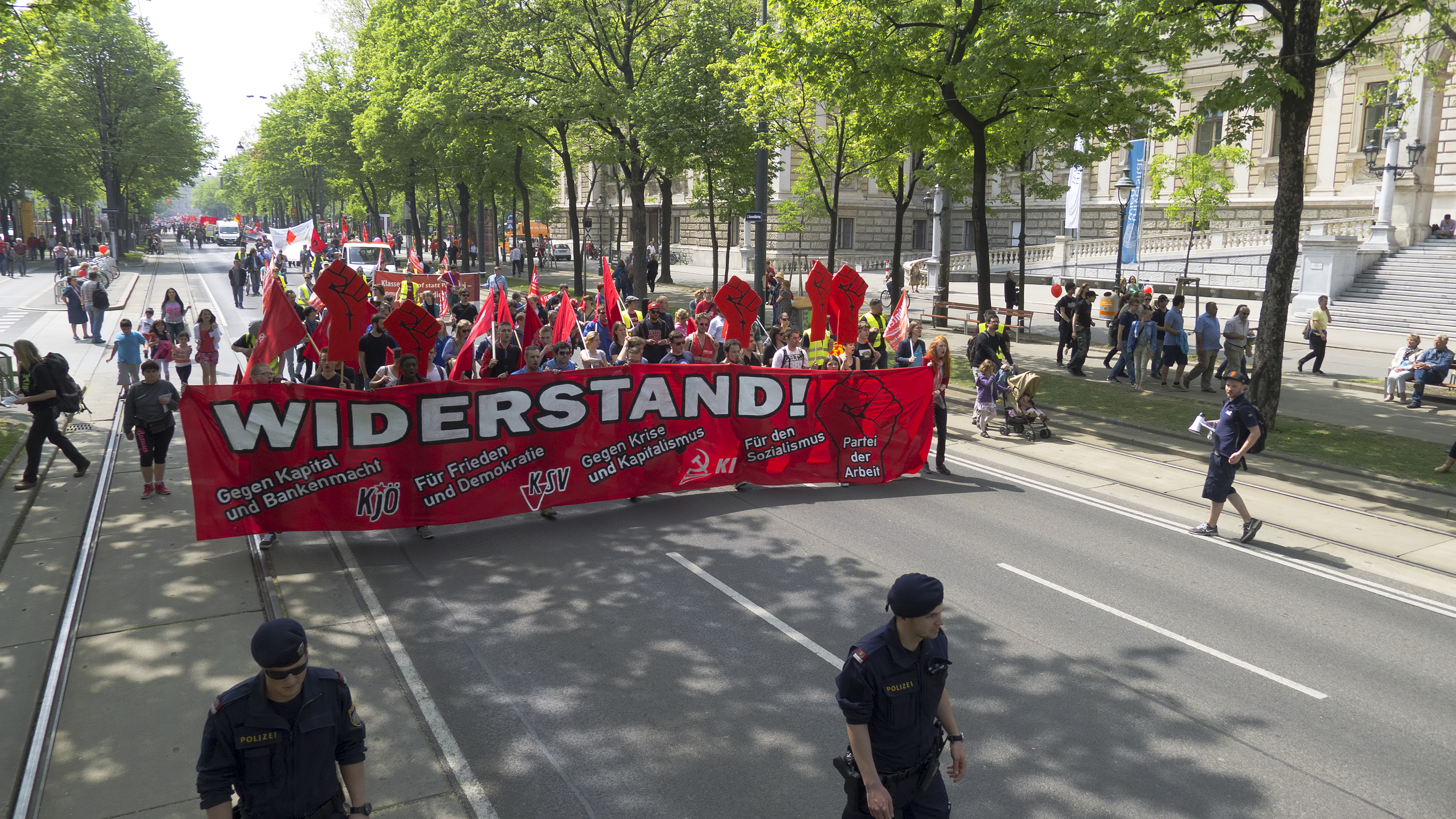
Demonstranten am Ring (Maiaufmarsch 2013)
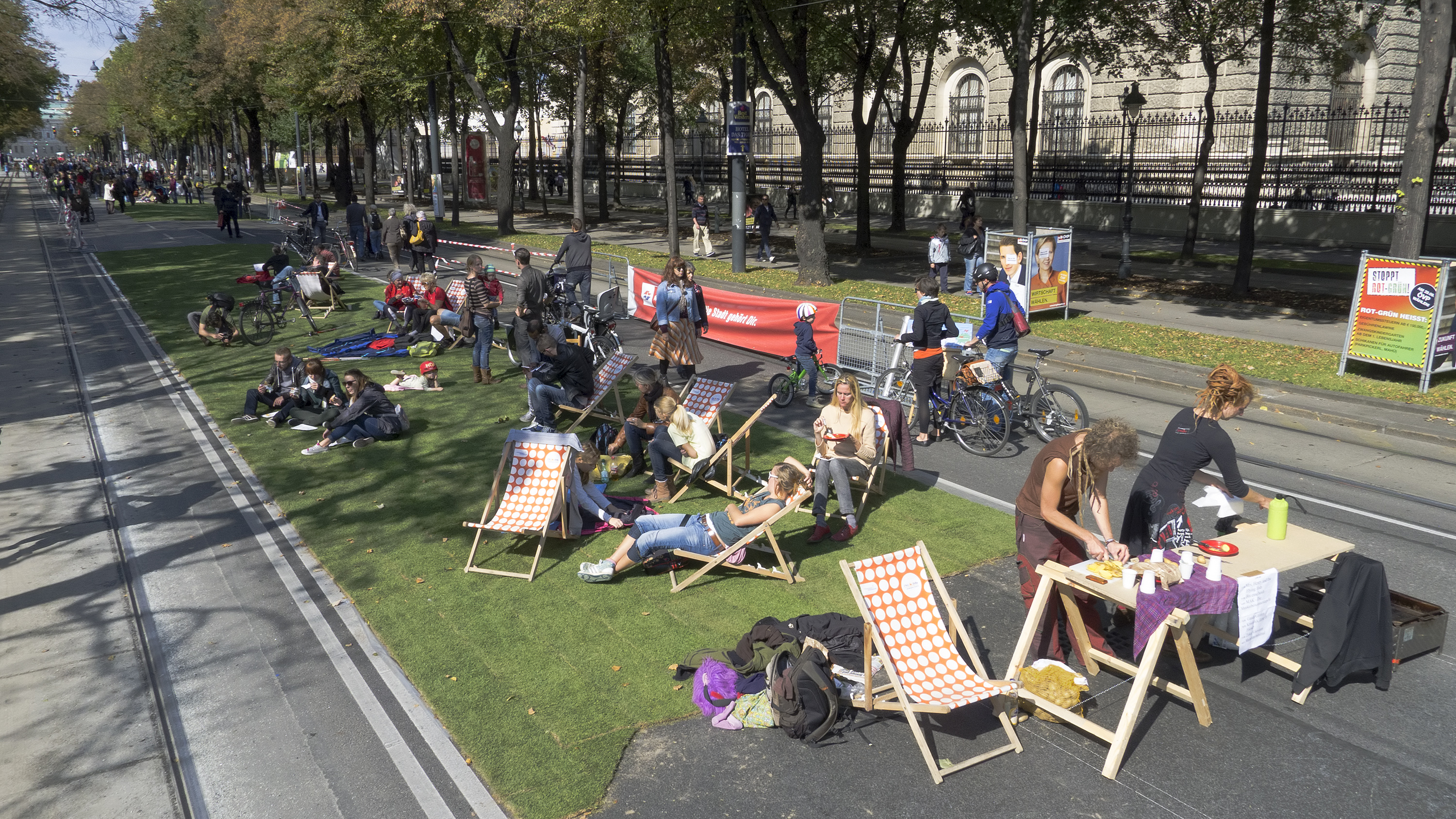
Rasen am Ring 2013 (Demonstration gegen den Autoverkehr am Ring)

## Die Ringstraße in der Belletristik
Als eine der wichtigsten „Bühnen“ Wiens taucht die Ringstraße in der Wien-bezogenen belletristischen Literatur häufig auf. Beispiele:
- Karl Kraus’ Drama Die letzten Tage der Menschheit findet schon in der 1. Szene des Vorspiels, am Tag der Ermordung des Thronfolgers am 28. Juni 1914, dort statt: Wien. Ringstraßenkorso. Sirk-Ecke.[Anm. 1] Ein Sommerfeiertagsabend. Leben und Treiben. Es bilden sich Gruppen. Einige weitere Szenen spielen ebenfalls auf der Ringstraße.
- In Heimito von Doderers Roman Die Dämonen flüchten Demonstranten nach dem Justizpalastbrand am 15. Juli 1927 vor der schießenden Polizei über die Ringstraße.

Auch in der Fernsehserie Ringstraßenpalais (1980–1986) spielt die Straße als Schauplatz des Aufstiegs und Niedergangs einer österreichischen geadelten Familie im 19. und 20. Jahrhundert eine große Rolle.

## Sonstiges
Auf der Ringstraße überlebten von 15 verzeichneten Kaffeehäusern zur „goldenen Zeit“ vor dem Ersten Weltkrieg nur wenige bis 2020, wobei die Vergangenheit der einzelnen Lokale mangels Dokumentation meist im Dunkeln bleibt. Es existier(t)en im Uhrzeigersinn: Café Prückel (Stubenring 24, bis heute), Café Schüsswald (Parkring 2), Café Katzmeyr (Parkring 8), Café Krippel (Parkring 10), Café Union (Kolowratring 2, heute Schubertring), Café Schwarzenberg (Kärntner Ring 17, bis heute), Café Frohner (Kärntner Ring 16, nach dem damaligen Hotelpächter benannt, wurde zum Café Imperial im gleichnamigen Hotel), Café Kremser (Kärntner Ring 8, heute Hotel „The Amauris Vienna“), Café Bristol (Kärntner Ring 2, neue „Lounge“ im gleichnamigen Hotel), Café Bauer (Opernring 8), Café de L’Opera (Opernring 8), Café Landtmann (Universitätsring 4, bis heute), Café Universität (Franzensring 18, heute Universitätsring), Café Mandl (Schottenring 13), Café Lloyd (Schottenring 19, zuletzt lange Zeit unter dem Namen Café Schottenring, Juli 2012 geschlossen. Vor der Zeit als Café war es eine Bierhalle.). In den als Kaffeehäuser aufgelassenen Lokalen befinden sich heute Geschäftsfilialen, Fast-Food-Restaurants, Ausgehlokale oder Büroräumlichkeiten. Neu hinzugekommen ist 1935 das anstelle einer Eisenwarenhandlung entstandene Café Ministerium am Georg-Coch-Platz 4 / Ecke Stubenring 6.
Das Pausenprogramm des Neujahrskonzert der Wiener Philharmoniker 2015 wurde dem 150-Jahre-Jubiläum der Wiener Ringstraße gewidmet. Das Neujahrskonzert wurde in 92 Länder der Welt übertragen und von mehr als 50 Millionen TV-Zusehern verfolgt.

## Filme
- Hinter den Fassaden – Die Geheimnisse der Wiener Ringstraße. Dokumentarfilm, Österreich, 2004, 51:44 Min., Buch: Otto Schwarz, Regie: Alfred Vendl, Moderation: Maximilian Schell, Sprecherin: Eva Mattes, Produktion: epo-film, ORF, arte, Reihe: Universum, Erstsendung: 10. Juni 2004 bei ORF 2, Filmdaten, Inhaltsangabe von ORF.

- Die Wiener Ringstraße 1. Wie Wien zur Weltstadt wurde. Dokumentarfilm, Österreich, 2015, 48:48 Min., Buch und Regie: Günter Kaindlstorfer, Produktion: Clever Contents Filmproduktion, ORF, Reihe: Die Wiener Ringstraße – Trilogie eines Boulevards, Erstsendung: 24. Februar 2015 ORF III, Inhaltsangabe von ORF III, online-Video. Dokumentation zum 150-Jahr-Jubiläum.

- Die Wiener Ringstraße 2. Boulevard der Paläste. Dokumentarfilm, Österreich, 2015, 48:56 Min., Buch und Regie: Günter Kaindlstorfer, Produktion: Clever Contents Filmproduktion, ORF, Reihe: Die Wiener Ringstraße – Trilogie eines Boulevards, Erstsendung: 3. März 2015 bei ORF III, Inhaltsangabe von ORF III.

- Die Wiener Ringstraße 3. Menschen auf der Ringstraße. Dokumentarfilm, Österreich, 2015, 50 Min., Buch und Regie: Günter Kaindlstorfer, Produktion: Clever Contents Filmproduktion, ORF, Reihe: Die Wiener Ringstraße – Trilogie eines Boulevards, Erstsendung: 10. März 2015 bei ORF III, Inhaltsangabe von ORF III.